# Португальська архітектура

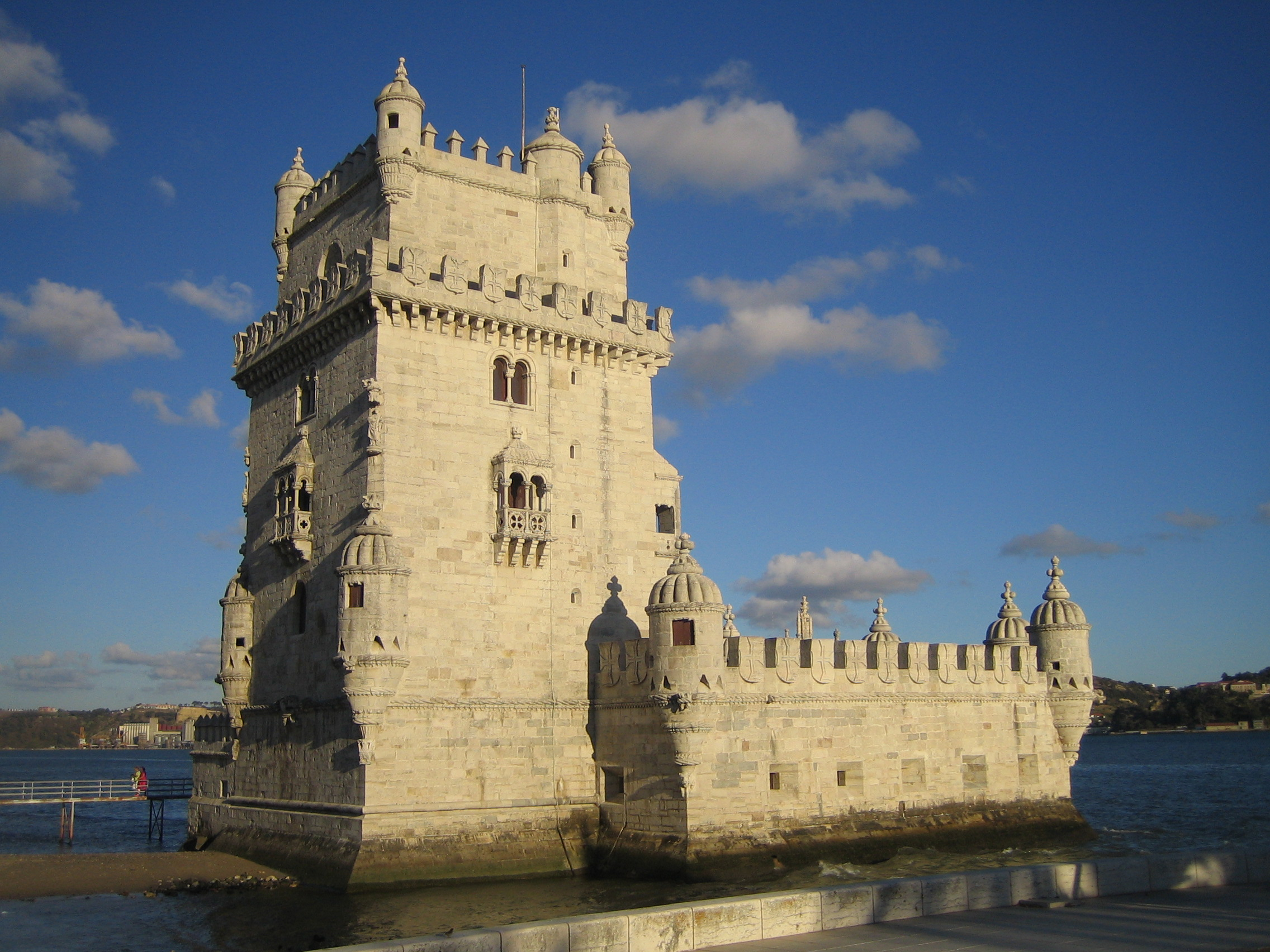
Вифлеємська башта

Португальська архітектура стосується як архітектури на території сучасної Португалії в континентальній Португалії, на Азорських островах та на Мадейрі, так і до архітектурної спадщини португальських архітекторів та стилів у всьому світі, особливо в країнах, які раніше були частиною Португальської імперії.
Як і всі сфери португальської культури, португальська архітектура відображає мистецькі впливи різних культур, які або населяли Португалію, або контактували з португальським народом протягом усієї історії Португалії, включаючи лузитанців, кельтиберян, римлян, свевів, вестготів, маврів, мосарабів, гоанців, маканезців, крістанжців тощо. Через Португальську імперію у кількох країнах світу знаходяться взірці португальської колоніальної архітектури, зокрема в Бразилії та Уругваї у Америці, в Анголі, Кабо-Верде, Сан-Томе та Принсіпі, Беніні, Гані, Марокко, Гвінеї, Бісау, Зімбабве та Мозамбіку в Африці та Китаї, Індії, Індонезії, Малайзії та Східному Тиморі в Азії.
Різні мистецькі стилі чи рухи домінували в португальській архітектурі протягом різних віків, включаючи романський, готичний, мануельський, португальський ренесанс, португальське бароко, рококо, помбальський, неомануельський, м'який португальський стиль та сучасну архітектуру. Видатними португальськими архітекторами були Діогу де Арруда (15-16 ст.), Жуан Антуніш (17 ст.), Евгеніу душ Сантуш та Карлуш Мардель (18 ст.), Жузе Луїс Монтейру (19 ст.), Раул Ліну та Кассіану Бранку (20 ст.). Серед відомих архітекторів — Фернанду Тавора, Гонсалу Бірне, Соту де Мора (переможець Прітцкерівської премії), Каррільу да Граса та Алвару Сіза Віейра (лауреат Прітцкерівської премії).

## Історія

### Мегалітичний період

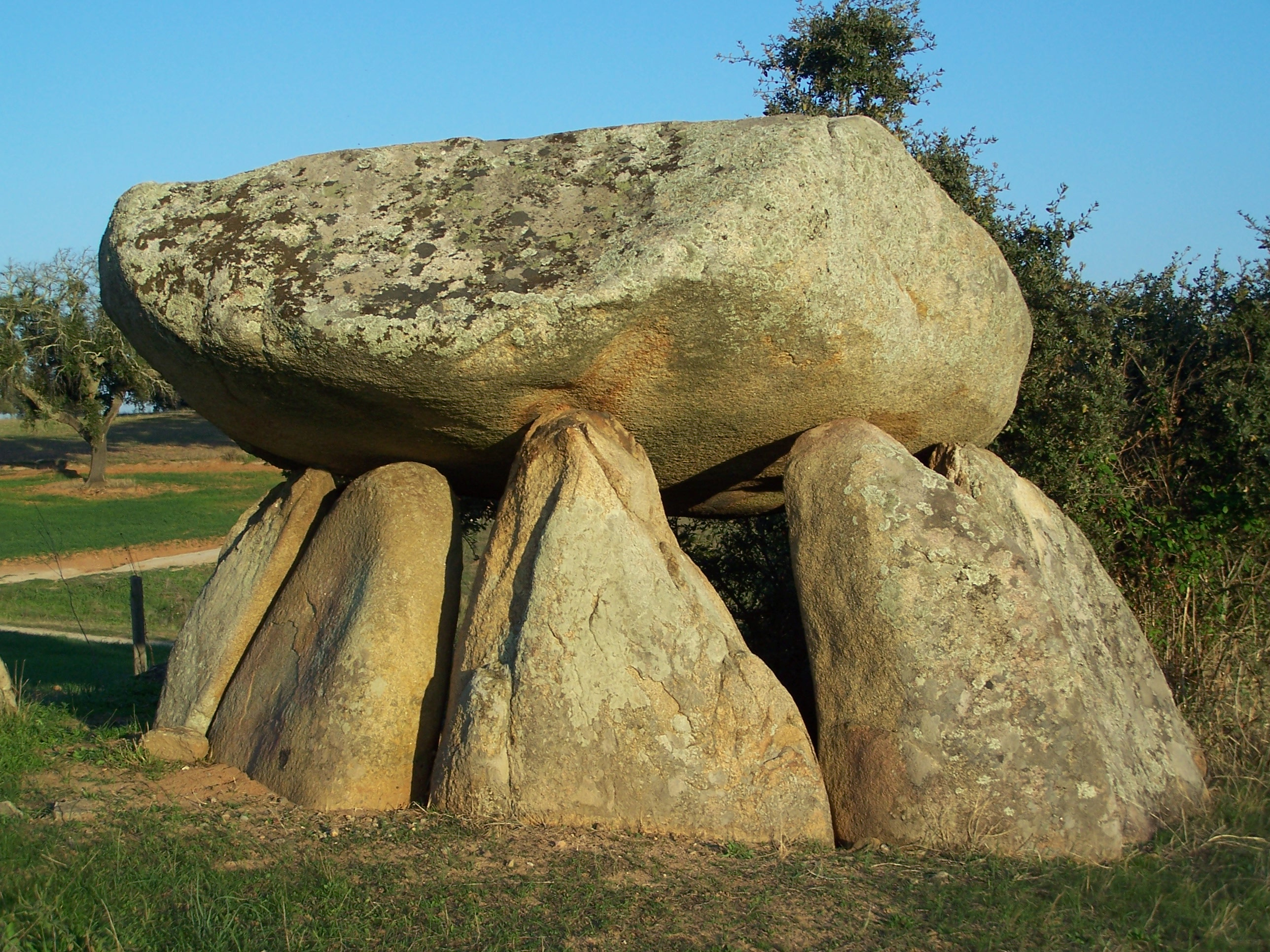
Неолітичний дольмен в Алентежу.

Найдавніші приклади архітектурної діяльності в Португалії датуються неолітом і складаються з споруд, пов'язаних з культурою мегаліту. Португалія всіяна великою кількістю дольменів (так званих antas або dólmens), тумулюсів (mamoas) і менгірів. Регіон Алентежу особливо багатий мегалітичними пам'ятками, як Великі Дольмени Замбубоїру (Anta Grande do Zambujeiro), розташовані поблизу Евори. Менгіри можна знайти окремо або які утворюють кам'яні кола. Дольмени Альмендрес, що також розташовані поблизу Евори, є найбільшими на Піренейському півострові, складаються з майже 100 менгірів, розташованих у двох колах з орієнтацією зі Сходу на Захід.

### Кельтський період

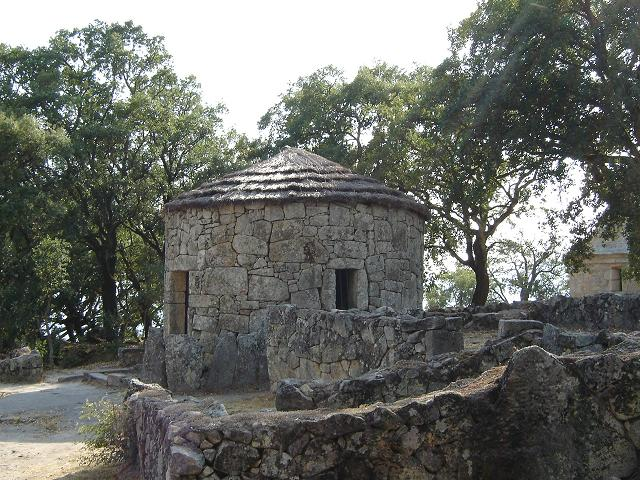
Цитадель Брітеіруш в Гімарайнш (Культура городищ, Залізний вік).

Доісторичні укріплені села, що датуються енеолітом, знаходяться вздовж річки Тегу, як і Віла-Нова-де-Сау-Педру, поблизу Картаксо, і Замбужаль, поблизу Торріш-Ведраш. Ці місця були населені у період з 2500—1700 рр. до н. е. та були оточені кам'яними стінами та вежами, що є признаком постійних конфліктів того часу.
Починаючи з 6 століття до н. е., в Північно-Західній Португалії, а також сусідній Галісії в Іспанії побачили розвиток кельтської культури городищ (cultura castreja). Цей регіон був усіяний городищами (citânias чи cividades), які здебільшого продовжували існувати під час римського панування, коли область була включена до провінції Галлеція. Визначними археологічними пам'ятками є Городище Санфінш (Citânia de Sanfins), поблизу Пасуш-де-Феррейра, Городище Брітеіруш (Citânia de Briteiros), поблизу Гімарайнш, та Городище Террошу (Cividade de Terroso), поблизу Повуа-де-Варзін. Для оборони ці городища були побудовані на підвищених місцевостях і були оточені кільцями кам'яних стін (у Терросо було три кільця стін). Будинки були круглої форми зі стінами з каменю без розчину, а дахи — з трави. У деяких з них були побудовані лазні.

### Римський період

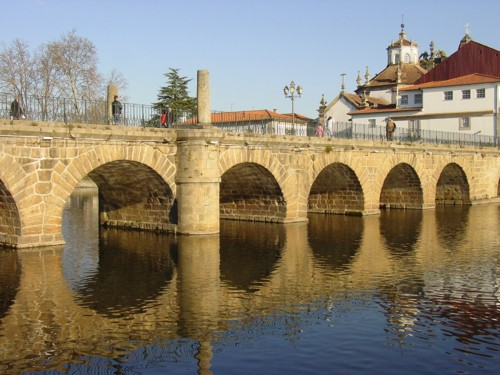
Римський міст у Aquae Flaviae, тепер Шавеш.

Архітектура значно розвинулася у ІІ столітті до нашої ери з приходом римлян, які назвали Піренейський півострів Іспанією. Завойовані поселення та села часто модернізувались за римськими зразками: форуми, вулиці, театри, храми, лазні, акведуки та інші громадські будівлі. Був побудований масив доріг та мостів для зв'язку між містами.

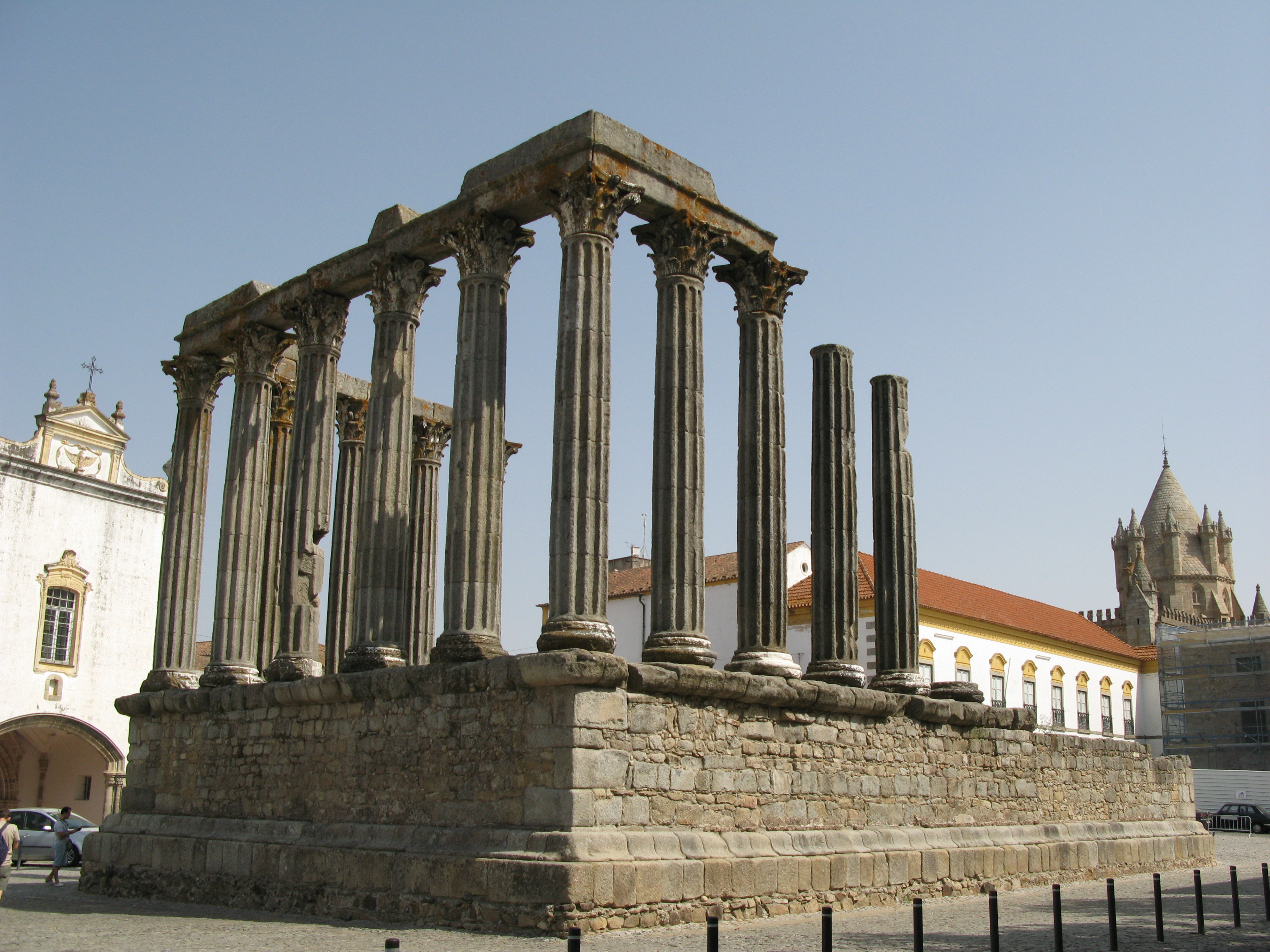
Римський храм Евори, І ст.

Брага (Bracara Augusta) була столицею провінції Галлеція і досі має залишки громадських лазень, громадський фонтан (званий фонтаном Ідола) та театр. Евора може похвалитися добре збереженим римським храмом, ймовірно, присвячений культу імператора Августа. Римський міст перетинає річку Темега через місто Чавес (Aquae Flaviae). Лісабон Olissipo) має залишки театру в Альфама.
Найкраще збереглися залишки римського селища — це Конімбріга, розташована біля Коїмбри. Розкопки виявили міські стіни, лазні, форум, акведук, амфітеатр та будинки для середніх класів (інсула), а також розкішні особняки з центральними подвір'ями, прикрашеними мозаїкою. Ще одне важливе розкопане римське село — Міробріга, поблизу Сантіагу-ду-Касен, з добре збереженим римським храмом, лазнями, мостом та залишками єдиного відомого в Португалії римського іподрому.
У середині країни римляни заснували вілли. Багато вілл містили засоби, які схожі на ванни, їх прикрашали мозаїки та картини. Важливими місцями є Вілла Пішейш (поблизу Бежа), Торре де Пальма (поблизу Монфорте) та Сентум Селлаш (поблизу Бельмонте). Останній має добре збережені руїни триповерхової вежі, яка була частиною резиденції власника вілли.

### Дороманський іберійський

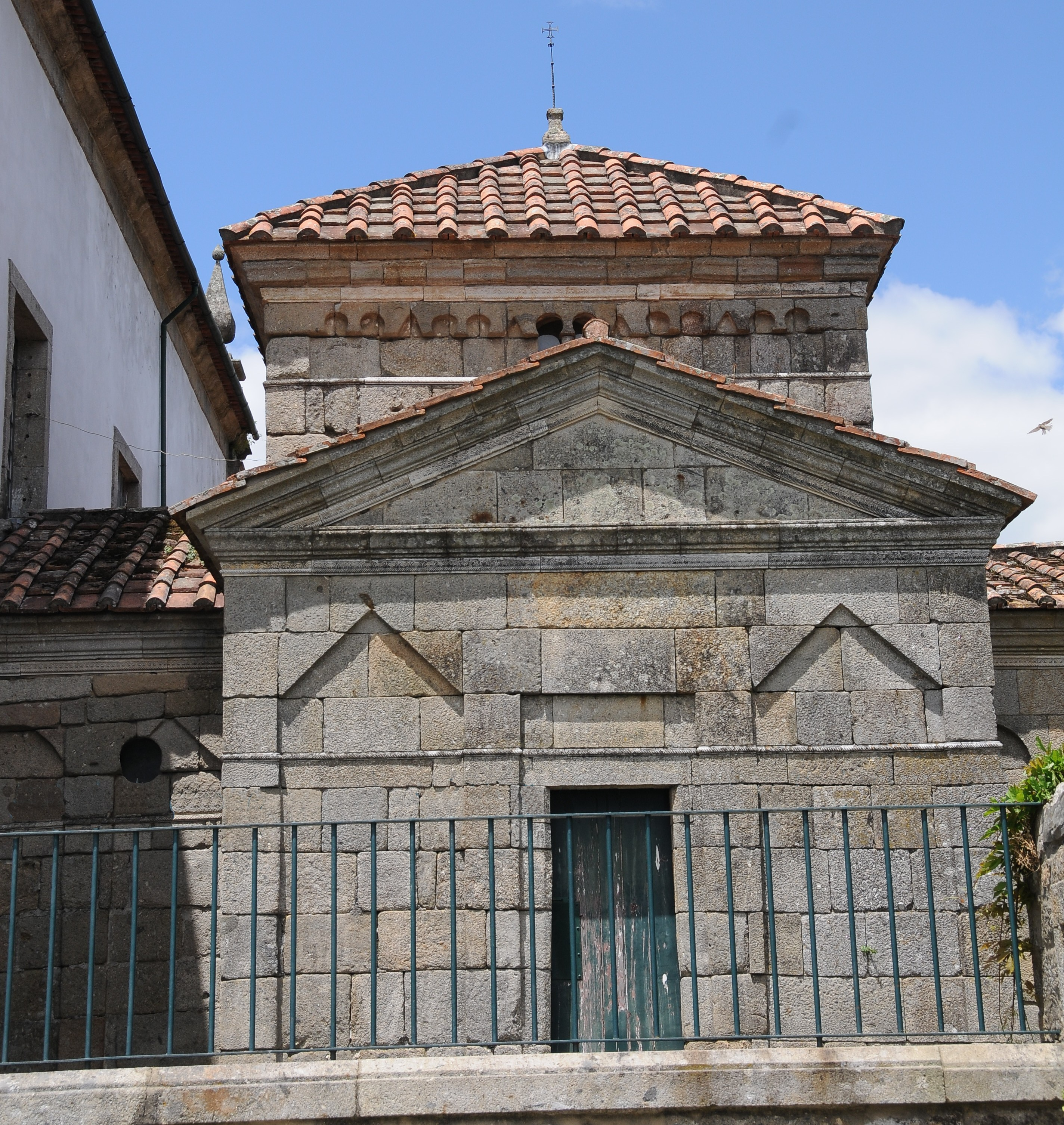
Каплиця Сау Фрутуошу, Брага, 7 ст.

Римське панування в Іспанії закінчилося вторгненнями германських народів (свевів і вестготів), починаючи з V століття нашої ери. Дуже мало будівель збереглося за періоду панування вестготів (бл. 580—770 рр.), більшість з яких було видозмінено у наступні століття. Однією з них є невелика Каплиця Сау Фрутуошу поблизу Браги, яка була частиною монастиря вестготів, побудованого у 7 столітті. Планом будівлі є грецький хрест з прямокутними сторонами та центральною банею; сторони каплиці прикрашені арковими рельєфами. Каплиця демонструє чіткий вплив візантійських будівель, таких як Мавзолей Галли Плацідії в Равенні.
Після 711 року, в період завоювання Піренейського півострова маврами, християнське Астурійське королівство  (c.711–910), розташоване в північній частині півострова, було центром опору (див. Реконкіста). Крім того, багато християн (мосарабів) жили на мавританських територіях і їм було дозволено практикувати свою релігію та будувати церкви. Астурійська архітектура та мосарабське мистецтво вплинули на християнські будівлі на майбутній території Португалії, як це видно на кількох спорудах, що збереглися до цього часу. Найважливішою з них є церква Сау Педру де Луроша, розташована поблизу Олівейра-ду-Ошпітал, на якій є напис, що визначає 912 рік як рік її будівництва. Церква — це базиліка з трьома проходами, розділеними аркою-підковою, притвором на фасаді та мулійованими, підковоподібними вікнами астурійського стилю на центральному проході.
Інша прероманская церква, побудована під астурійським і мосарабским впливами є Каплиця Сау Педру де Бальшемау, недалеко від Ламегу, з базилікою, і каплиця Сау Гіау, недалеко від Назаре. Деякі автори вважають, що ці будівлі можуть бути вестготського походження. Інтер'єр цих будівель розділений типовими арками. Вестготська каплиця Святого Фрутоушу була також модифікована в 10 столітті.

### Мавританський період

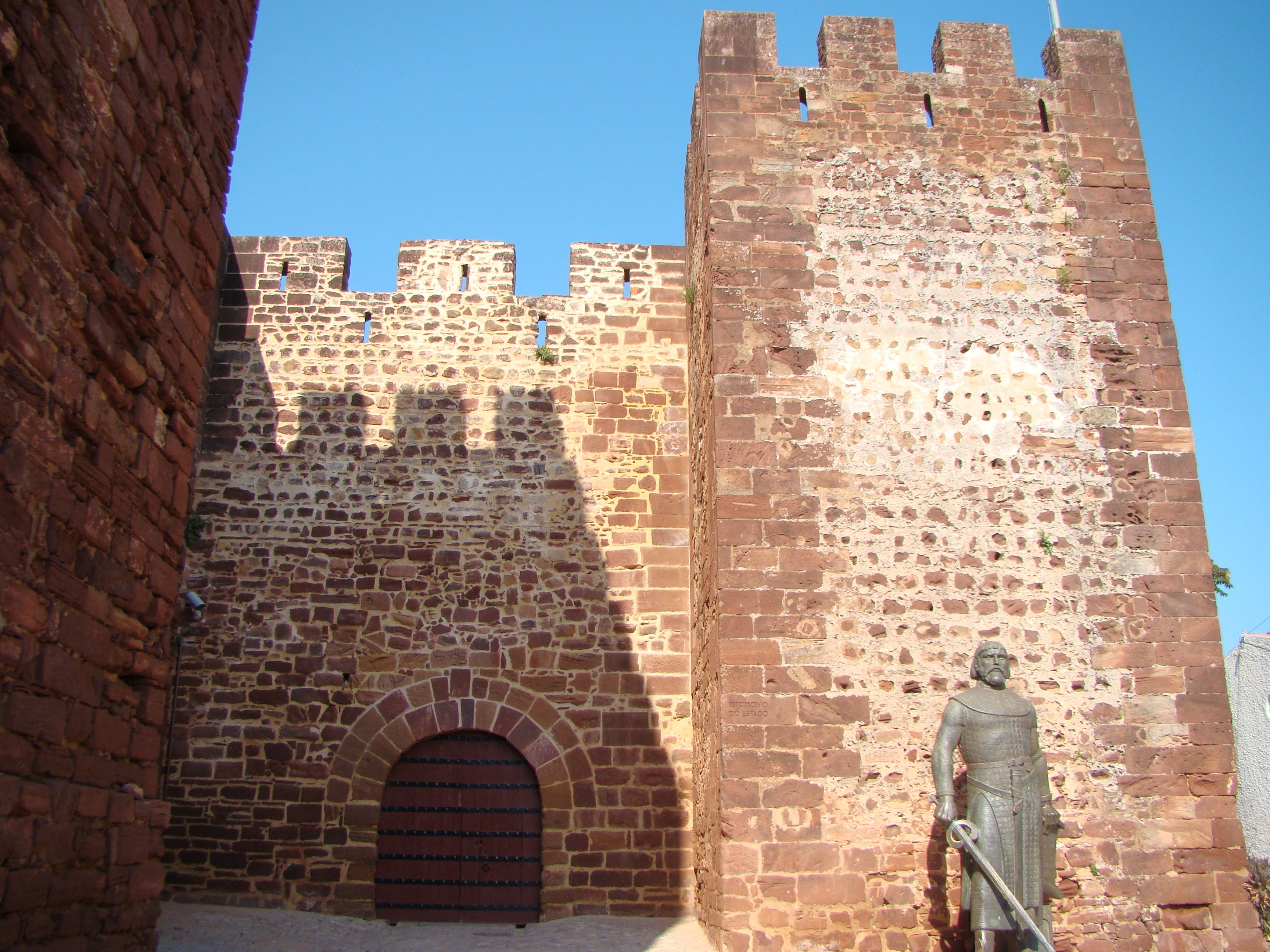
Замок Сільвешу в Алгарве, 8 ст.

Вторгнення до Піренейського півострова в 711 р. маврів з Магребу поклало кінець правлінню вестготів в Іспанії, яке прибульці називали Аль-Андалус. Присутність маврів сильно вплинула на мистецтво та архітектуру, особливо в Південній Португалії, де Реконкіста була закінчена лише в 1249 році. Однак, на відміну від сусідньої Іспанії, мало ісламських будівель у Португалії збереглося недоторканими до наших днів. Традиційні будинки у багатьох містах та селах Португалії мають прості, білі фасади, які надають ансамблю вулиць та мікрорайонів виразний ісламський вигляд, схожий на селища Північної Африки. Багато сіл та міських мікрорайонів зберегли макет вулиць з ісламських часів, як Альфама в Лісабоні. Мавританські будівлі часто будуються з землебитною і глинобитною технікою, з наступною побілкою.
Замки

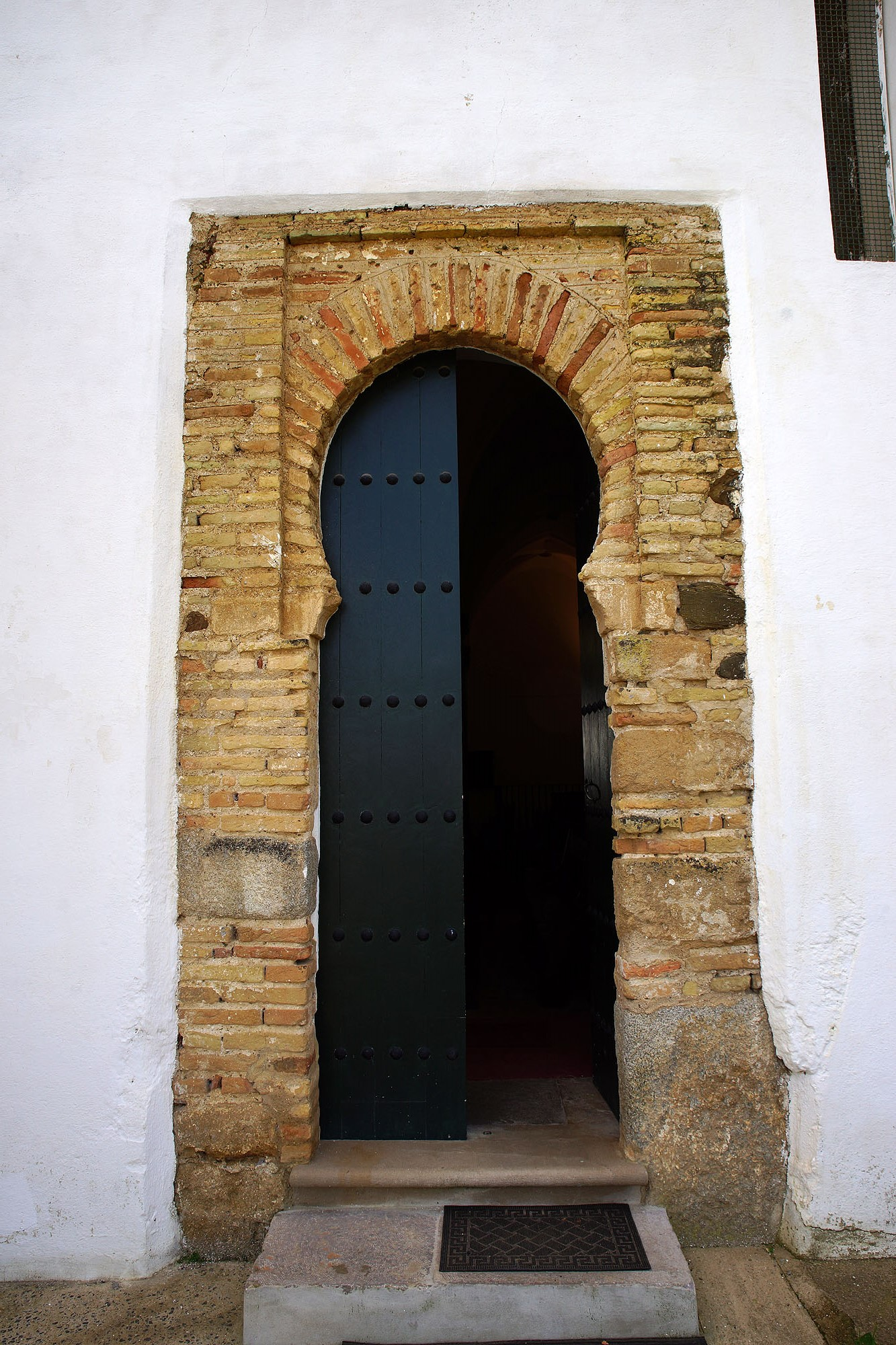
Мавританська арка в Мертолі

Маври будували міцні замки та укріплення у багатьох містах. Хоча багато середньовічних замків Португалії виникли в ісламський період, більшість з них були реконструйовані після християнського відродження. Одним із найкраще збережених є Замок Сільвешу, розташований у Сільвеші, стародавній столиці Аль-Гарба, сьогоднішній Алгарве. Побудований між 8-м та 13-м століттями, замок Сільвешу зберіг свої стіни та вежі квадратної форми з маврських часів, а також цистерни 11 століття — водойми, що використовуються в разі облоги. Старий мавританський центр міста — Almedina — була захищена стіною та кількома укріпленими вежами та брамами, частини яких досі збереглися.

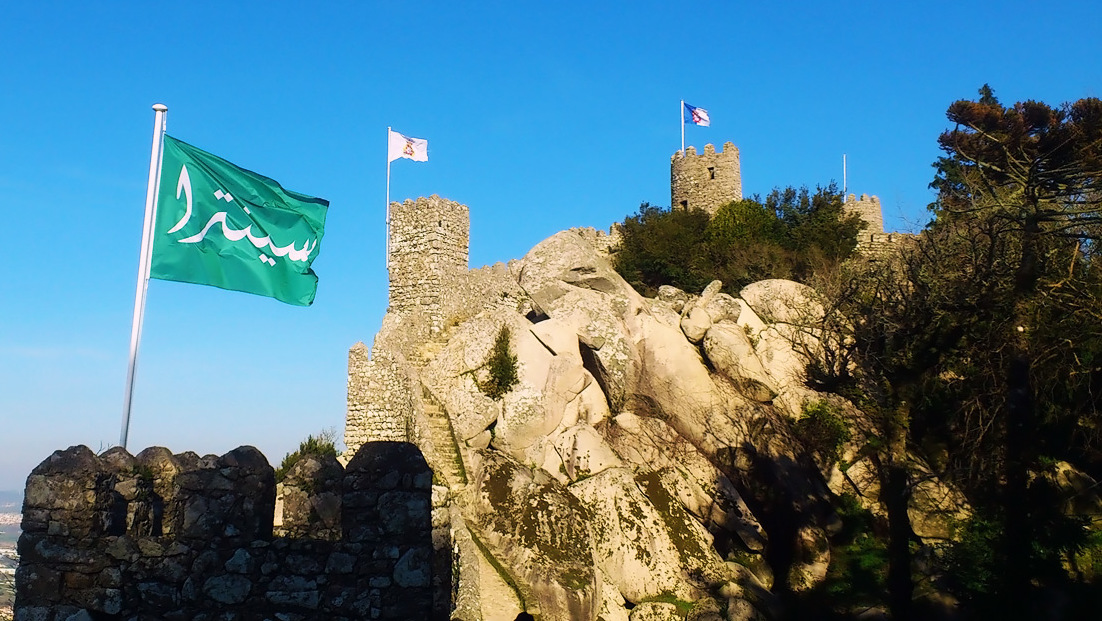
Замок маврів у Сінтрі

Ще один помітний ісламський замок — Замок Падерне. Замок маврів у Сінтрі, поблизу Лісабона, також зберіг залишки стін та цистерни часів маврських часів. Частина міських стін збереглася у Лісабоні (так звана Cerca Velha) та Еворі. Маврські міські ворота з характерним профілем арки підкови можна знайти у Фаро та Ельвасі.
Мечеті
Під час панування мусульман було збудовано багато мечетей на всій території Португалії, але практично всі вони були перетворені на церкви та собори, і їхні ісламські характерні риси вже не можна визначити. Так, наприклад, Сільвешський собор, Лісабона, та собор Фару, ймовірно, побудовані над рештками великих мечетей після Реконкісти.
Єдиним винятком із цього правила є Головна Церква Мертола, в регіоні Алентежу. Мечеть Мертола була побудована у другій половині 12 століття, і хоча вона зазнала декількох модифікацій, вона все ще є найкраще збереженою середньовічною мечеттю в Португалії. Всередині церкви знаходиться площа підлоги квадратної форми з 4 проходами із 12 колонами, які підтримують склепіння в мануельському стилі 16 століття. Незважаючи на те, що дах був модифікований і деякі проходи були перебудовані в 16 столітті, лабіринт з колон явно схожий на інші мечеті Іспанії та Магребу. На внутрішній стіні все ще є міхраб, прикрашена ніша, яка вказує напрямок Мекки. Крім того, церква має три арки з альфізом, типовою ісламською декоративною особливістю.

### Португальський романський стиль

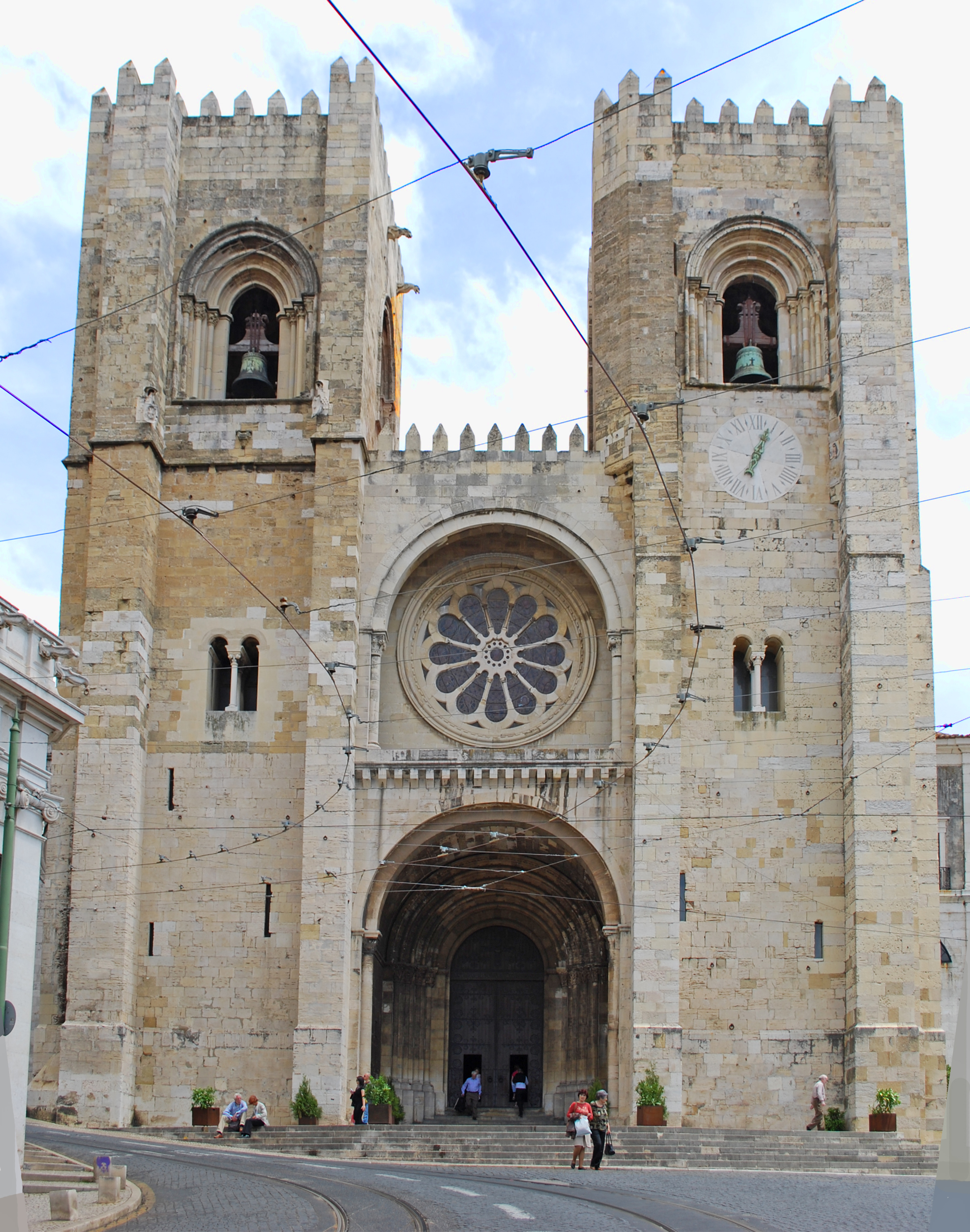
Патріарший собор Лісабона розпочато будівництво в 1147 році.

Романський стиль був введений в Португалії в кінці XI початку XII століття. Найвпливовішими з перших португальських романських пам'яток були собор Браги та Монастир Ратешу. Собор Браги був відновлений у 1070-х роках єпископом Педру та освячений у 1089 році, хоча на той час була закінчена лише апсида. Амбітний план єпископа полягав у створенні церкви для паломництва, яка має три прохідні нави, деамбулаторію та великий трансепт. Залишком цього раннього проекту може бути невелика східна каплиця, яка зараз розташована поза самою церквою.
Будівництво нових церков набуло значних темпів після 1095 року, коли граф Генріх заволодів Португальським графством. Граф Генріх приїхав до Португалії зі своїми дворями, а також бенедиктинськими ченцями абатства Клюнійського, яким керував брат Генріха Гуго Клюнійський. Бенедиктинці та інші релігійні ордени дали великий імпульс романській архітектурі протягом усього 12 століття. Граф Генрі спонсорував будівництво Монастиря Ратешу (розпочато в 1096 р.), одного з фундаментальних творів першого португальського романського мистецтва, хоча проект був кілька разів модифікований протягом 12 століття. Його архітектура та скульптури зроблять цей храм взірцем для наслідування, що знайшло своє відображення у мистецтві новонароджуваного королівства Португалії.
Роботи в Бразі та Ратеші мали значний вплив у Північній Португалії. Існуючі романські церкви XII століття знаходяться в Манхенте (поблизу Барселуша), з порталом — близько 1117 року; Ріо-Мау (біля Віла-ду-Конде); з винятковою апсидою з 1151 року; Траванка (поблизу Амаранте); Пасу де Соуша (біля Пенафіеля); Бравейш (поблизу Понте да Барса), Монастир Прабейру (поблизу Фелгейраша) та багато інших.
Поширення романського стилю в Португалії йшло по шляху Реконкісти, особливо в часи правління Афонсу I, сина графа Генріха та першого короля Португалії. У Коїмбрі Афонсу Анрікес створив монастир Санта-Крус, один з найважливіших монастирів того часу, хоча нинішня будівля є результатом реконструкції 16 століття. Афонсу Анрікес та його наступники також спонсорували будівництво багатьох соборів у єпископських місцях країни. До цієї групи романських соборів входили вже згадані Брага, Собор Порту, Коїмбра, Собор Візеу, Ламего та Лісабон.
Всі португальські романські собори пізніше були значно модифіковані за винятком собору Коїмбра (початок 1162 р.), який залишився незмінним. Собор Коїмбра — це церква з латинським хрестом з трисхилою навою, трансептом з короткими боковими кімнатами та трьома східними каплицями. Центральний прохід має кам'яне склепіння, а бічні проходи мають пахові склепіння. На другому поверсі центрального проходу є арочна галерея (трифорій), а середохрестя увінчане куполом. Ця загальна схема схожа зі схемою собору Сантьяго де Компостела в Галісії, хоча будівля Коїмбри набагато менш амбітна.

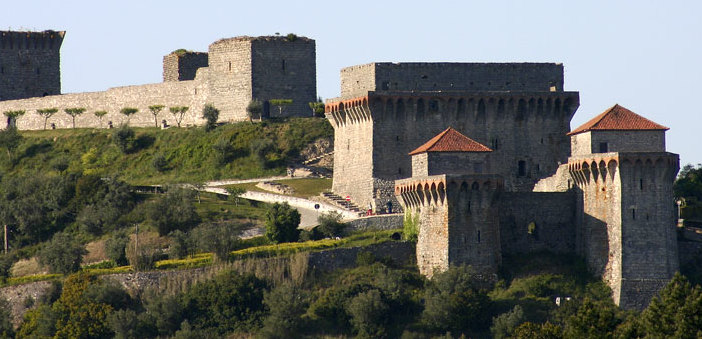
Оренський замок був побудований між 12-15 століттями.

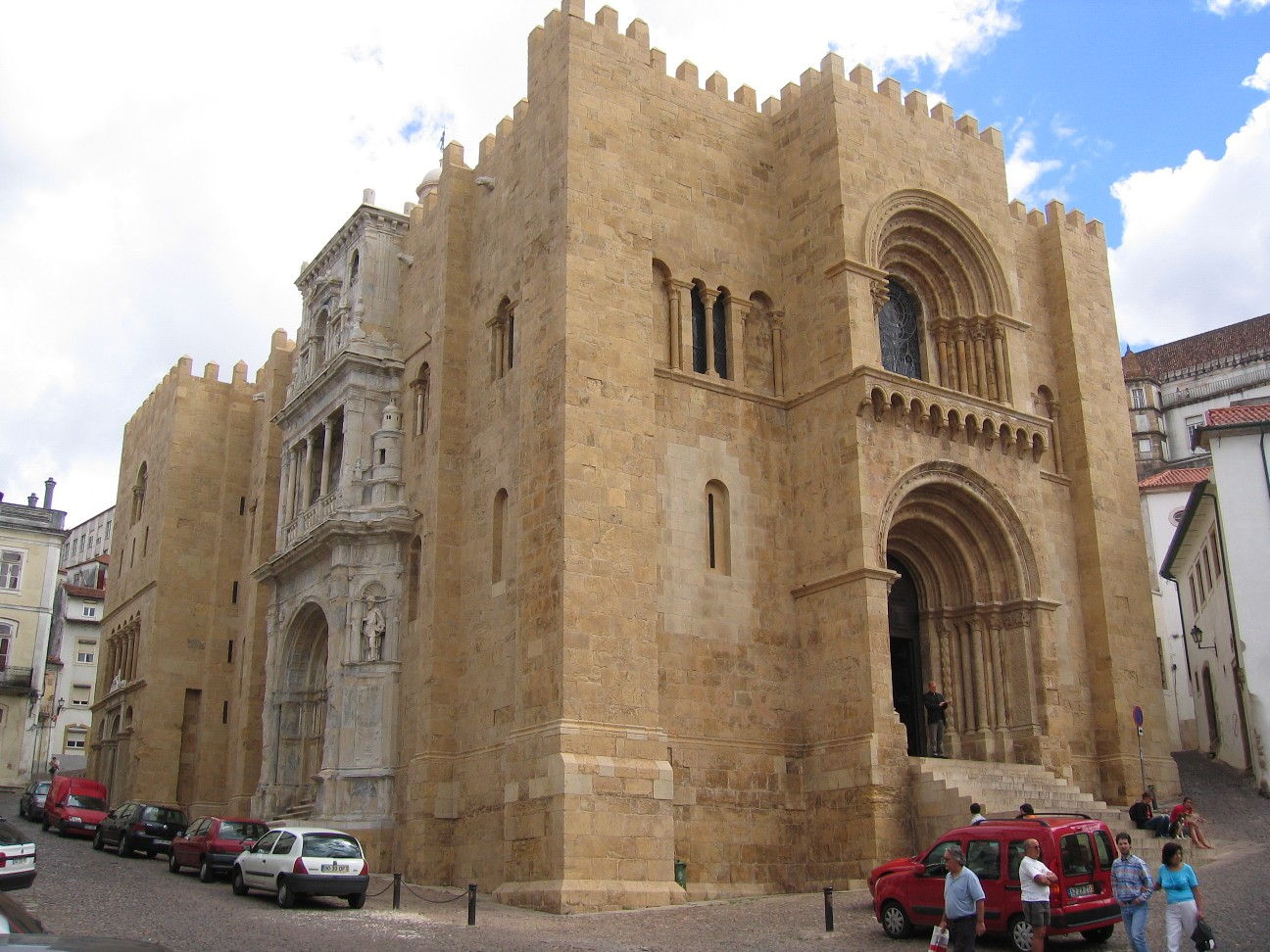
Старий собор Коїмбри, що нагадує фортецю, розпочато будівництво в 1139 році.

Лісабонський собор (1147 р.) дуже схожий на собор Коїмбри, за винятком того, що західний фасад оточений двома масивними вежами, особливість, що спостерігається в інших соборах у Порту та Візе. Загалом, португальські собори мали громіздкий вигляд, подібний до фортеці, з кренеляжом та незначним оздобленням, крім порталів та вікон.
Чудовою релігійною романською спорудою є Кругла церква (Ротонда) у замку Томара, який був побудований у другій половині 12 століття лицарями тамплієрів. Споруда з центральним арочним восьмикутником і, ймовірно, була скопійована з Купола Скелі в Єрусалимі, який помилково вважали хрестоносці залишком Соломонового храму. Церква Гробу Господнього Єрусалимського також могла бути зразком.
Замки
Смутні часи португальської Реконкісти означали, що для захисту сіл від маврів та кастилійців потрібно було побудувати багато замків. Король Афонсо Анрікес спонсорував будівлю багатьох укріплень (часто реконструюючи мавританські замки як Лісабонський замок) і надав землю військовим орденам  лицарів тамплієрів та госпітальєрів, які були відповідальними за оборону кордонів. Тамплієри побудували кілька фортець уздовж лінії річки Тахо: замки Помбалу, Томар, Замок Белвера і Замок Алмоурол. Тамплієрам приписують те, що вони ввели донжони в португальську військову архітектуру.

### Готичний період
Готична архітектура була привезена до Португалії цистерціанським орденом. Перша повністю готична споруда в Португалії — це церква монастиря Алкобаса, чудовий приклад чітких і простих архітектурних форм, яким віддавали перевагу цистерціани. Церква була побудована між 1178 та 1252 роками в три етапи і ймовірно вплинула на абатство Клерво, в Шампані. Три його нефи дуже високі і стрункі, що створюють виняткове враження висоти. Вся церква має реброве склепіння, а в головній каплиці є деамбулаторій та ряд радіальних каплиць. Деамбулаторій зовні підтримується аркбутанами, типовими рисами готичної архітектури та новинкою того часу в Португалії.
Після заснування Алкобаського монастиря готичний стиль став розповсюджений головним чином серед орденів (францисканці, августинці та домініканці). По ходу 13 і 14 століть у міських центрах було засновано кілька монастирів, важливі приклади яких можна знайти в Порту (Церква Сау Франциску), Коїмбра (монастир Санта-Клара-а-Велья), Гімарайші (Сау Франциску, Сау Домінгуш), Сантарені (Сау Франциску, Санта-Клара), Ельваші (Сау Домінгуш), Лісабоні (Монастир Кармелітів) та багато інших місць. Громадські готичні церкви зазвичай мали тривісну наву, покриту дерев'яним дахом, та апсиду з трьома капличками, покритими ребровими склепіннями. Цим церквам також не вистачало веж і вони були здебільшого позбавлені архітектурного оздоблення. Звичайна готика також була застосована в декількох парафіяльних церквах, побудованих по всій країні, наприклад, у Сінтрі (Санта-Марія), Мафрі, Луріняні та Лоле.

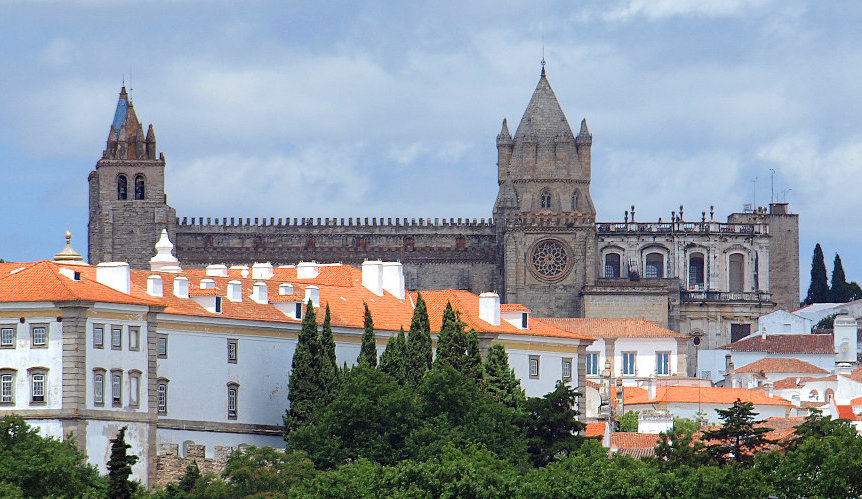
Собор Евори, в Алентежу, побудований в 1184—1380 роках.

Багато романських соборів були модернізовані готичними елементами. Романська нава собору Порту підтримується літаючими контрфорсами. Апсида Лісабонського собору була повністю перероблена в першій половині XIV століття, коли він отримав готичний деамбулаторій, освітленої кліристорієм (високий ряд вікон на верхньому поверсі). Деамбулаторій має низку радіальних каплиць, освітлених великими вікнами, що контрастують з темрявою романського собору.
Важливою перехідною спорудою є собор Евора, побудований у 13 столітті; незважаючи на те, що його план, фасад та висота натхнені Лісабонським собором, його форми (арки, вікна, склепіння) вже є готичними. Багато готичних церков мали фортечний вигляд романських часів, як уже згаданий собор Евори, церква монастиря Леса-ду-Баліу (XIV століття) поблизу Матозінюша і навіть пізніше 15-го століття з головним Церква Віана-ду-Каштелу.

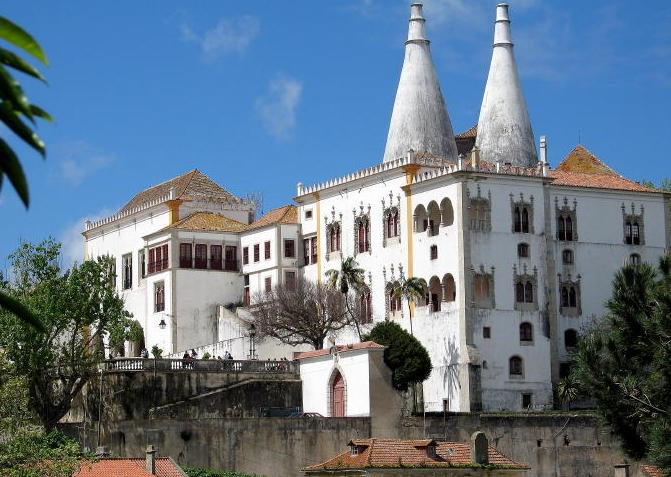
Національний палац Сінтра, побудований значною мірою 12-15 ст., Поєднання стилів готики, мануеліни та мудехари.

Було побудовано кілька готичних монастирів і їх досі можна побачити в Порту, Лісабоні та Еворі (усі з XIV століття), а також у монастирях, таких як Алкобаса, Санту-Тірсу та Монастир Христа в Томарі.
На початку 15 століття будівля монастиря Батальї, спонсором якого був король Жуан I, призвело до змін у португальській готиці. Після 1402 року твори були довірені майстру Хуге, митцю невідомого походження, який ввів у проект стильний готичний стиль. Вся будівля прикрашена готичними вершинами (краббами), рельєфами, великими вікнами із складною ажурною обробкою та витонченими кренеляжами. На головному порталі є серія архівольтів, прикрашена безліччю статуй, а в тимпані є рельєф, що показує Христа та Євангелістів. Каплиця засновника та будинок глави мають зоряні склепіння, невідомі до цього часу в Португалії. Монастир у Батальї вплинув на архітектуру 15-го століття, такі як собор Гуарди, собор Сілвеша та монастирі в Бежі (Носса Сенйора да Консейсау) і Сантаремі (Конвенто да Грача).

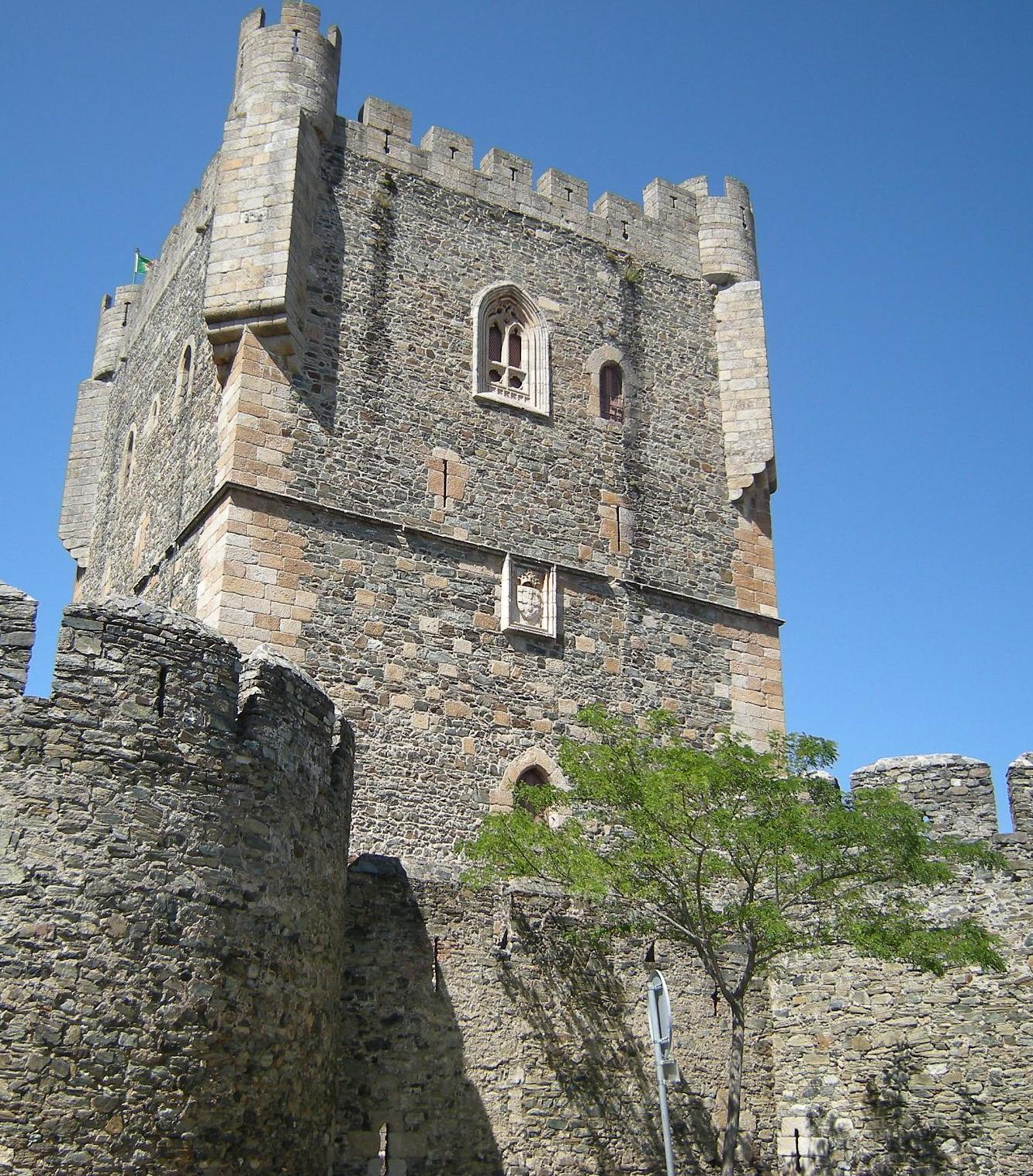
Замок Браганча, що знаходиться у Трас-ос-Монте, був побудований у 15 столітті.

Іншим готичним варіантом була так звана Мудехарська готика, яка розвинулася в Португалії наприкінці 15 століття в регіоні Алентежу. Назва мудехари походить з ісламського мистецтва в християнських царствах Піренейського півострова. В Алентежу та інших місцях вплив мудехарського стилю в декількох будинках проявляється у профілі вікон та порталів, часто з аркою-підковою та біфорієм, круговими баштами з конічними вершинами, ісламськими мерлонами тощо, а також оздобленням азулєжу. Прикладами є портик Церкви святого Франциска в Еворі, двір Королівського палацу Сінтри та кілька церков і палаців у Еворі, Ельваші, Аррайолуші, Бежі тощо. Врешті-решт мудехарський стиль змішався зі стилем мануелінським на початку 16 століття.
Замки та палаци
Під час епохи готики кілька замків довелося будувати або укріплювати, особливо вздовж кордону з Кастильським королівством. Порівняно з попередніми замками, готичні замки в Португалії мали тенденцію мати більше веж, часто круглого або напівкруглого плану (для підвищення стійкості до снарядів), донжони як правило були багатокутними, а замкові ворота часто захищалися парою флангових веж. Друга нижня настінна завіса (барбакани) часто будувалася по периметру основних стін, щоб запобігти наближенню військових машин до замку. Такі особливості, як машикулі та поліпшені бійниці, також отримали широке поширення.
Починаючи з 14-го століття, донжони стають більшими та досконалішими, з реберними склепінчастими дахами та камінами. Донжони з поліпшеними характеристиками можна знайти в замках Бежа, Ештремош і Браганса, в той час як деякі більш пізні замки (п'ятнадцятого століття) стали справжніми палацами, як і в Пенедону, Орен і Порту-де-Мош. Найзначніший приклад — Замок Лейрія, перетворений на королівський палац королем Жуаном I. Деякі кімнати палацу прикрашені чудовими готичними лоджіями, з яких король і королева могли милуватися краєвидом.

### Мануельський стиль

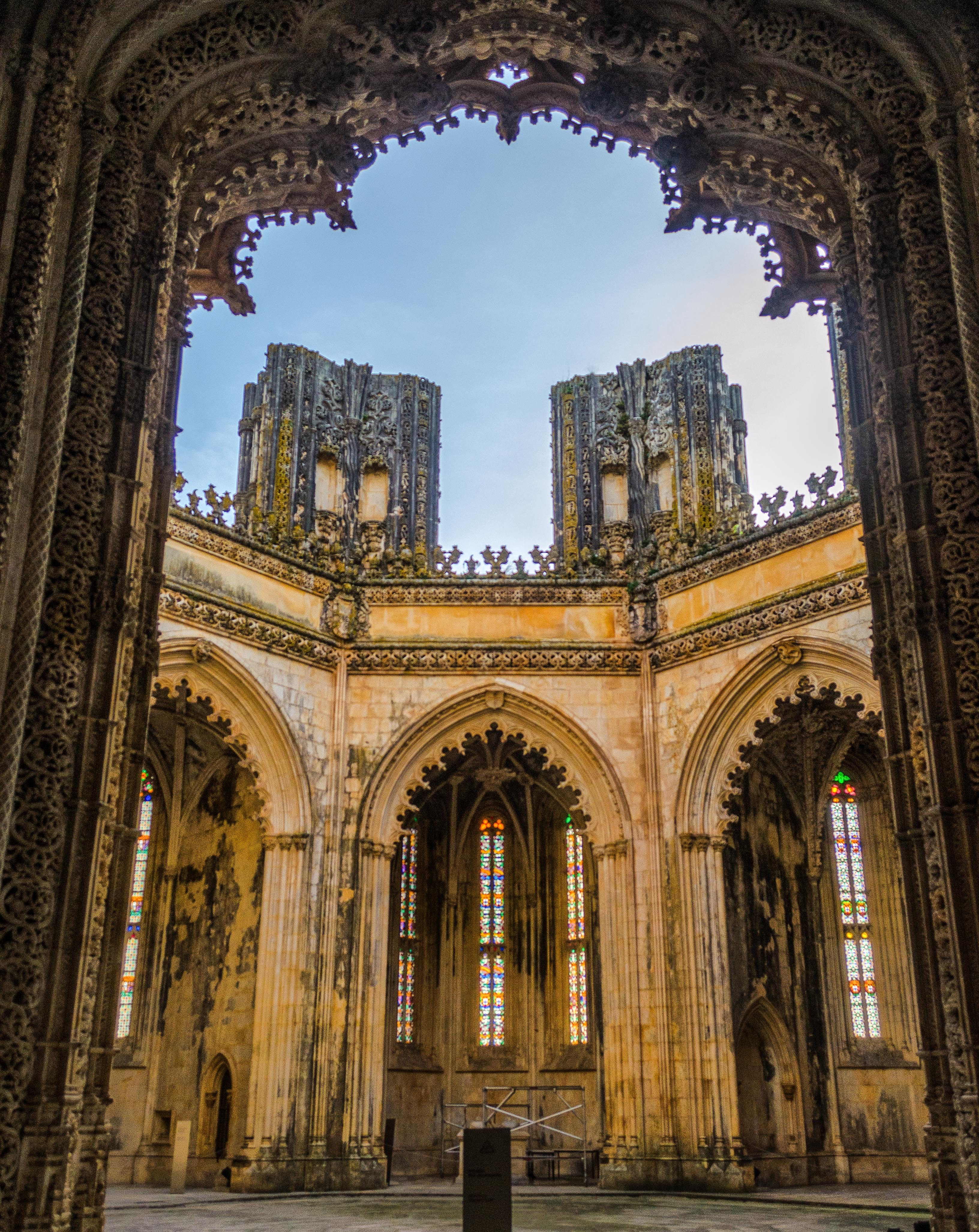
«Недосконалі каплиці» монастиря Батала ; спроектований Матеушом Фернандешом, 1490 рік.

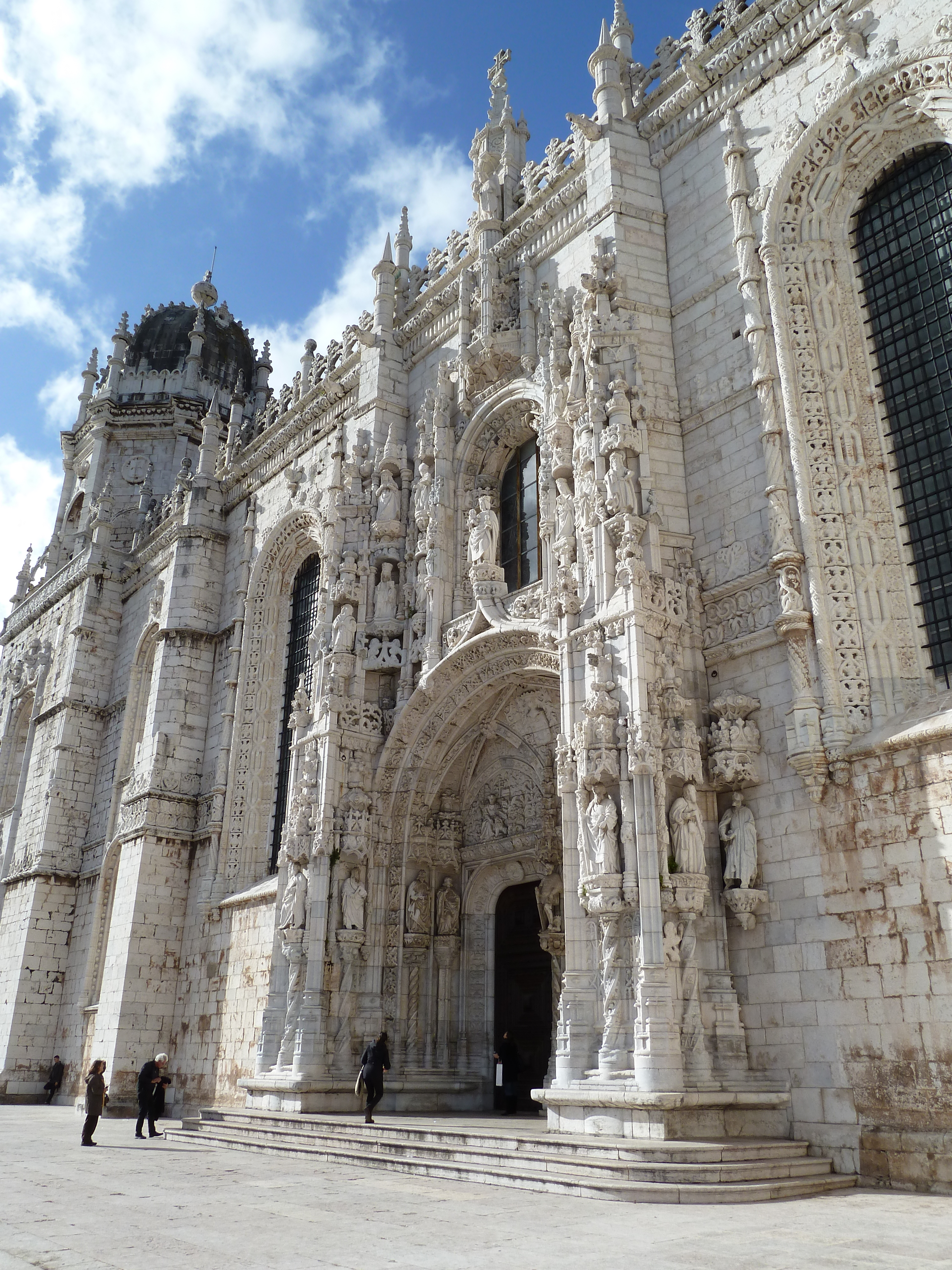
Південний портал монастиря Єрунімос; спроектований Жуаном Кастильським, 1517 рік.

Мануельський стиль або португальська пізня готика, — це яскравий португальський стиль архітектурної орнаментики перших десятиліть XVI століття, що включає морські елементи та зображення відкриттів, принесених із плавання Васко да Гами та Педру Алваріша Кабрала. Цей інноваційний стиль синтезує пізню архітектуру готики з впливами іспанського стилю платереско, мудехариського, італійської міської архітектури і фламандських елементів. Він знаменує перехід від пізньоготичної до ренесансної архітектури. Будівництво церков і монастирів у мануельському стилю значною мірою фінансувалось за рахунок надходжень прибуткової торгівлі спеціями з Африкою та Індією.
Хоча період цього стилю тривав недовго (з 1490 по 1520 рр.), він відігравав важливу роль у розвитку португальського мистецтва. Недавно набута Португалією морська велич проявилася в архітектурі (церкви, монастирі, палаци, замки) і поширилася на інші мистецтва, такі як скульптура, живопис, витвори мистецтва з дорогоцінних металів, фаянсу та меблів.
Перша відома споруда в мануелінському стилі — Монастир Ісуса в Сетубалі. Церква монастиря була побудована з 1490 по 1510 рр. Діогу де Бойтака — архітектор, що вважався одним з головних творців стилю. Нава церкви має три проходи однакової висоти, що виявляє спробу об'єднати внутрішній простір, який досягає свого апогею в наві церкви монастиря Єронімоса в Лісабоні, закінченому в 1520-х роках архітектором Жуаном Кастильським.
Неф монастиря в Сетубалі підтримується спіральними колонами, типовою для мануелінсього стилю, яка також зустрічається в наві Гуардського собору та парафіяльних церквах Олівенси, Фрейшо де Еспада-а-Сінта, Монтемор-о-Велью та інших. Будинки цього стилю також зазвичай містять складні портали зі спіралеподібними колонами, нішами та навантажені ренесансовими та готичними декоративними мотивами, як у монастирі Єронімуш, монастирі Санта-Крус з Коїмбри та багатьох інших.

### Португальське Відродження
Появу строгого ренесансного стилю не сприйняли в Португалії. Введений французьким архітектором у 1517 році, він в основному практикується з 1530-х років зарубіжними архітекторами, і тому його називали estrangeirada (під впливом іноземних країн). У пізніші роки цей стиль повільно перетворився на маньєризм. Художник та архітектор Франсиско де Голландія, автор книги «Діалоги про стародавній живопис», розкрив у цьому трактаті основи цього нового стилю.
Базиліка Nossa Senhora da Conceição в Томарі була однією з найранішніх церков у чистому стилі ренесансу. Він був започаткований кастильським архітектором Діогу де Торральвою у 1532—1540 роках. Його красива і чітка архітектура перетворює його в одну з найкращих споруд раннього Відродження в Португалії. Невелика церква Бом Ісуса де Валь Верде, на південь від Евори, приписувана як Мануелю Пірешу, так і Діогу де Торральві, — ще один ранній приклад.
Найвідоміший приклад цього стилю — Клаустро де Жоау III (монастир Жуана III) в монастирі Ордена Христа в Томарі. Розпочатий під час правління португальського короля Жуана III, він був закінчений під час правління Філіпа I Португальського (також король Іспанії під іменем Філіппа II). Першим архітектором став іспанець Діого де Торральва, який розпочав роботу в 1557 році, а добудував його в 1591 році архітектор Філіппа II, італієць Філіппо Терзі. Ця розкішний, двоповерховий монастир вважається одним із найважливіших прикладів маньєриської архітектури Португалії.
Однак найвідомішим португальським архітектором цього періоду був Альфонсу Алваріш, до його робіт належать собори Лейрії (1551—1574), Порталегре (початок 1556) та Церква Святого Роха в Лісабоні.
Останню церкву добудував архітектор єзуїтів, італійський Філіппо Терзі, який також збудував єзуїтський колегіум в Еворі, Монастир Сау Вісенте де Фора в Лісабоні та єпископський палац у Коїмбре. Він був продуктивним архітектором і, крім церков, він також побудував кілька акведуків та фортець.

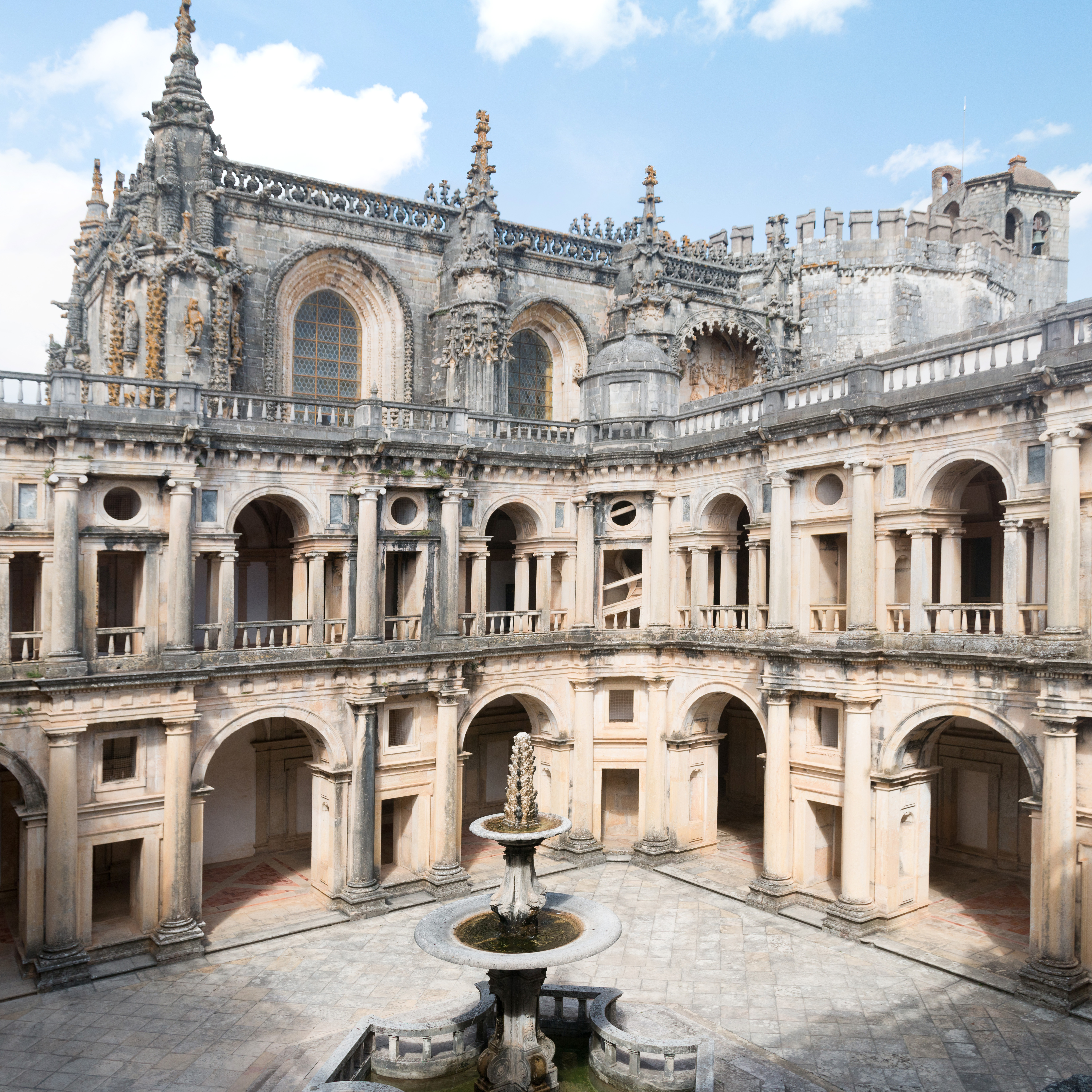
Монастир короля Жуана III у Томарі, розроблений Діого де Торралвою та Філіппо Терзі; бл. 1557-91.
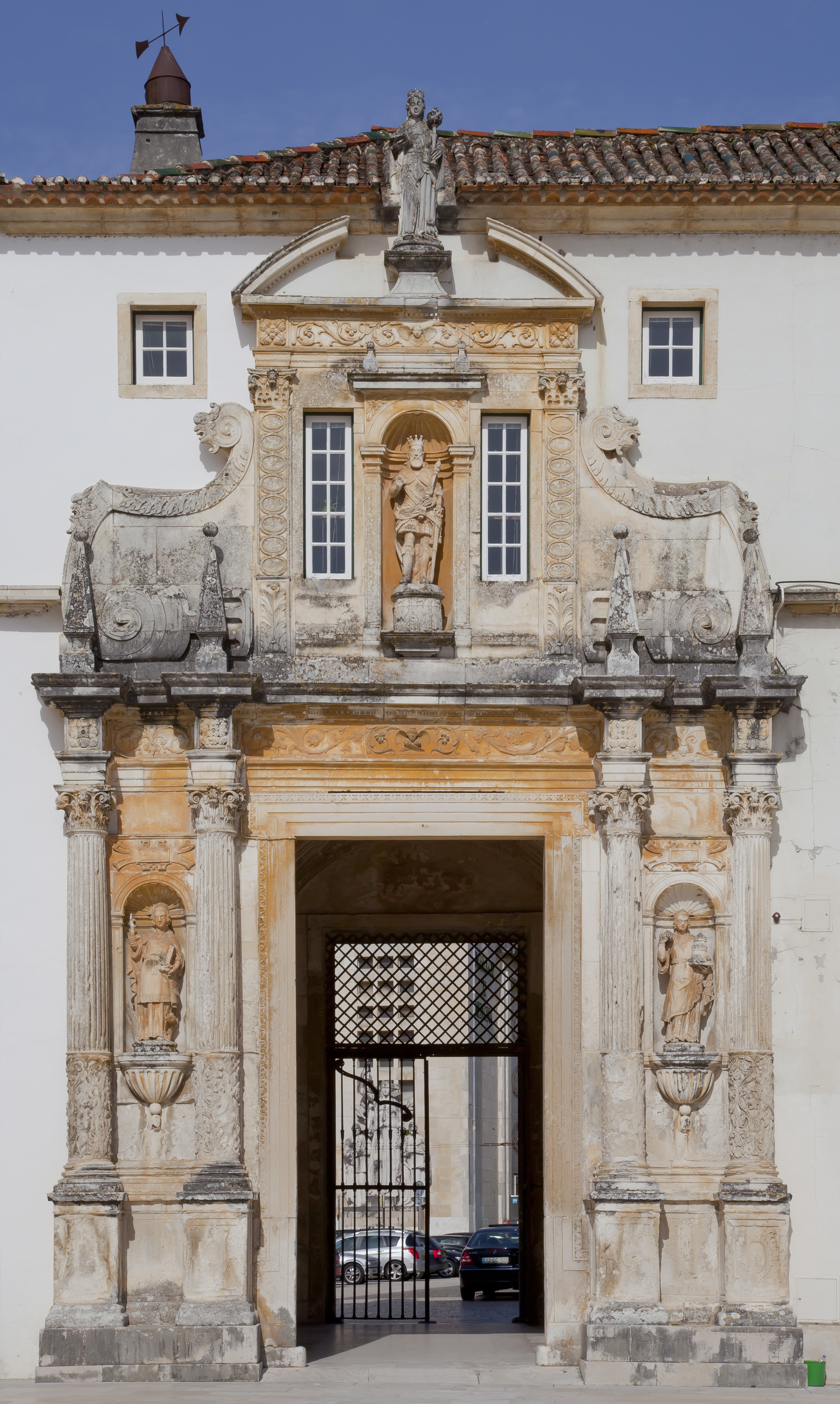
Порта Фереа в університеті Коїмбра.

### Маньєризм
Під час союзу Португалії та Іспанії, періоду між 1580 та 1640 роками, Джордж Кублер розробив новий стиль, який називається «Архітектура ша» (звичайна архітектура). В основному цей стиль відзначається чіткою структурою, міцним зовнішнім виглядом з гладкими рівними поверхнями та помірним розташуванням простору, позбавленим зайвих прикрас. Це радикально відрізнялося від декоративного мануелінського стилю. Цей спрощений стиль, спричинений обмеженими фінансовими ресурсами, протиставлявся стилю бароко, який вже був стандартом в Іспанії. Португальці продовжували застосовувати простий стиль, щоб виразити свою окрему ідентичність як народ.
Коли король Філіп II здійснив свою Joyeuse entrée у Лісабоні в 1619 році. Заради цієї події було встановлено кілька тимчасових тріумфальних арок у фламандському стилі Ганса Вредемана де Вріса.
Одним з найвражаючих заходів було, однак, будівництво в Римі каплиці Св. Івана Хрестителя з єдиною метою отримати благословення папи Бенедикта XIV на цю каплицю. Каплиця була спроектована Луїджі Вантелітеллі в 1742 році та побудована Нікола Сальві в церкві Сау Антоніу деі Портогеші. Після благословення каплицю розібрали та перевезли до Лісабону. її знову зібрали в 1747 році в церкві Церква Святого Роха. рясно прикрашена порфіром, найрідкіснішим мармуром і дорогоцінним камінням.
Хосе Фернандес Перейра визначив перший період з 1651 по 1690 рр. як період експериментів. У цей період відбулося поєднання азулєжу і різьбленого позолоченого дерева (talha dourada) на вівтарях та стелях.

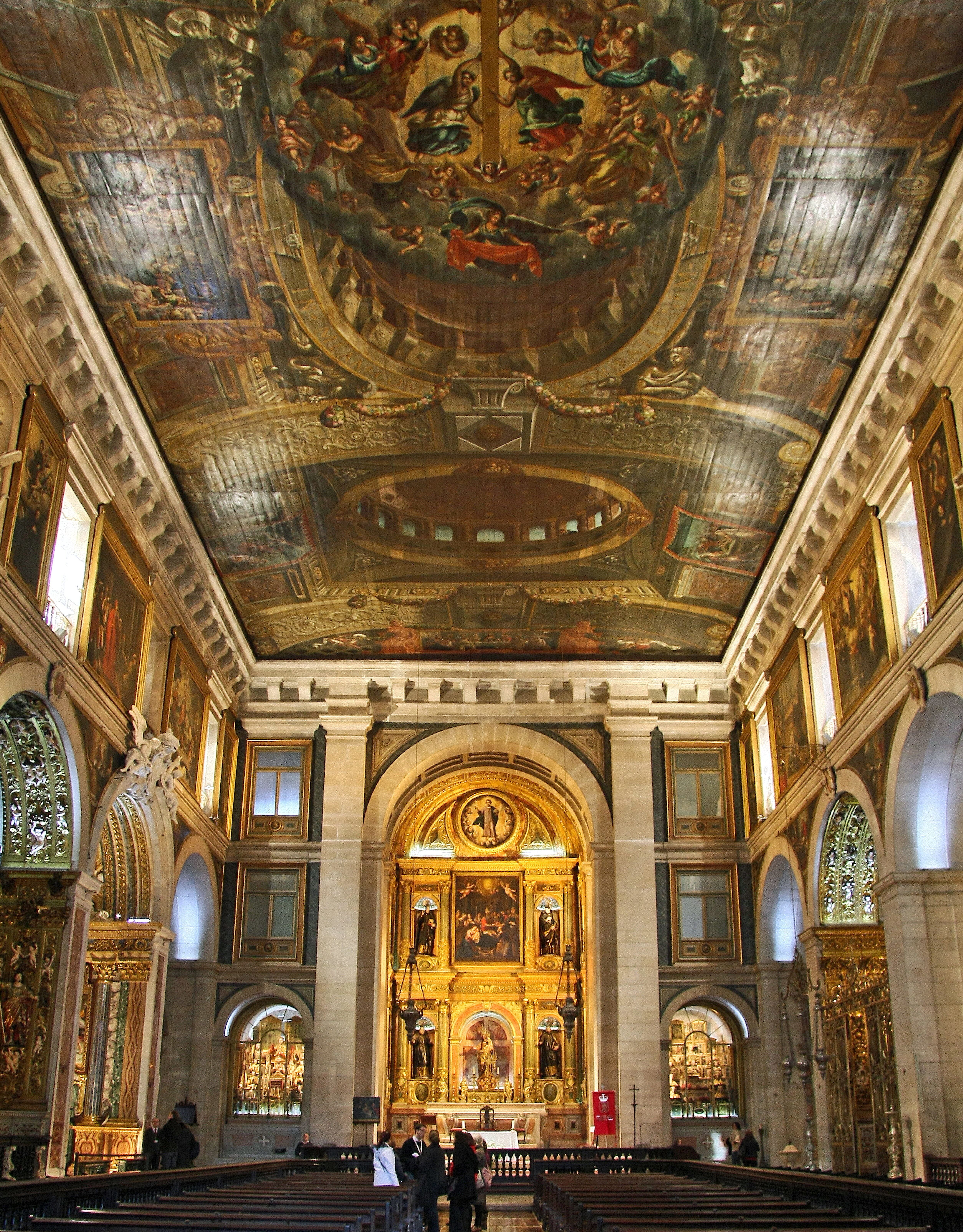
Церква Святого Роха в Лісабоні - один з найдорожчих інтер’єрів, побудований в епоху маньєризму в Європі.
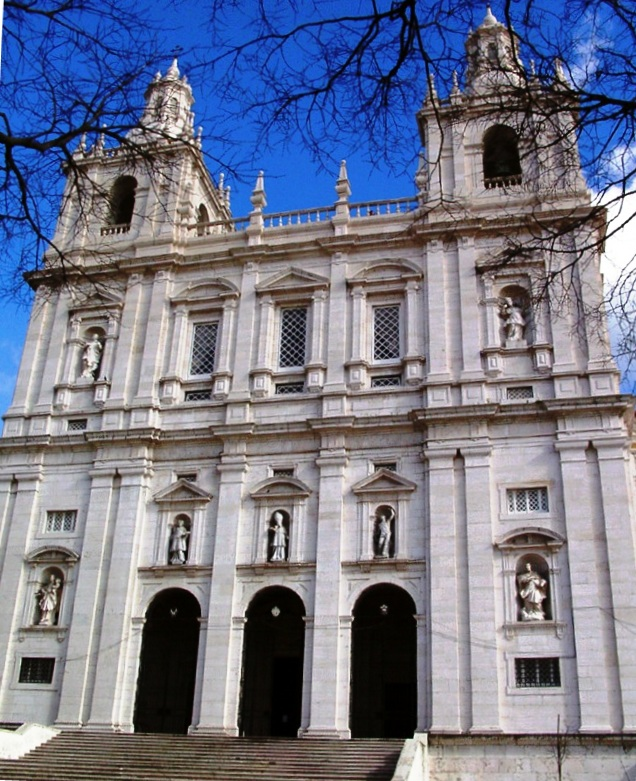
Монастир фасаду Сан-Вісенте де Фора був розроблений Філіппо Терзі та Хуаном де Еррера.

### Епоха бароко
Барокова архітектура в Португалії має дуже особливу ситуацію і відрізняється від інших країн. Це обумовлюється політичними, мистецькими та економічними факторами і різного роду зовнішніми впливами, в результаті чого утворюється унікальна суміш.
1697 року золото, дорогоцінні камені та алмази були знайдені в Мінас-Жерайсі, Бразилія. Розвідку видобутку контролювала португальська Корона, яка наклала податки на все видобуте (п'ята частина всього золота). Ці величезні надходження дозволили Португалії процвітати та стати найбагатшою країною Європи у 18 столітті. Надприбутки від золота мали значний вплив на розвиток архітектури.
За правління короля короля Жуана V, бароко пережило в Португалії час пишності та богатства. Незважаючи на руйнування, спричинене землетрусом 1755 року, якість будівель, що збереглися до наших днів, все ще вражає. Палац да Рібейра, Королівська каплиця (обидві зруйновані в результаті землетрусу) та Національний палац Мафра — основні будівлі, зведені за часів короля. Акведук Вільних Вод, що проводив воду до Лісабону з відстані 11,18 миль, побудований на ділянці над долиною Алькантари. Позолочена різьба по дереву набула національних особливостей. Великий розвиток зазнали також живопис, скульптура, декоративно-прикладне мистецтво та азузєжу.
Національний палац Мафра є однією з найрозкішніших будівель бароко в Португалії. Цей монументальний палацово-монастирський комплекс навіть більший, ніж Ескоріальський монастир, величезний іспанський королівський палац 16 століття на північ від Мадрида. Король призначив Йоханна Фрідріха Людвіга (відомого в Португалії як João Frederico Ludovice) архітектором. Цей німецький золотар отримав певний досвід архітектора, працюючи на єзуїтів у Римі. Його дизайн для палацу — це синтез базиліки Святого Петра у Ватикані, єзуїтської церкви Сант Іньяціо в Римі та Палаццо Монтекіторіо, розробленого Джаном Лоренцо Берніні.
Дизайн відповідав бажанню короля наслідувати Вічне місто та його амбіціям створити «другий Рим» біля річки Тахо. Його посланці в Римі повинні були надати королю зразки та плани багатьох пам'яток Риму.
Одним із прикладів бароко є Патріарший палац у Лісабоні. Для планування Лісабона привезли п'ємонтеського архітектора Філіппо Ювару. Але цей проект був зменшений, тому що Ювара, залишався лише кілька місяців і поїхав, розірвавши контракт для Лондона.
Інші важливі споруди:
- 1729—1748: Акведук Вільних Вод у Лісабоні (Мануель да Майя, Антоніу Каневарі та Кустодіу Вієйра), який сучасники описують як «найбільший твір з часів римлян». Він забезпечив Лісабон водою, а також безліч нових монументальних фонтанів, побудованих угорцем Карлосом Марделем
- Палац Несессідадеш (Євгеніу душ Сантуш, Кустодіу Вієйра, Мануель да Коста Негрейруш та Каетану Томаш де Суша) добудований у 1750 р.

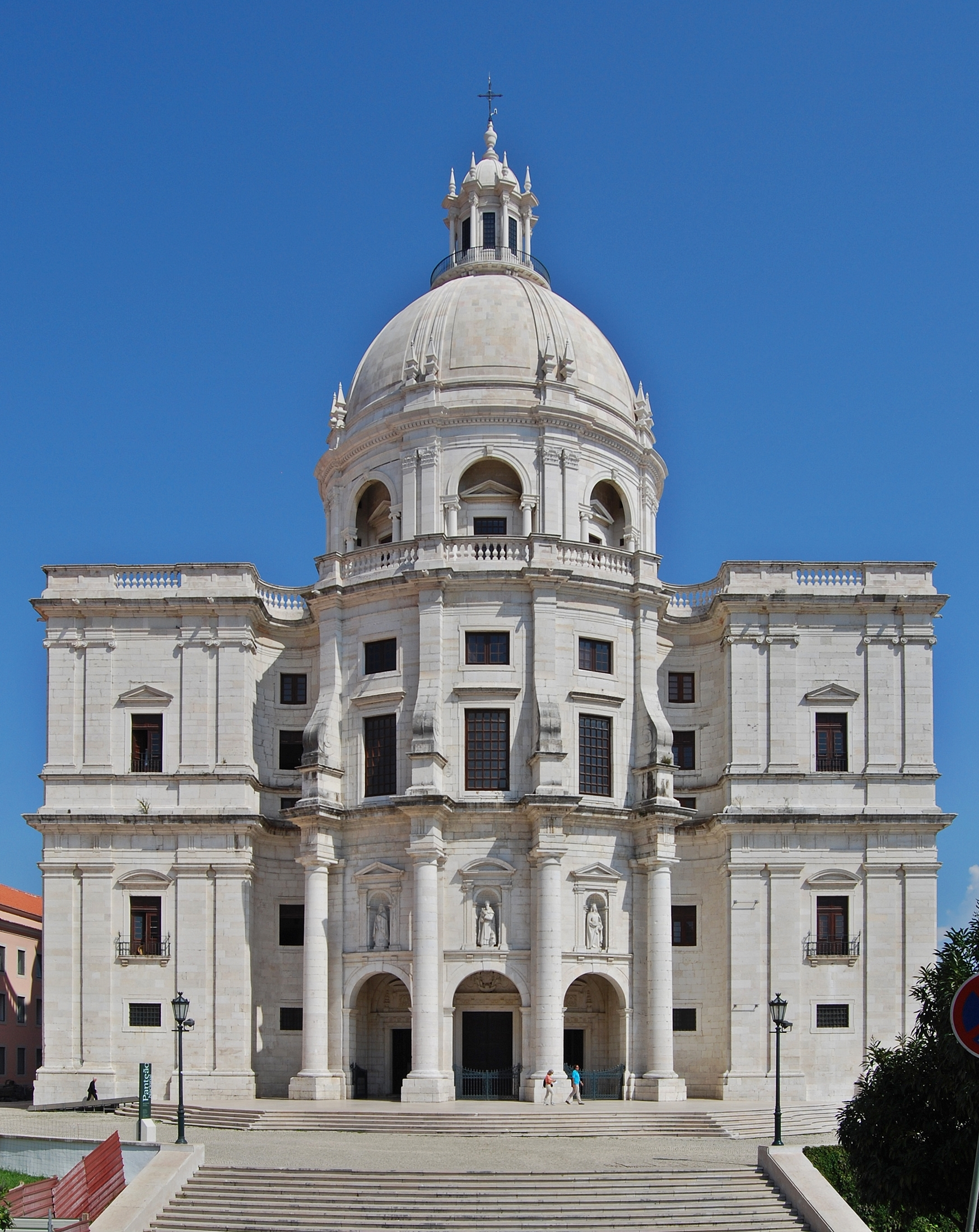
Національний пантеон Санта Енграція, спроектований Жуаном Антунішем у 1681 році.
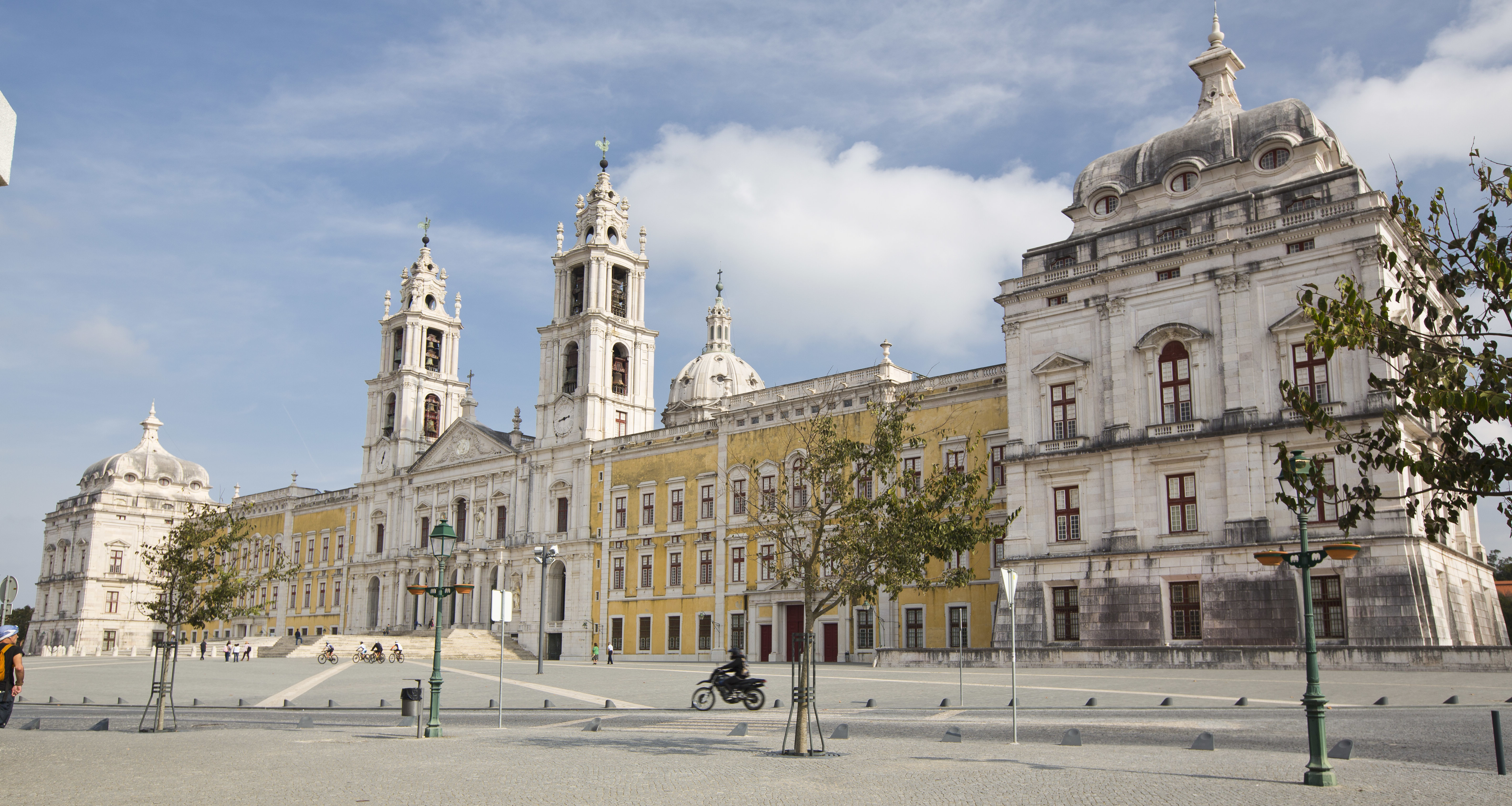
Королівська будівля Мафра, об’єкт Всесвітньої спадщини ЮНЕСКО.
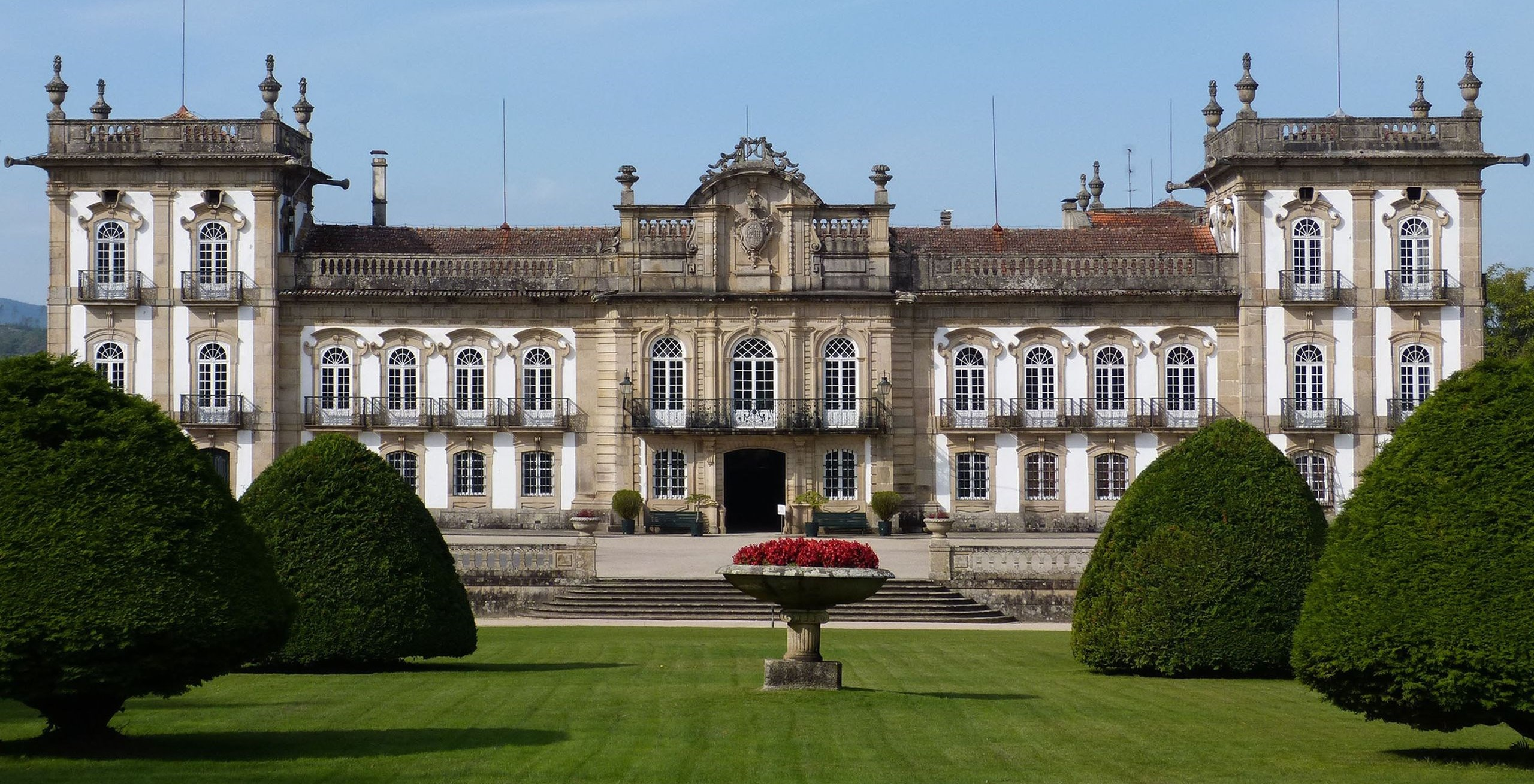
Палац Брейорайра в Монсао; розроблений Карлосом Амаранте.
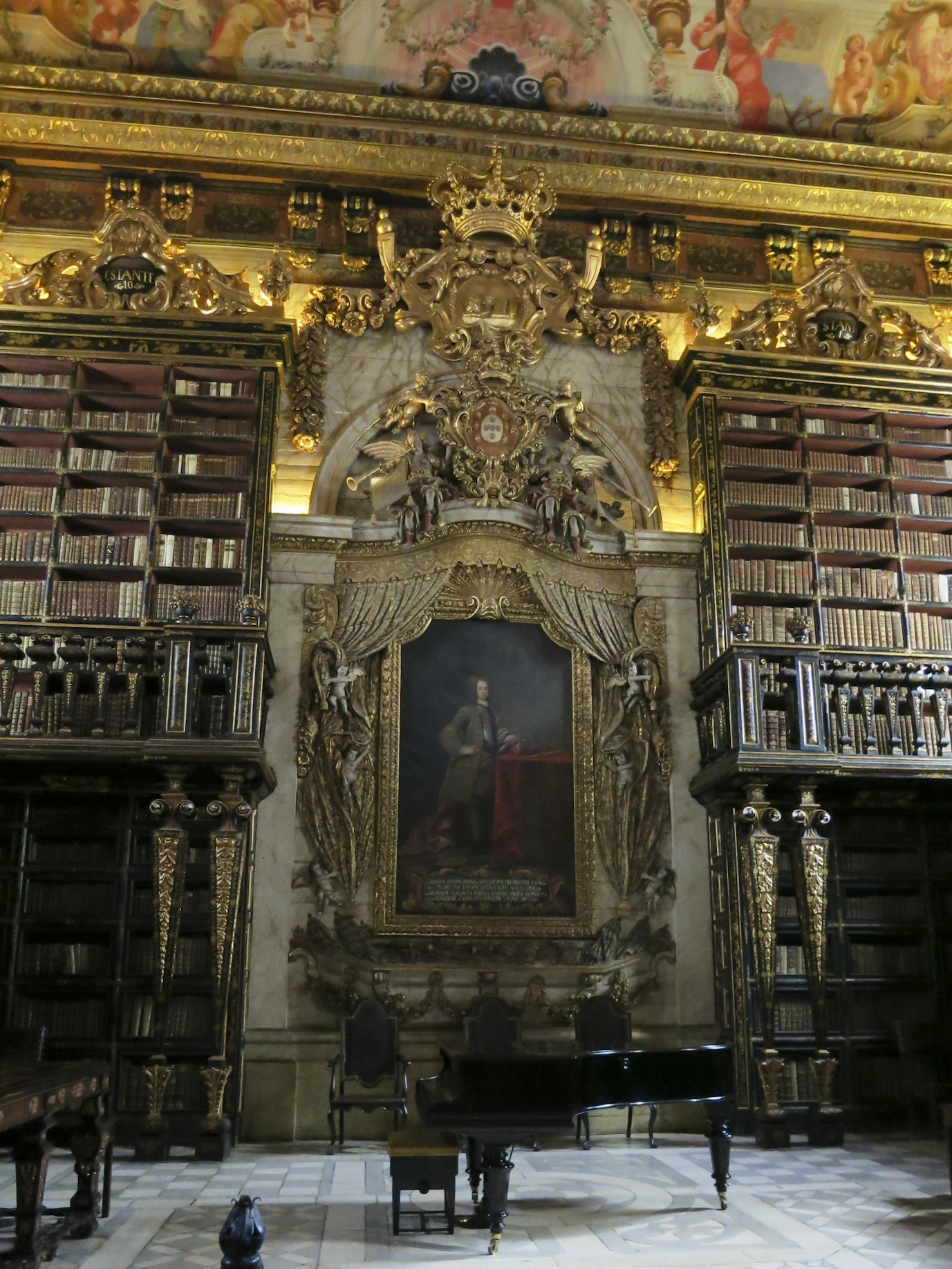
Бібліотека Йоаніна, побудована 1717 року.
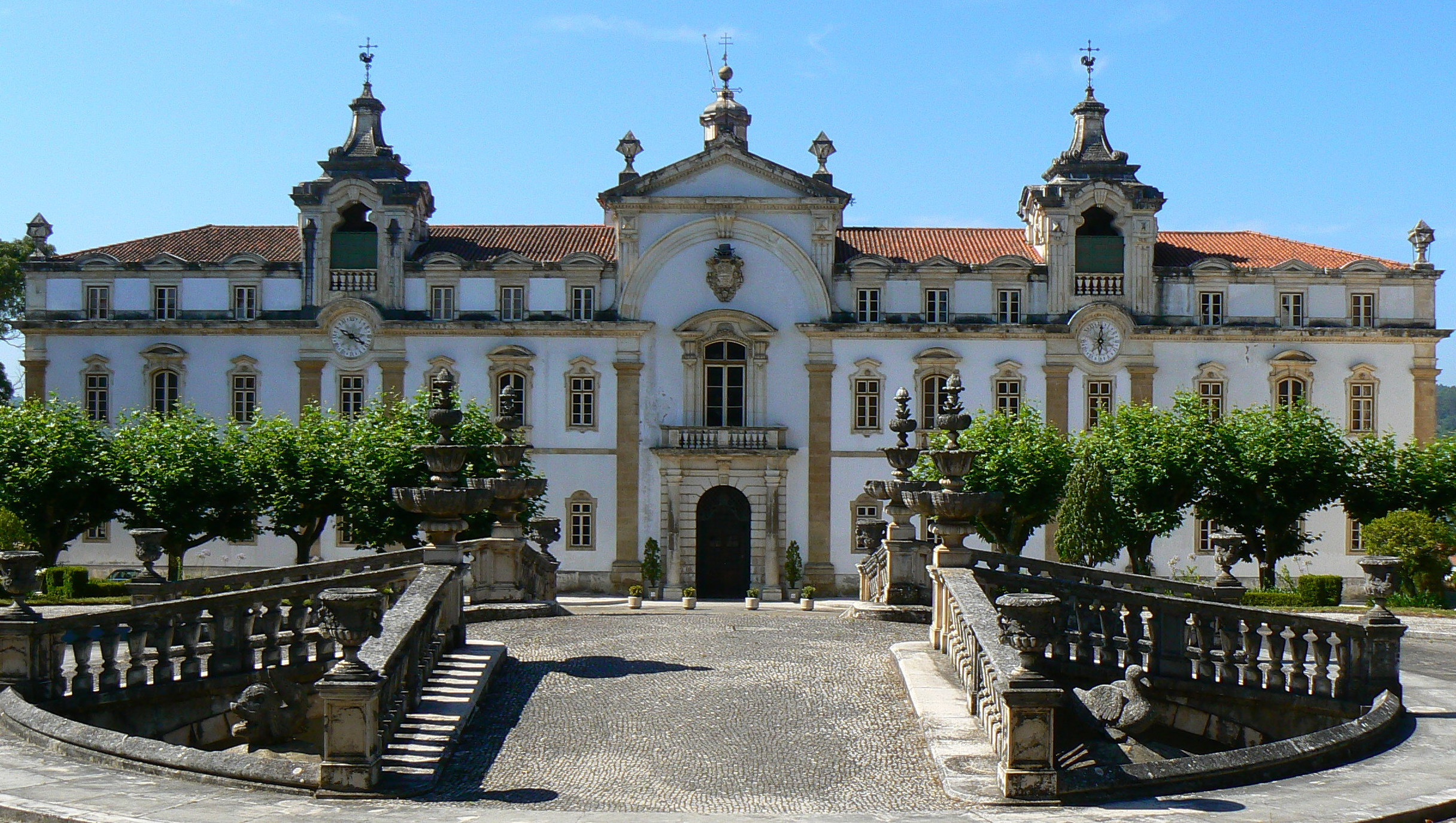
Seminário Maior da Sagrada Família в Коїмбра, бл. 1748-65.

### Стиль рококо
Архітектура рококо увійшла до Португалії через північ, а Лісабон, завдяки придворній помпі, залишився з бароко.
Андре Суаріш працював у регіоні Браги, побудував святилище Фальперра, церкву Конгрегадуш, мерію Браги та Палац Райю. Збереглося багато будівель, оскільки північ Португалії уникла руйнувань Лісабонського землетрусу 1755 року.
Інший і більш насичений стиль бароко з деякими штрихами рококо, що більше нагадує стиль у Центральній Європі, розвинений у північній частині Португалії. Італійський архітектор Ніколау Насоні спроектував церкву та ефектну гранітну вежу Клерігуш у Порту. Одним із його наступників був художник та архітектор Хосе де Фігейреду Сейксаш. Санктуарій Бон Жезу́ш ду Мо́нте поблизу Браги, побудоване архітектором Карлушом Луїсом Феррейра Амаранте — помітний приклад місця паломництва з монументальними, каскадними бароковими сходами, що піднімається на 116 метрів. Останній приклад уже вказує перехід стилю до неокласицизму.
Палац Райю (архітектор Андре Соареш) — видатний бароко-рококо міський палац з багато прикрашеним фасадом у Бразі. У цей період було побудовано кілька заміських будинків та садиб у стилі пізнього бароко. Типовими прикладами є будинки родини Лобо-Мачадо (в Ґімарайші), Мальхеро (Віана-ду-Каштело) та Палаш Матеуш (Віла-Реал).

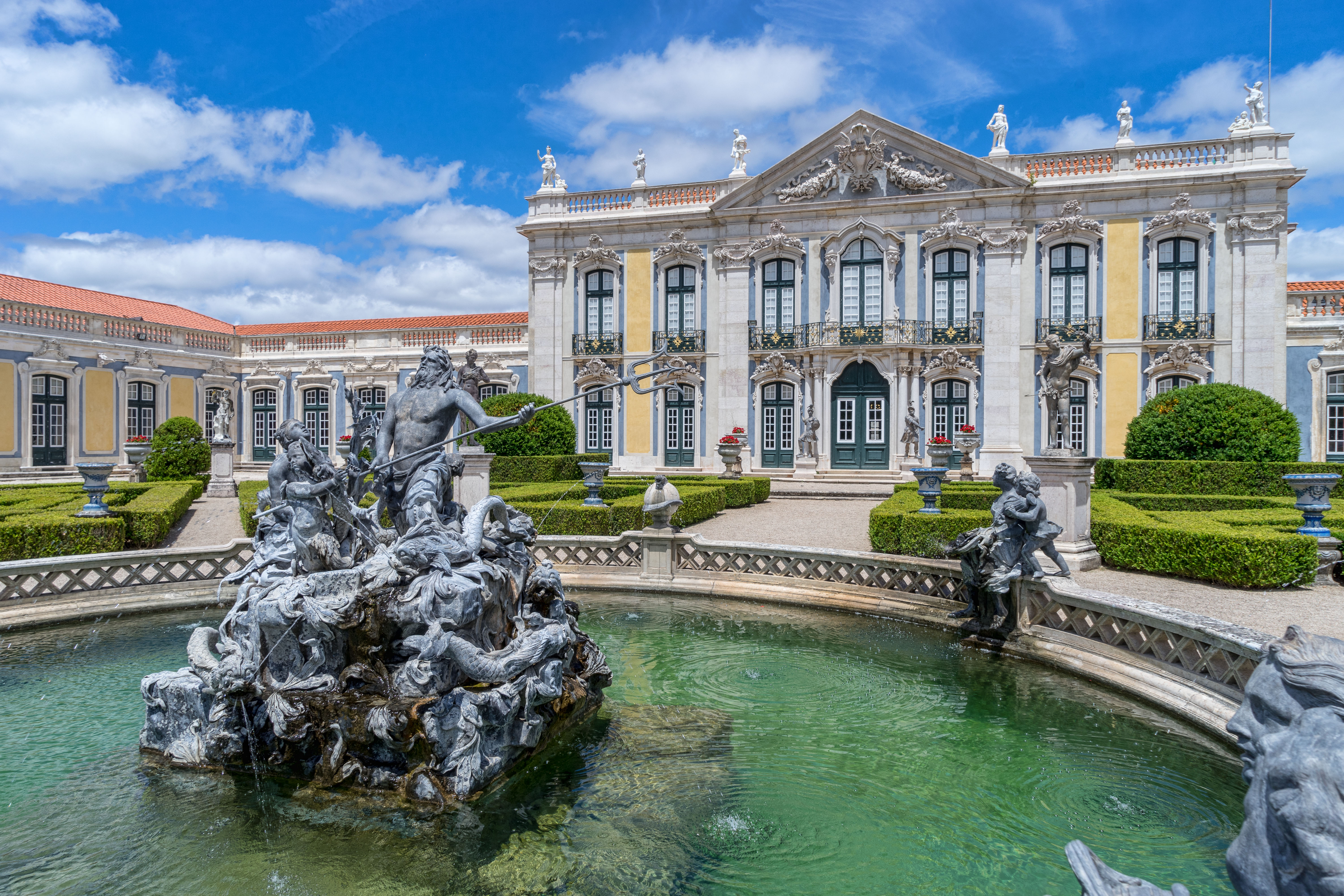
Національний палац Келуз, розроблений Матеусом Вісенте де Олівейра.
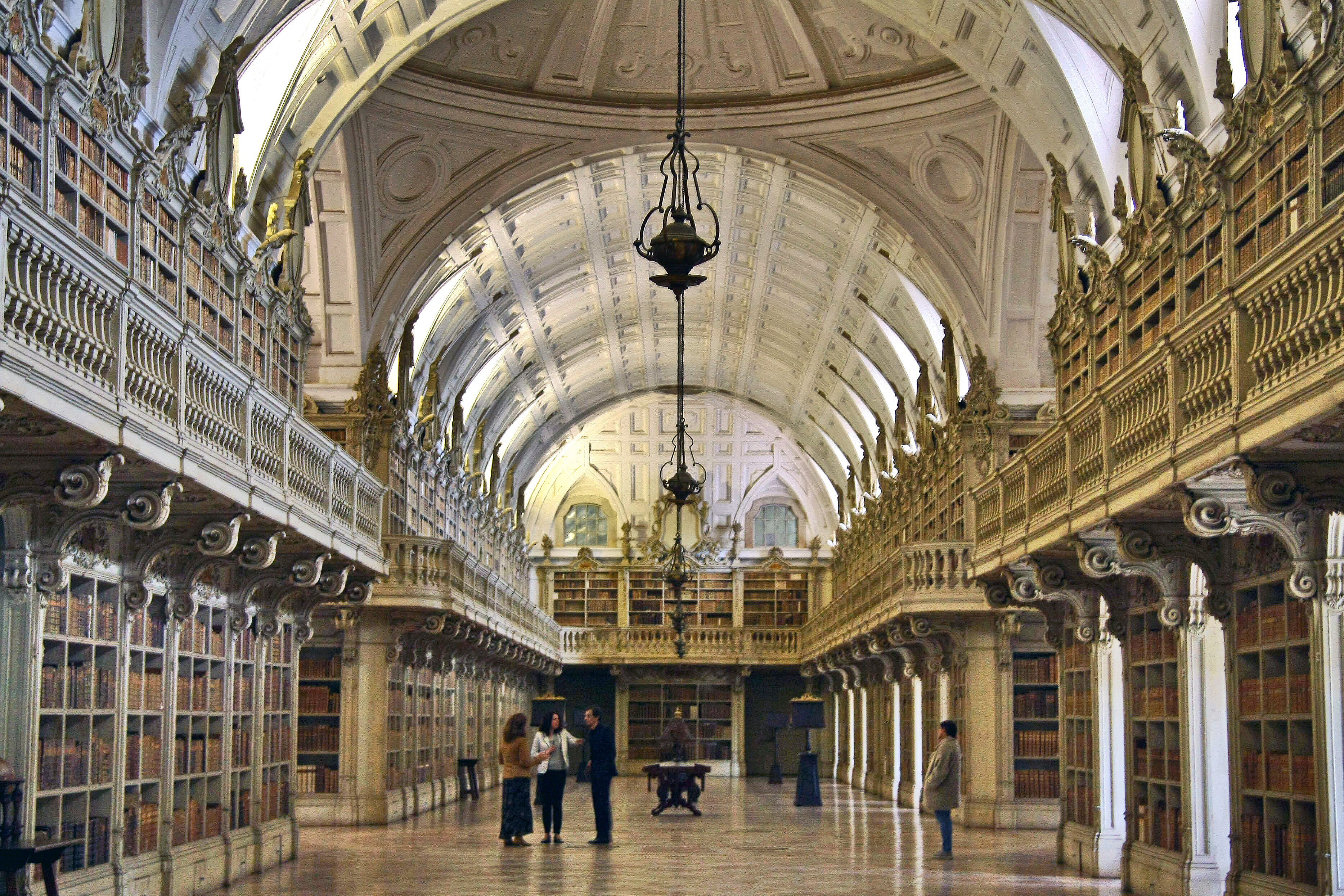
Бібліотека Палацу Мафра, розроблена Мануелем Каетану де Суша.

### Помбальський стиль
Лиссабонський землетрус 1755 року та наступні цунамі та пожежі знищили багато будівель у Лісабоні. Король Португалії Жозе I та його прем'єр-міністр Себаштіан де Карвалю найняли архітекторів та інженерів для відновлення пошкоджених частин Лісабону, включаючи центр Помбаліне.
Стиль помбалін — це світська, утилітарна архітектура, відзначена прагматизмом. Він відповідає простому стилю військових інженерів, з регулярним, раціональним дизайном, змішаними з деталями рококо та неокласичним підходом до структури. Район Байша в Лісабоні відбудували Евгеніо душ Сантуш та Карлуш Мардель. Маркіз Помбаль запровадив жорстке тестування на відбудову. Архітектура була випробувана, коли війська пройшли навколо них, щоб імітувати землетрус, що зробило помбаліновий одним з перших прикладів будівництва, стійкого до землетрусів. Торгова площа в Лісабоні, вулиця Августа та Авеніда да Лібердаде — помітні приклади цієї архітектури. Торговій площі було надано раціональне розташування відповідно до реконструкції Лісабону, району Байша.
Помбальський стиль архітектури також можна знайти у Віла-Реал-де-Санту-Антоніу (1773–75), новому місті в Алгарве, побудованому Рейнальдо Мануелем душ Сантуш. Стиль добре видно у міському облаштуванні та особливо на головній площі.

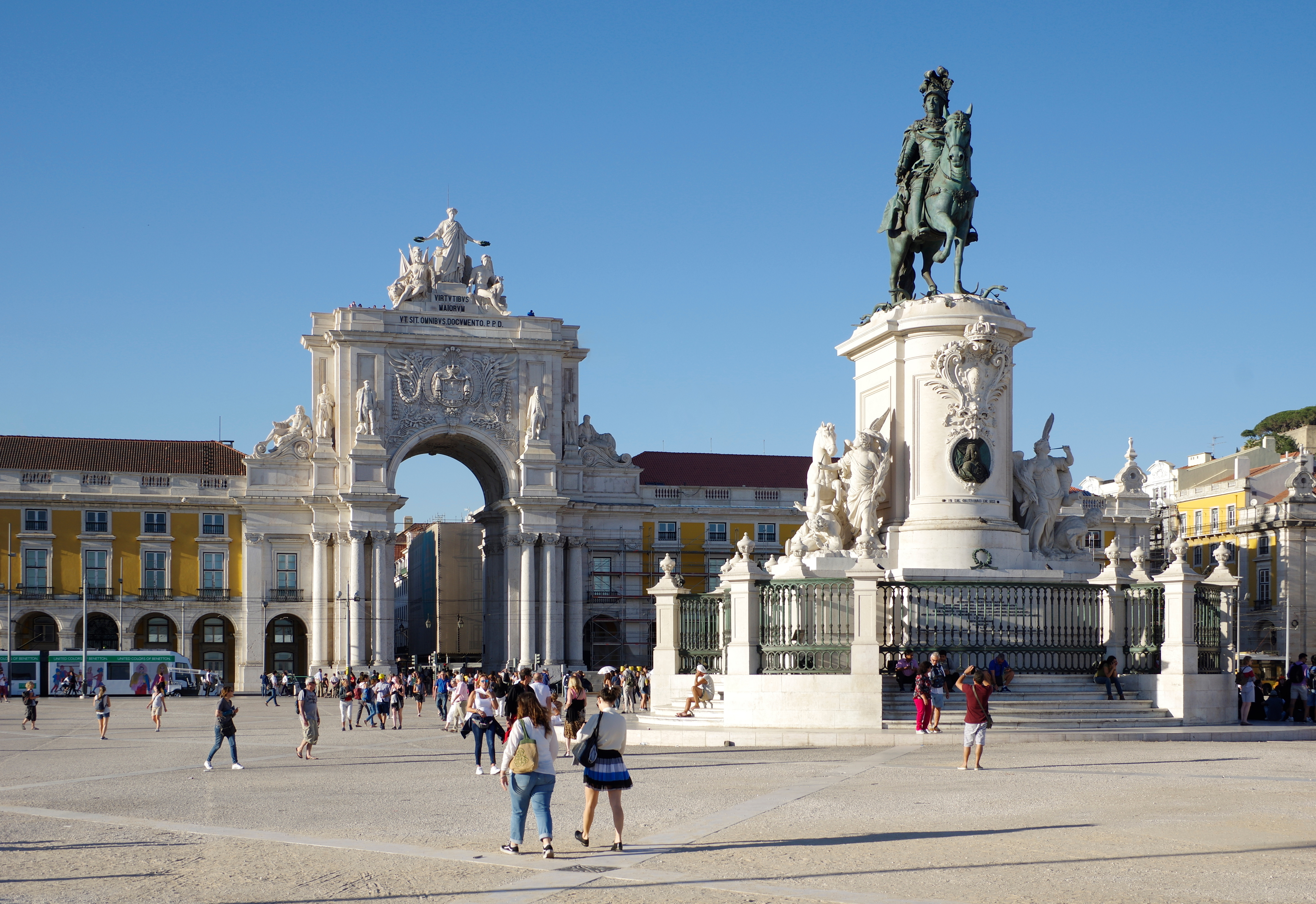
Торгова площа, розроблена Егеніу душ Сантушом у 1755 році.
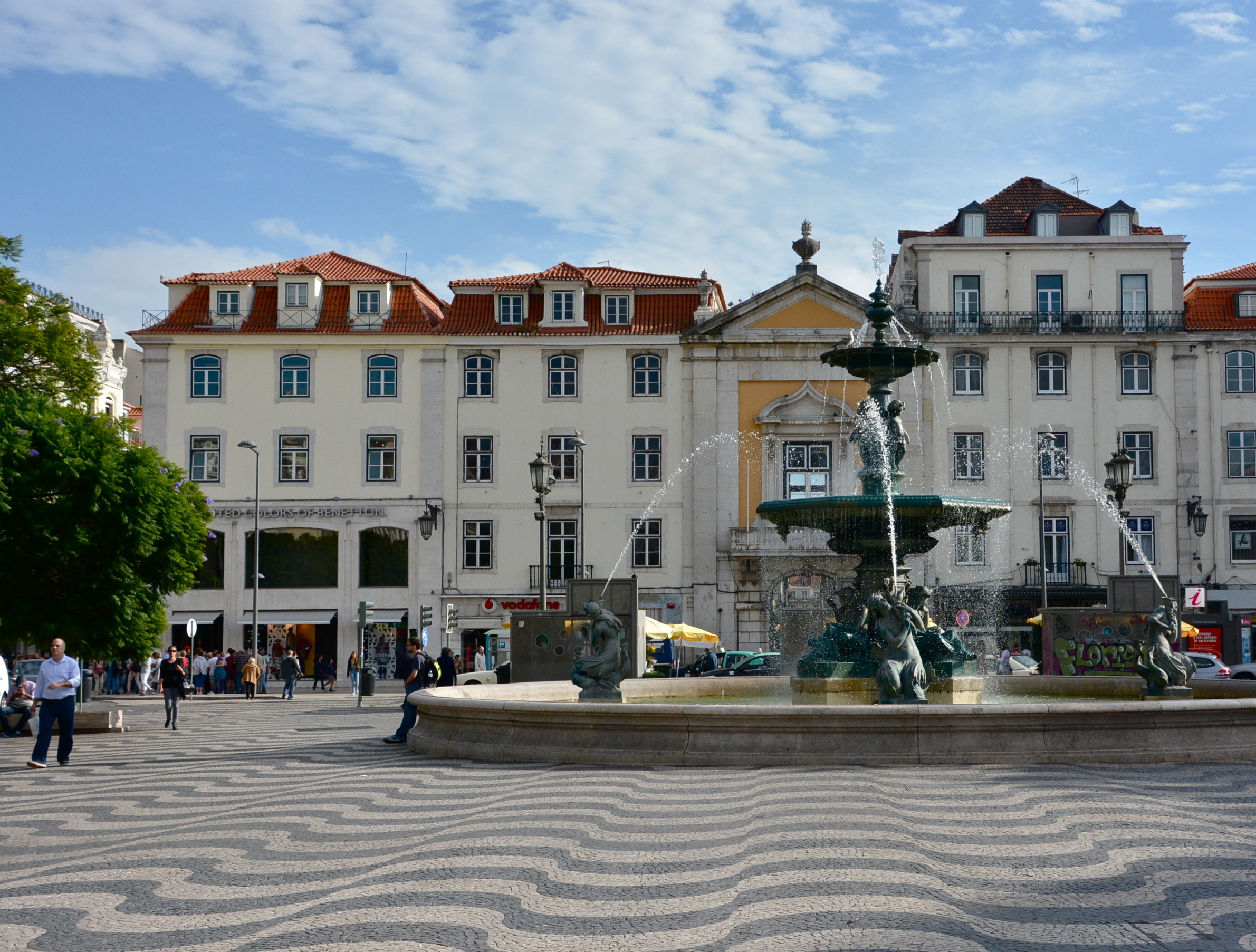
Помбаліне Байша був побудований після землетрусу в Лісабоні 1755 року.

### Неокласичний стиль
Прихід неокласичних тенденцій до Португалії значною мірою був відкладений через зусилля з реконструкції після землетрусу в Лісабоні 1755 року. Саме в 1770-х рр. Почалася епоха неокласичної архітектури з одночасними спорудженнями Національного музею карет в Лісабоні та лікарні Санто Антоніо в Порту. Незабаром після його впровадження в португальську архітектуру виникли дві нові школи неокласицизму в Португалії: північна школа, що базується в Порту та Бразі, на яку зазнали великого впливу британський неокласицизм і палладіанство, і південна школа, що базується в Лісабоні, на яку в значній мірі вплинула італійські та пізніші французькі тенденції.
Хоча неокласичні тенденції зберігаються по всій Португалії, Порту дав найбільшу кількість архітекторів та будівель в неокласичному стилі. Серед північної школи Карлуш Амаранте був одним з найпопулярніших архітекторів і в Порту, і в Бразі, створивши численні помітні визначні пам'ятки, включаючи ректорат Університету Порту та Церкви Популу в Бразі.
Помітні твори в північній традиції:
- Біржовий палац в Порту, розроблений Джоакімом да Коста Ліма Жуніором
- Факторський будинок у Порто, розроблений Джоном Уайтхедом
- Палац Карранкаш в Порто, розроблений Джоакімом да Коста-Ліма Сампайу
- Лікарня Санто Антоніо в Порто, розроблена Джоном Карром
- Cadeia da Relaçãoin Porto, розроблений Евгеніу душ Сантуш

Помітні твори в південній традиції:
- Палац Ажуди в Лісабоні, розроблений Жозе да Коста і Сільва
- Національний театр святого Карлуша у Лісабоні, розроблений Хосе да Коста і Сільва
- Національний театр ім. Д. Марії II у Лісабоні, розроблений Фортунато Лоді
- Національний музей карет палацу Белем у Лісабоні, розроблений Джакомо Ацоліні

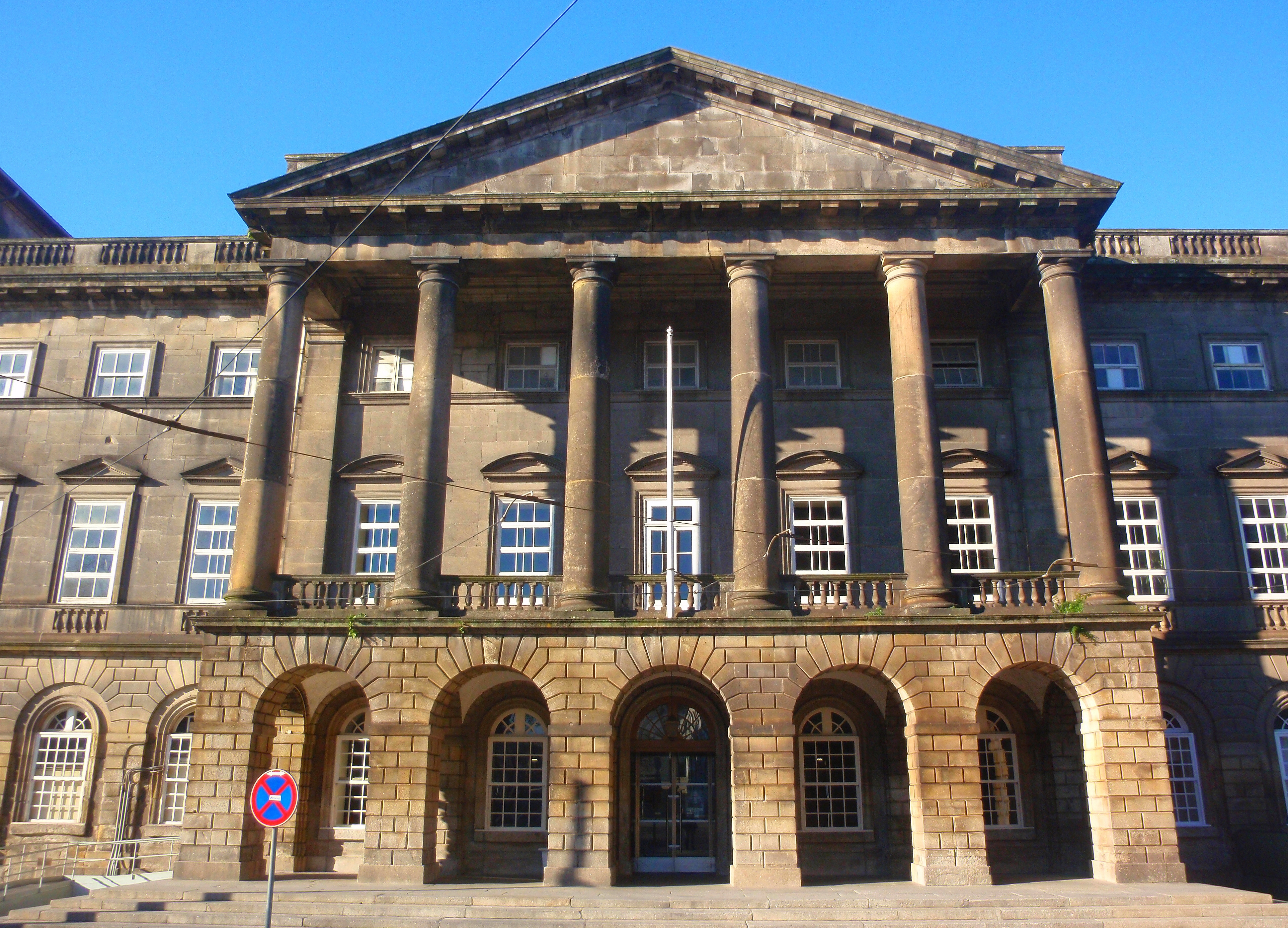
Лікарня Санто Антоніо в Порто.
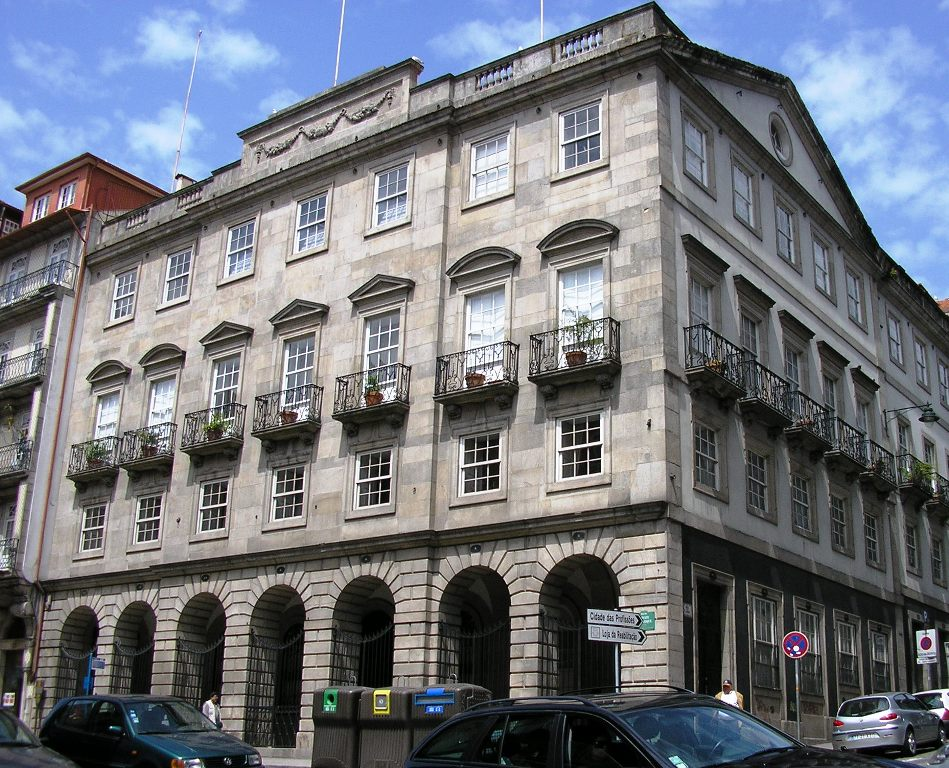
Факторський будинок у Порту.
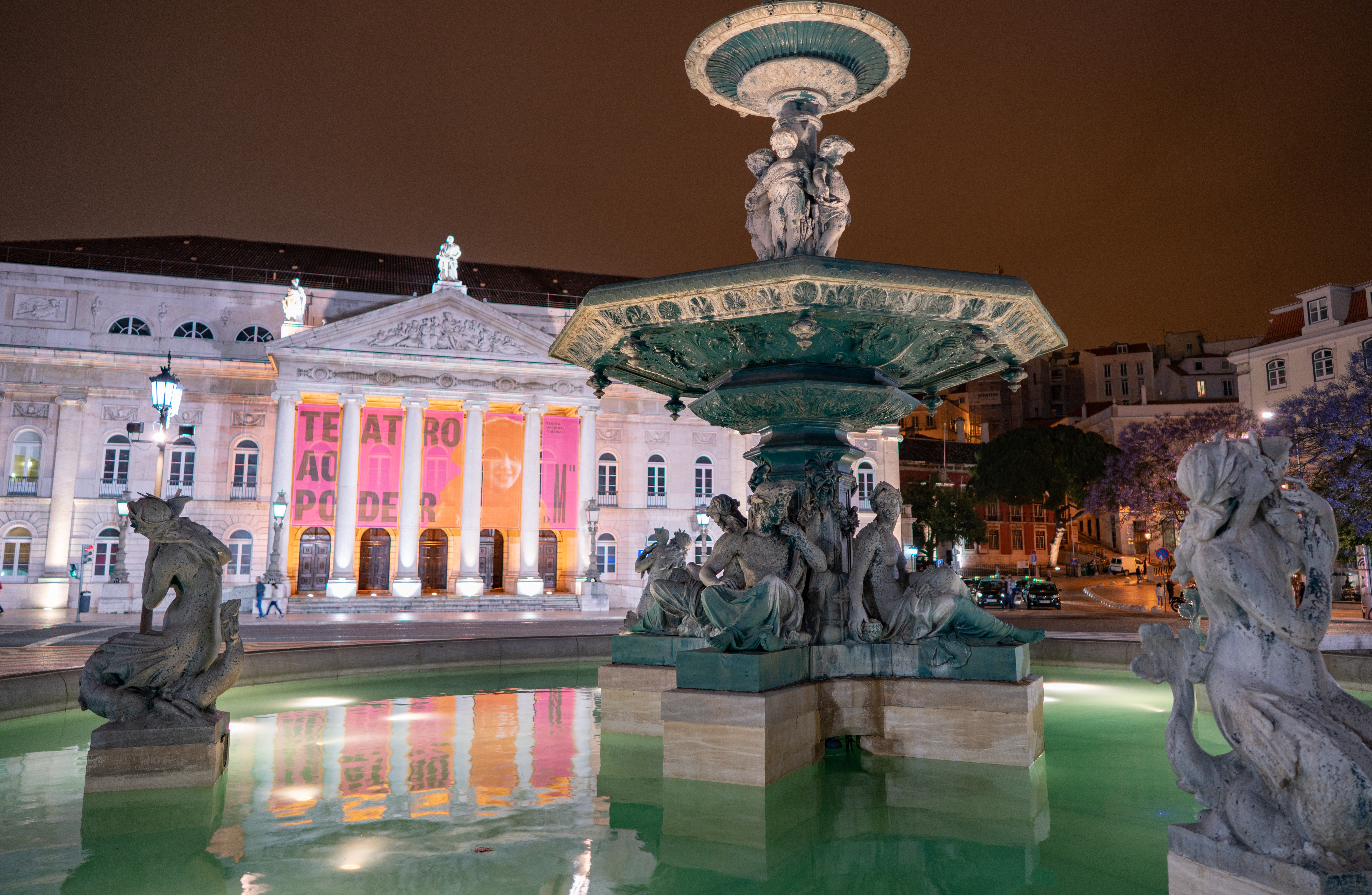
Лісабонський національний театр Марії II.

### Неомануельський стиль
Неомануельський стиль — відродження португальської пізнього готичного мануельського стилю кінця 16 століття, був основним архітектурним виразом романтизму в Португалії завдяки своїм націоналістичним особливостям та історії, що процвітала з середини 19 століття до початку 20-го у Португалії та Бразилії, а в меншій мірі й інших частинах Лузофонії (португальськомовного світу).
Стиль, що піднявся за часів романтичного націоналізму, містить португальські національні символи, включаючи армілярну сферу, хрест Ордена Христа та елементи герба Португалії, а також символи Португальських відкриттів, наприклад, морські канати, екзотичні фрукти та овочі (як ананаси та артишоки), морські монстри та морські рослини (як гілки коралів та водоростей).
Перші визнані архітектурні роботи неомануелінського стилю були виконані між 1839 та 1849 роками при будівництві палацу Пена в Сінтрі королем Португалії Фердинанду II. Романтичний палац, що поєднує характеристики неомануелінського, неомудежарського стилю та португальські ренесансні особливості, велике неомануелінське вікно палацу Пена — це адаптація великого вікна Монастиря Христа в Томарі 19 століття.
Хоча будівлі неомануелінського стилю можна знайти по всій Португалії та Лузофонії, найбільша концентрація робіт знаходиться в Лісабоні, зокрема Сінтрі.

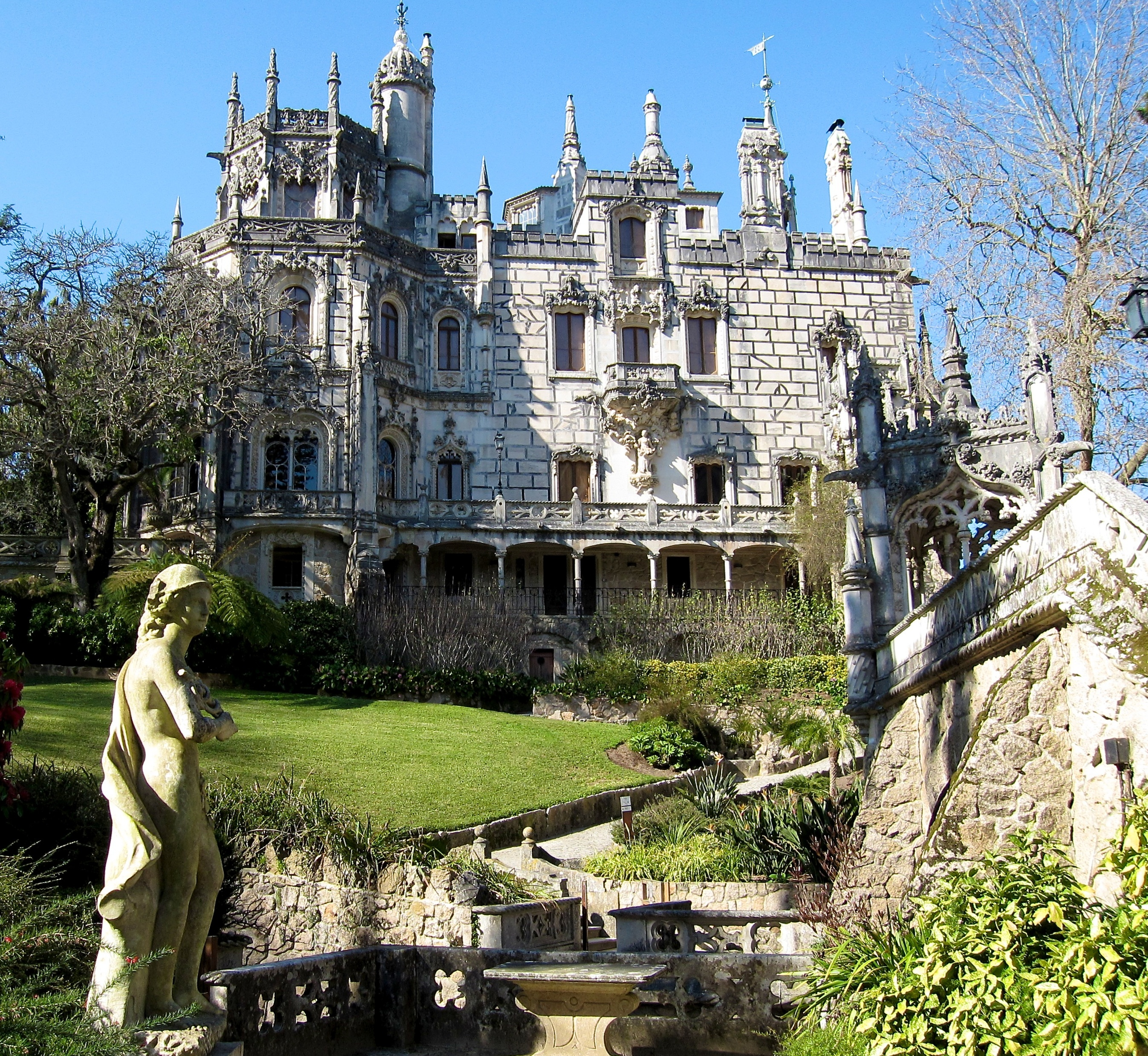
Квінта да Регалейра, у Сінтрі, Португальська Рив'єра ; Луїджі Маніні, 1889 рік.
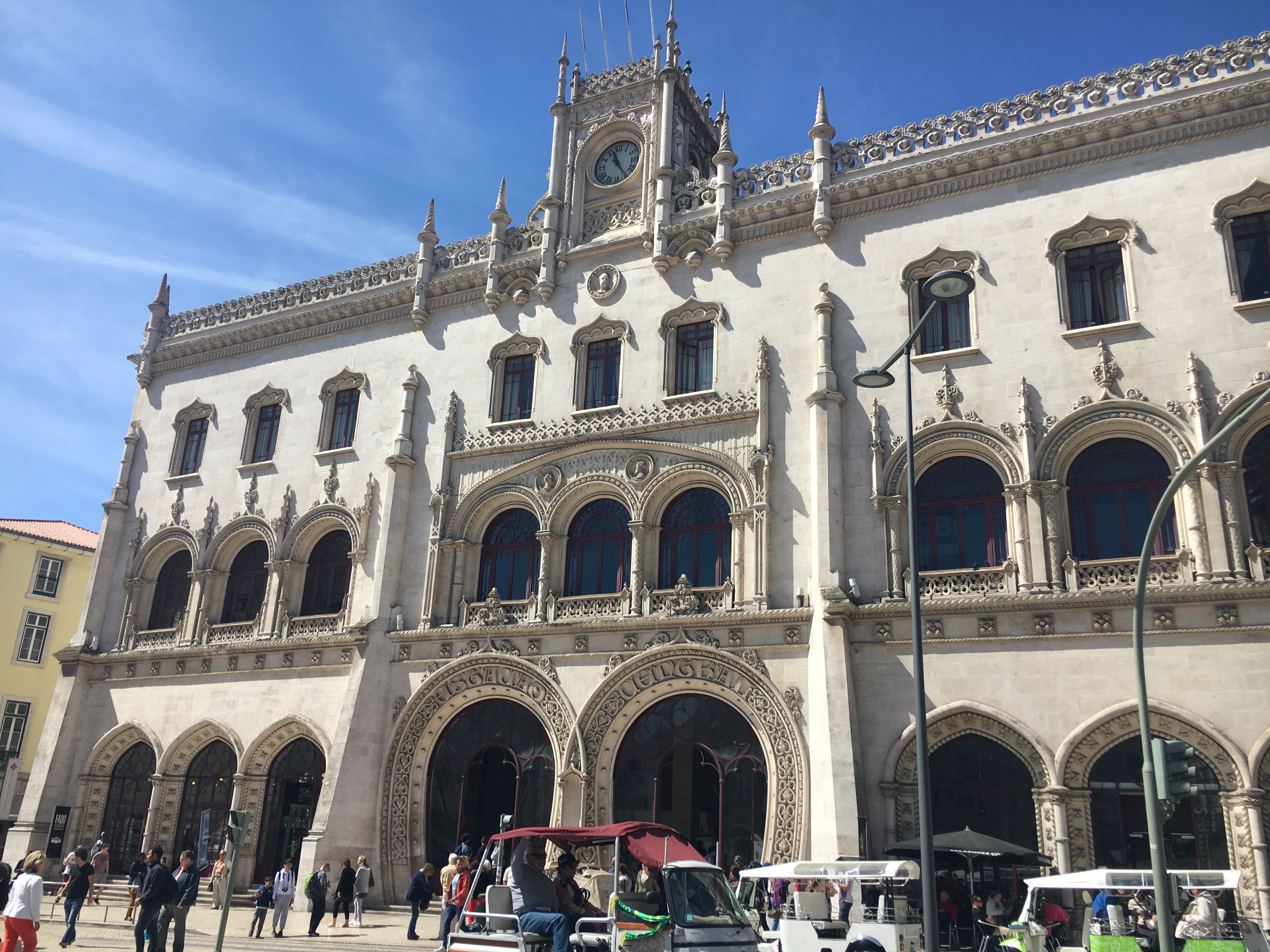
Залізничний вокзал Россіо в Лісабоні ; Хосе Луїс Монтейру, 1886 рік.
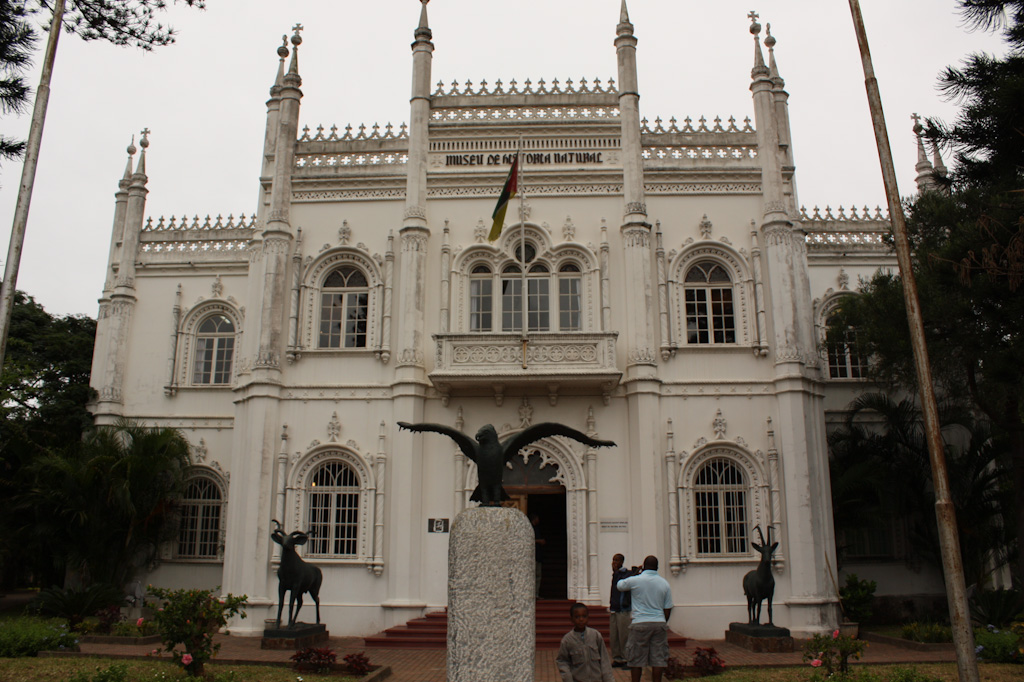
Музей природознавства в Мапуту, Мозамбік
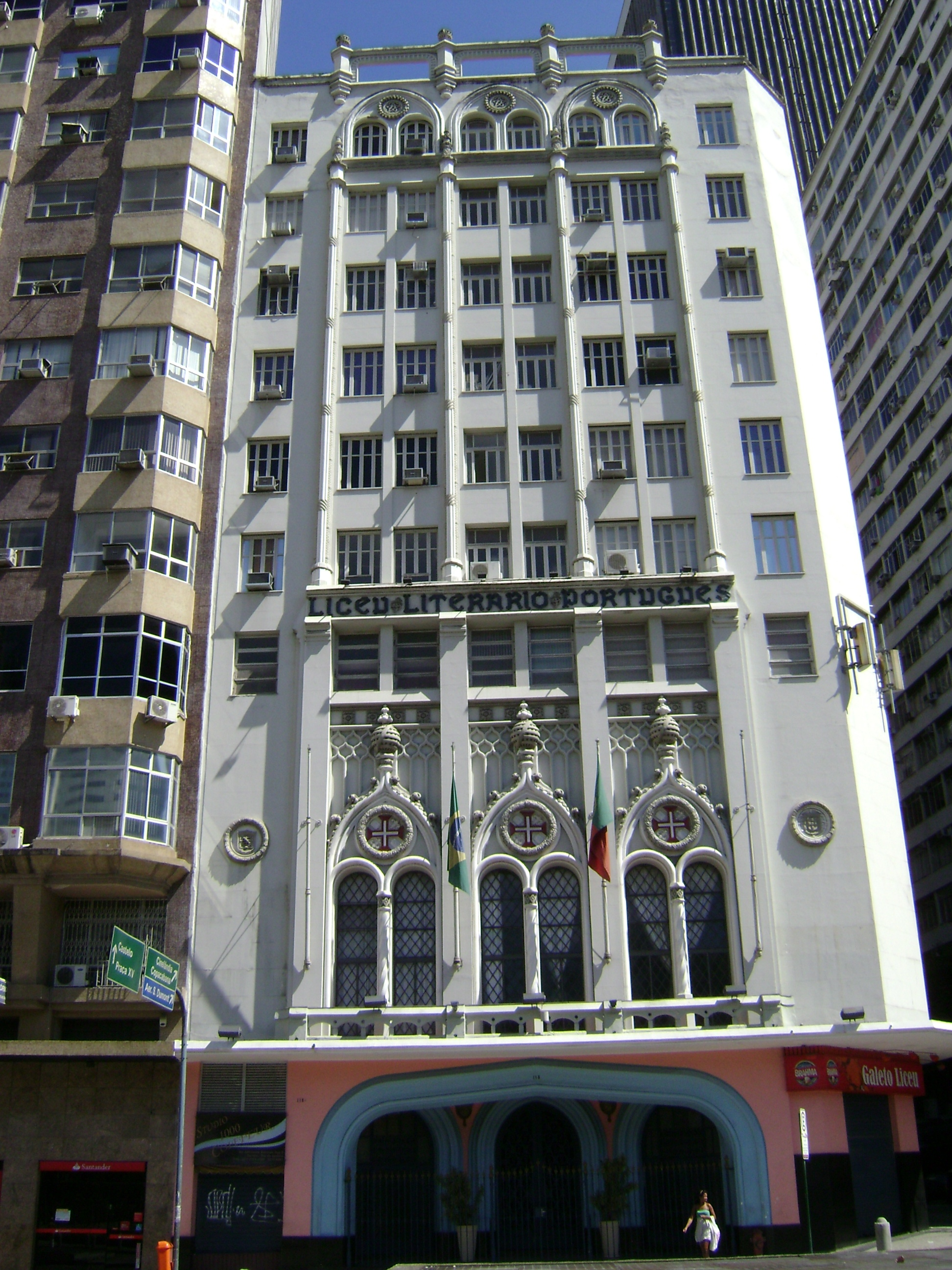
Португальський ліцей в Ріо-де-Жанейро, Бразилія

### Неомудехаризм

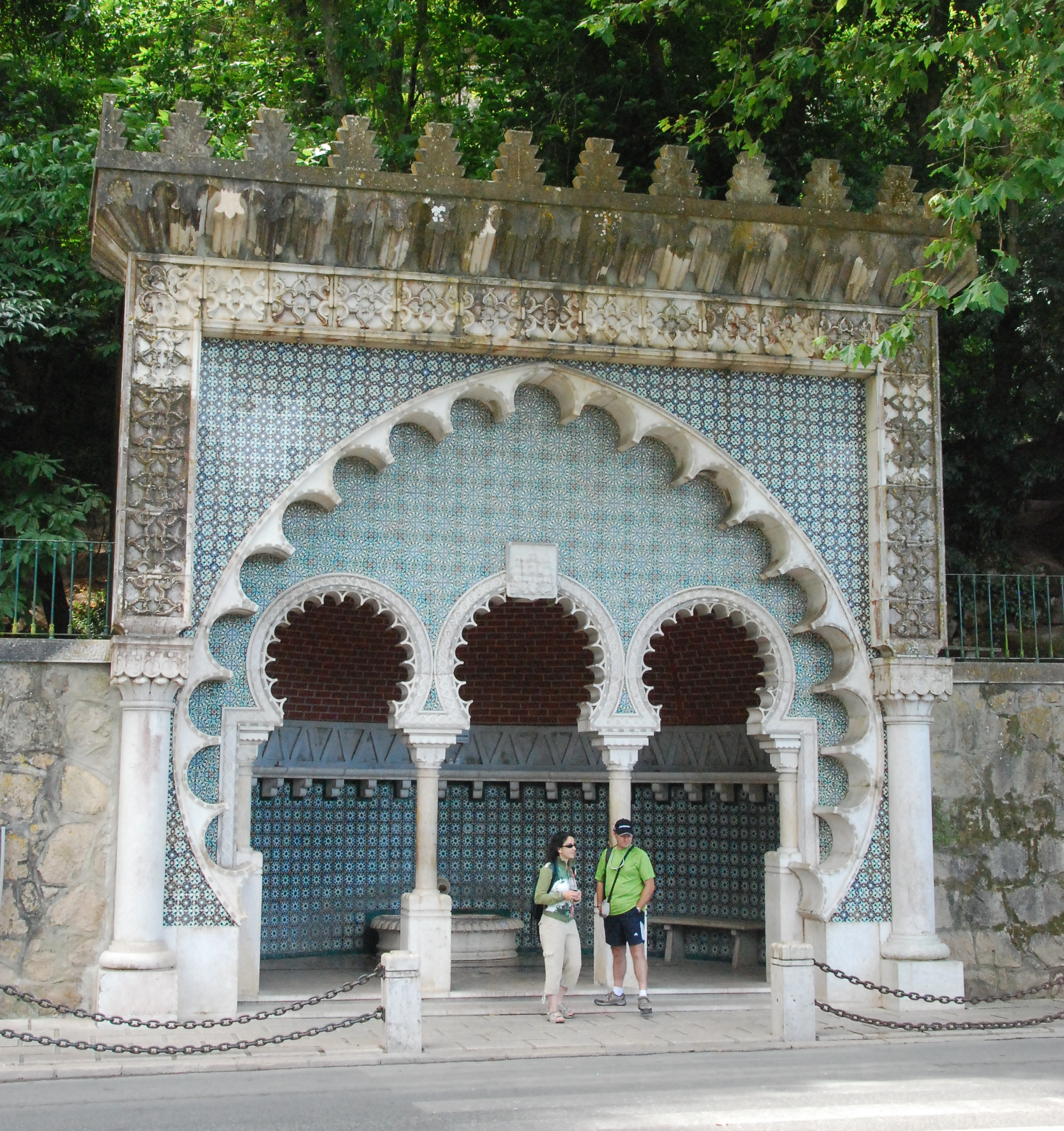
Фонтан Муріска в Сінтрі, бл. 1922 рік.

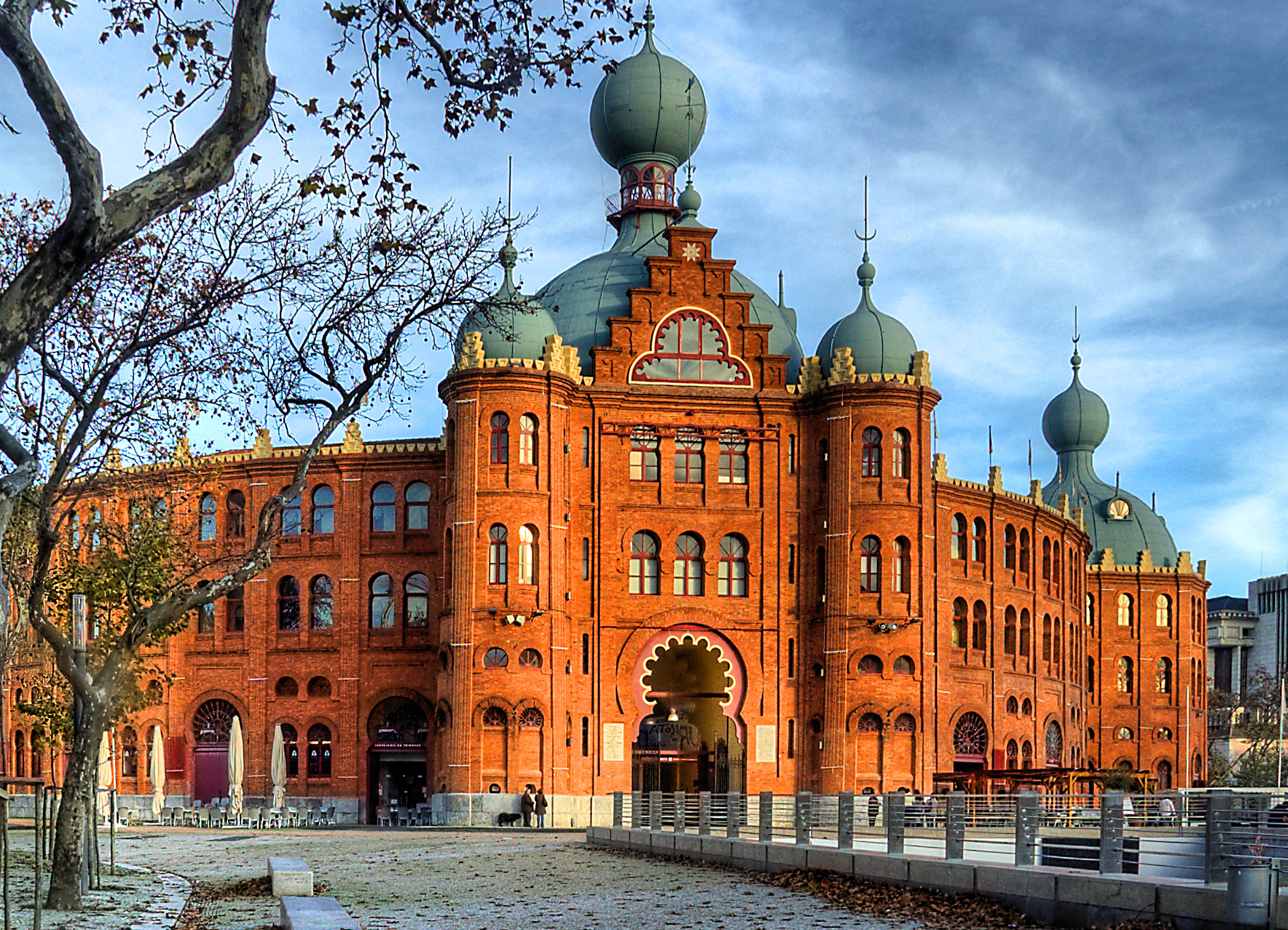
Арена "Маленьке поле" в Лісабоні, c. 1892 рік.

Неомудехаризм — це тип відродження маврської архітектури, що зустрічається на Піренейському півострові, і в меншій мірі — Іберо-Америці, що переосмислює маврську спадщину Іберії. Популярність стилю в Португалії була зосереджена у Лісабоні та Португальській Рив'єрі, а також в південних регіонах Алгарве та Алентежу, оскільки всі ці регіони також мали найпомітнішу маврську спадщину в країні.
Як і неомануелінський стиль, перші роботи неомудехаризму в Португалії були зроблені між 1839 і 1849 роками з будівлею Національного палацу Пена, палацу романтиків, що поєднує характеристики неомануельського стилю, неомудехаризму та португальського ренесансу в Сінтрі. Сінтра стала домом для інших помітних маєтків неомудехаризму, таких як Палац Монсеррат, розроблений Джеймсом Томасом Ноулсом, і Кінта да Реґалейра, розроблений Антоніу да Фонсека Юніор.
Помітні роботи в Лісабоні включають такі великі пам'ятники, як Арена «Маленьке поле», датована 1892 р. за проектом архітектора Антоніо Хосе Діас да Сілви, а також численні відомі садиби, такі як Палаші Рібейра да Кунья 1877 р. в районі Принсіпі Реал і 1891 р. Паласіо Консейчау да Сільва, на Авеніді да Лібердаде.
Вираження стилю на півночі Португалії використовується в першу чергу в дизайні інтер'єрів, таких як розкішний Зала Арабе з Біржового палацу, в Порто, або сильно змінений і змішаний з іншими стилями відродження та тенденціями в будівництві екстер'єру, як, наприклад, Девезашський заводський склад.

### Чавунна архітектура

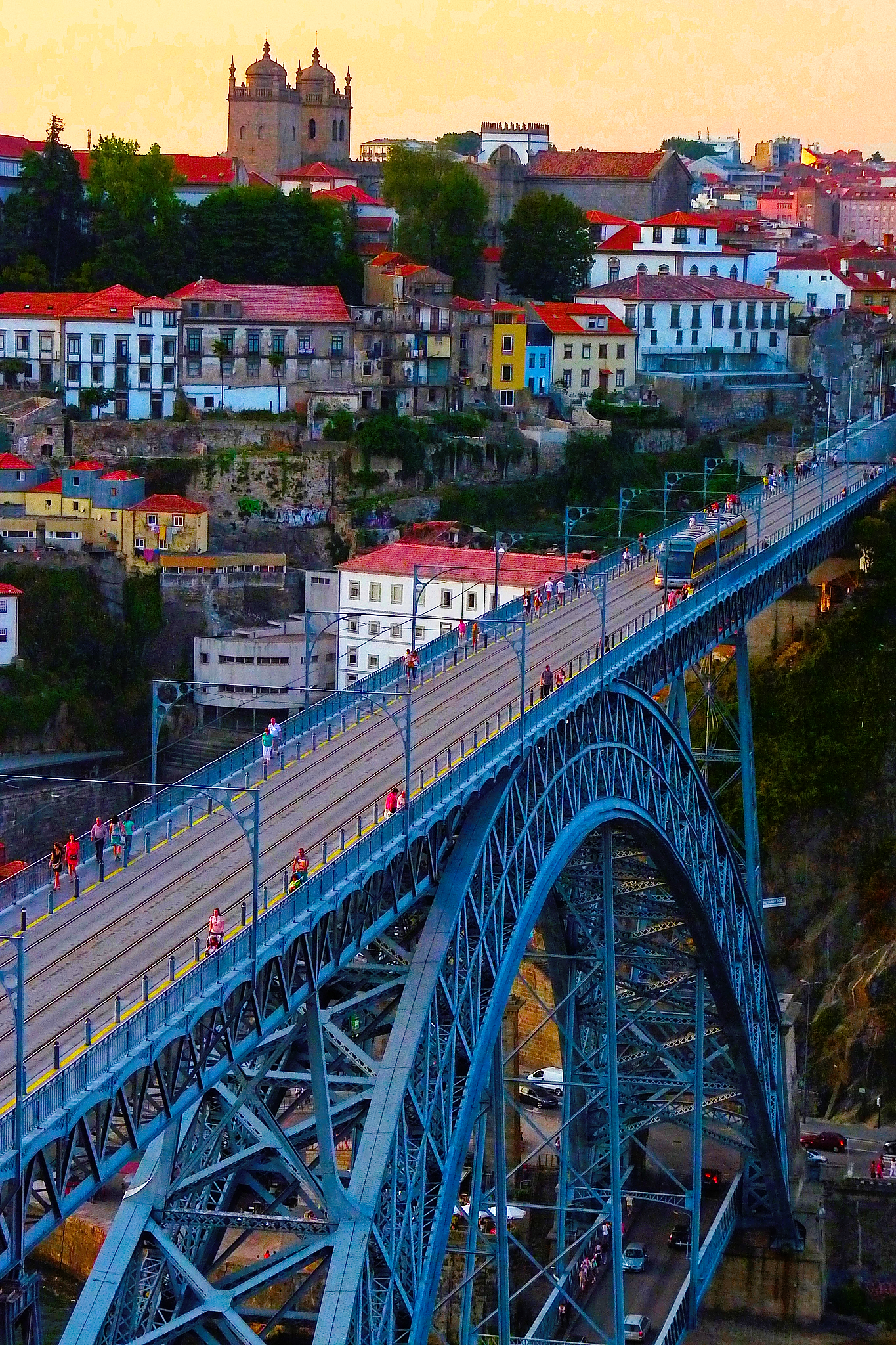
Міст Дому Луїс I, Порту.

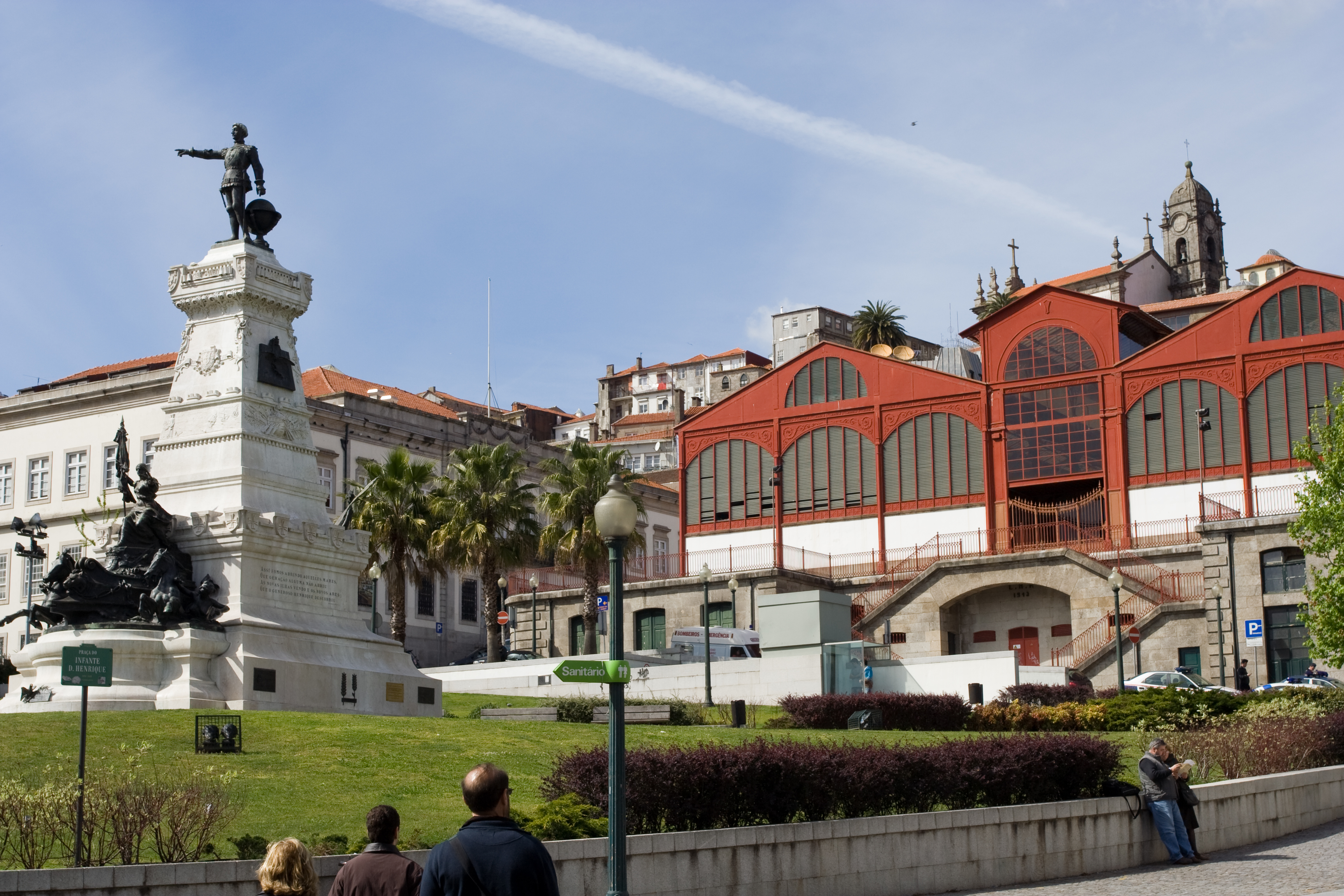
Mercado Ferreira Borges в Порто.

Чавунна архітектура, відома просто як архітектура заліза в португальській мові (arquitetura de ferro), значною мірою почала проявлятися протягом останньої чверті 19 століття.
Застосування архітектури заліза обмежувалося певними сферами будівництва, в основному або інфраструктурними, такими як мости, залізничні станції та ліфти, або споруди, що стосуються загального блага, наприклад, виставкові зали, муніципальні ринки чи комерційні центри.
Помітні конструкції із заліза в Португалії включають:
- Санта-Жуштський ліфт у Лісабоні
- Міст Дона Луїша I в Порто
- Міст Марії-Пії в Порто
- Mercado Ferreira Borges в Порто
- Palácio de Cristal у Порту (знесено)

### Модерн
Арте Нуво, відомий в Португалії як «Арте Нова», в Португалії протривав не довго між 1905 і 1920 роками. Він ближче до школи французького стилю модерн, ніж австрійської школи того часу. Використання Arte Nova значною мірою було заслугою португальської аристократії, насамперед у портових містах, таких як Лісабон, Порту та Авейру.
Концепція, що визначає варіацію модерну в Авейру, була показною: стиль був привнесений консервативною буржуазією, яка хотіла виразити свої сили декоративними фасадами, залишаючи інтер'єри консервативними. Ще однією відмітною рисою Arte Nova було використання плитки місцевого виробництва з мотивами модерну.
Найбільш помітні приклади Арт Нуво в Португалії, за межами Авейру, включають:
- Музей-резиденція доктора Анастасіо Гонсалвіша (1904—1905) у Лісабоні
- Книгарня Livraria Lello (1906) у Порту.

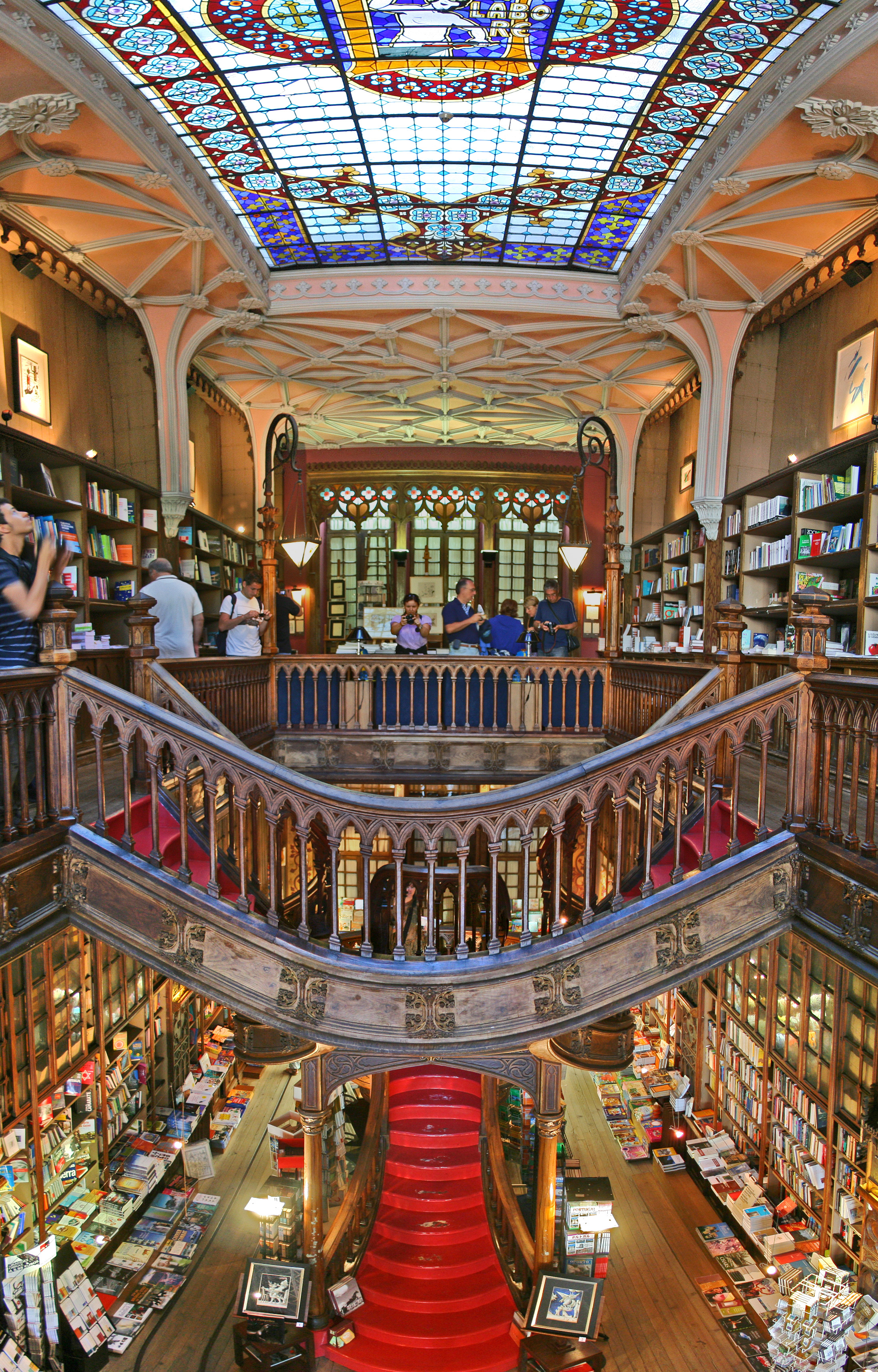
Livraria Lello в Порто.
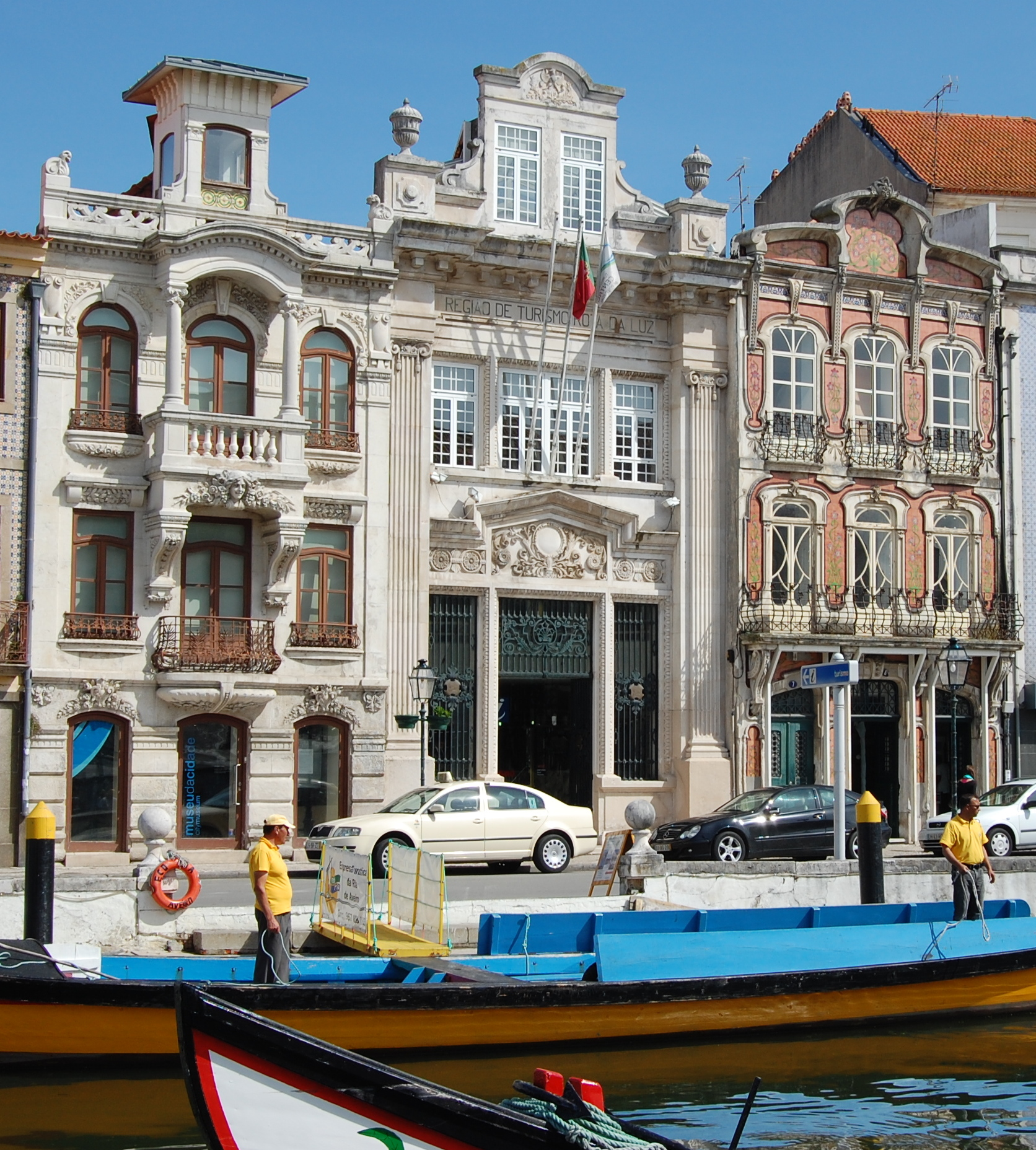
Будинки Арте-Нуво на каналах Авейру.

### Сучасна архітектура
Одна з найкращих шкіл архітектури в світі, відома як «Escola do Porto» або Школа Порту, розташована в Португалії. Серед його випускників — Фернандо Тавора, Алваро Сіза (лауреат премії Прітцкера 1992 року) та Едуарду Соту де Мора (лауреат премії Прітцкера 2011 року). Сучасним його спадкоємцем є Школа архітектури Університету Порту.

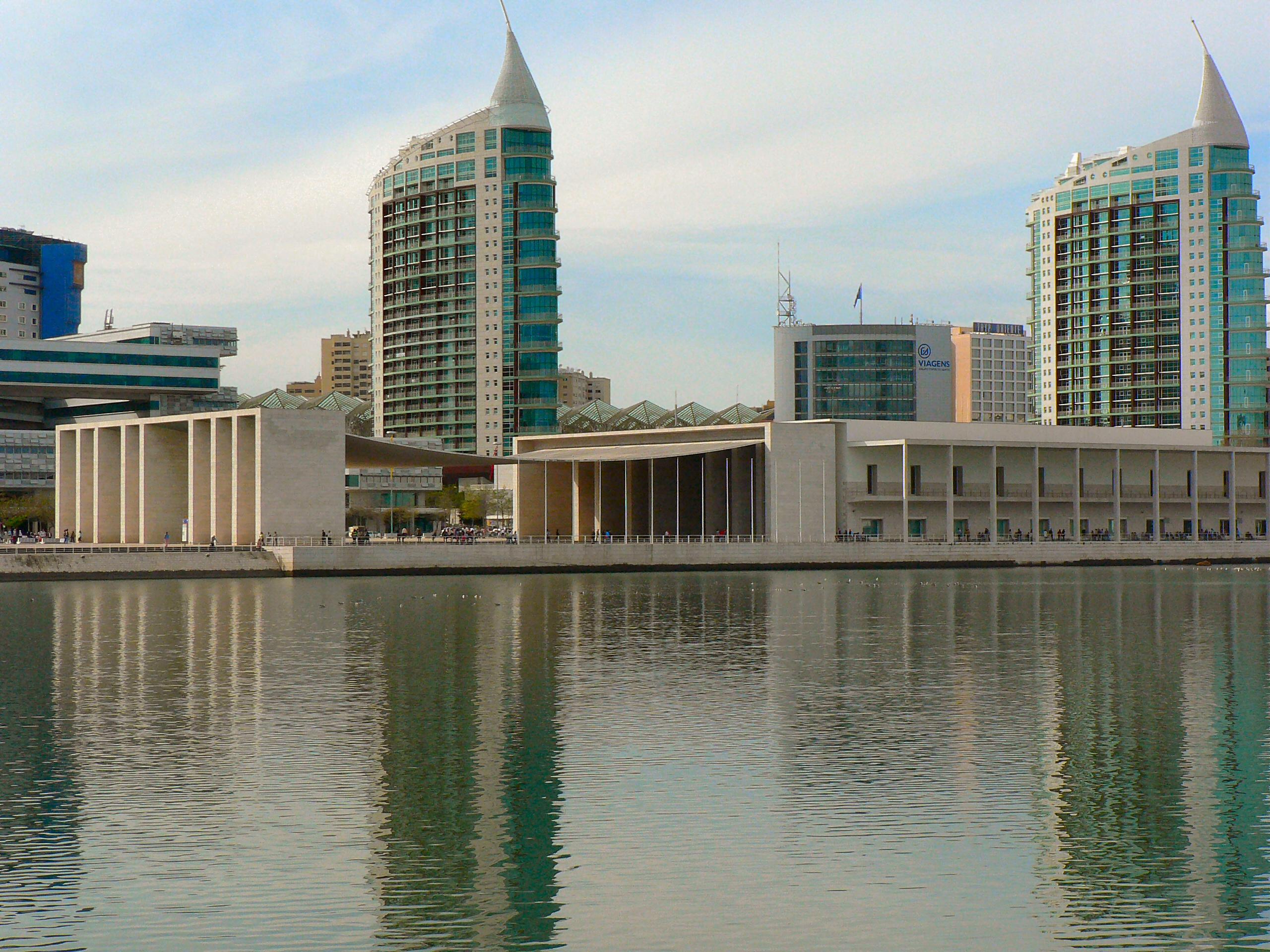
Parque das Nações, Лісабон.
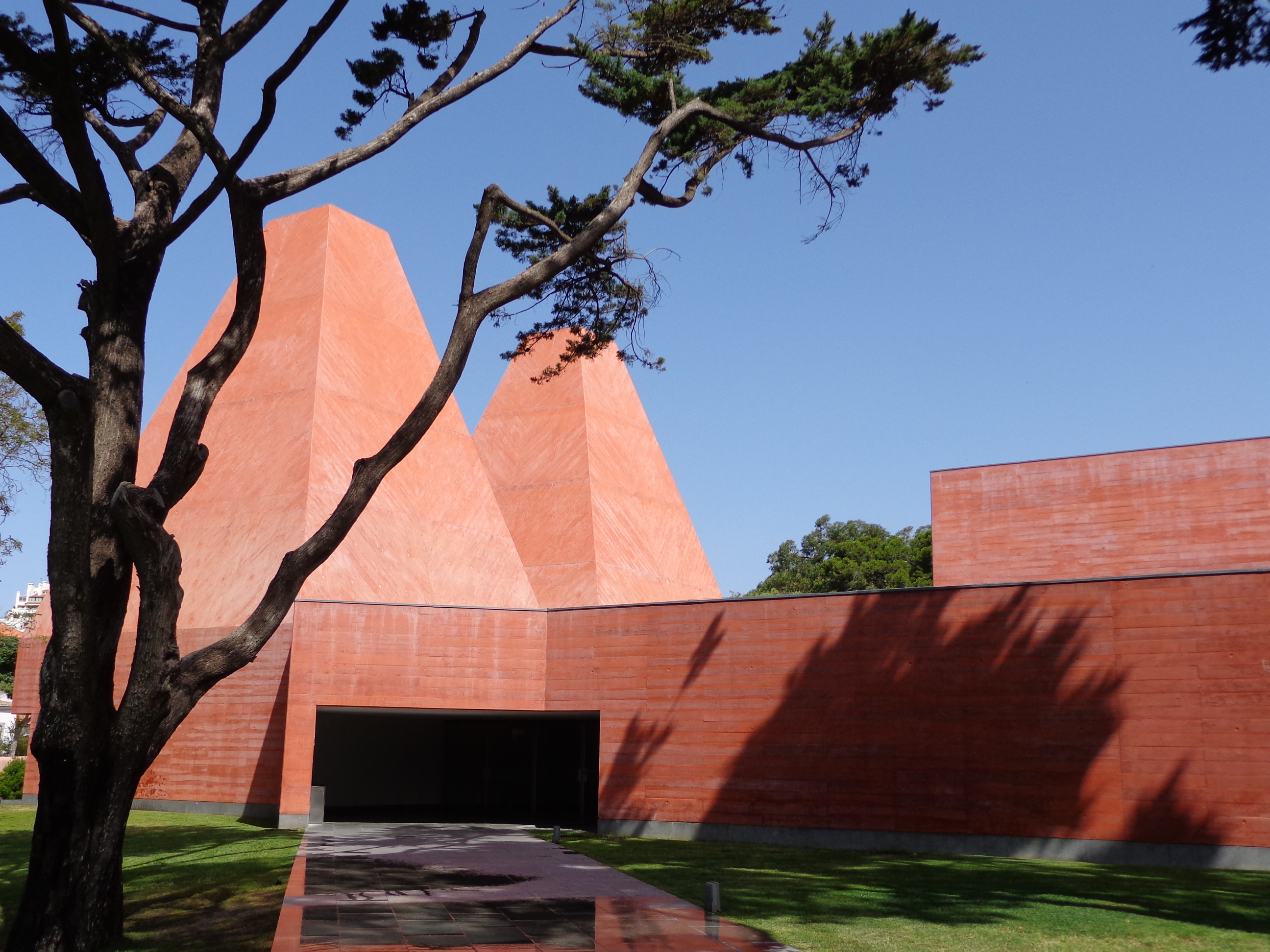
Будинок історій Паула Рего, Португальська Рив'єра ; розроблений Едуардо Суто де Моура, 2000 р.

## Регіональна архітектура

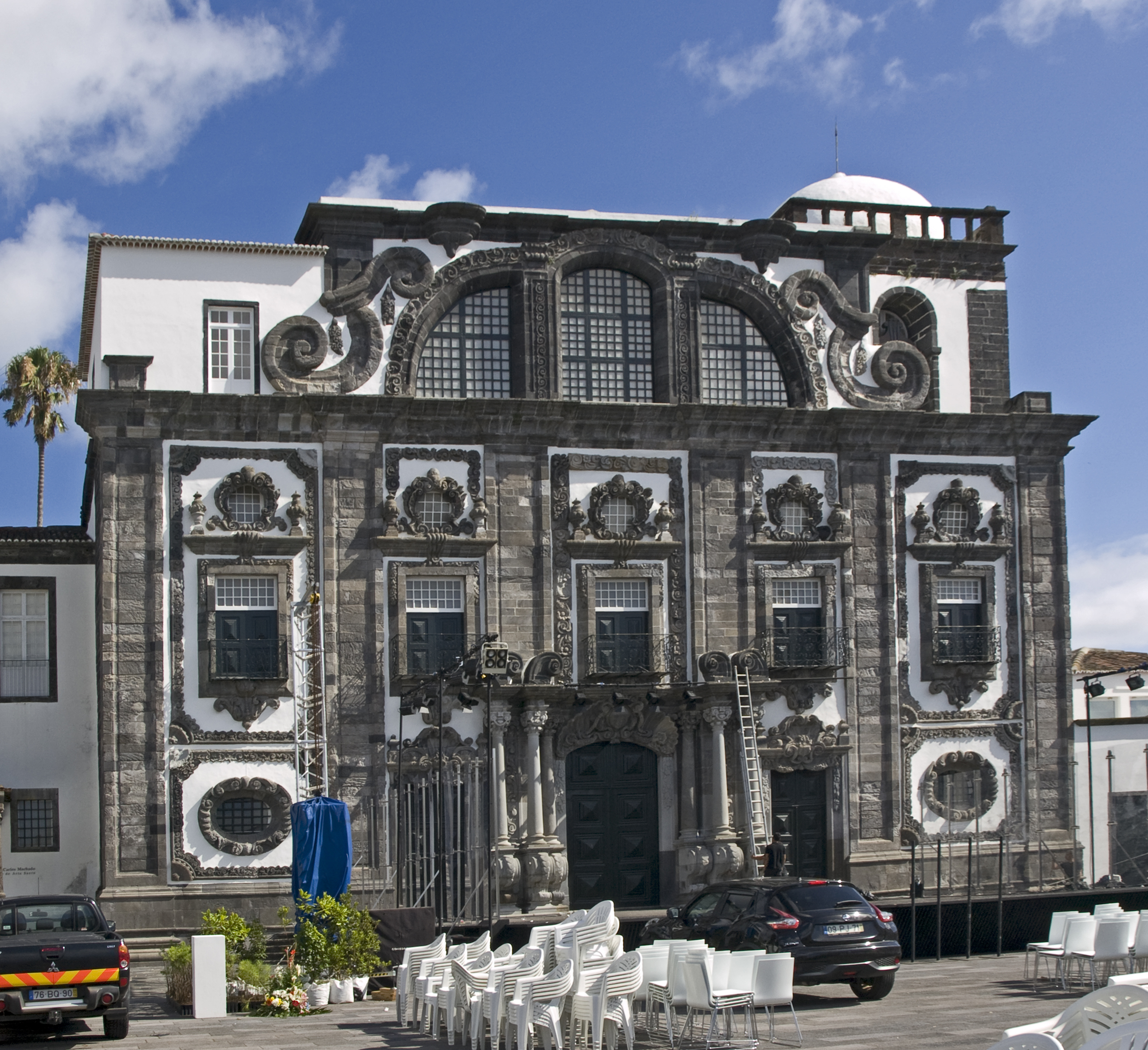
Єзуїтський колегіум Понта Дельгада
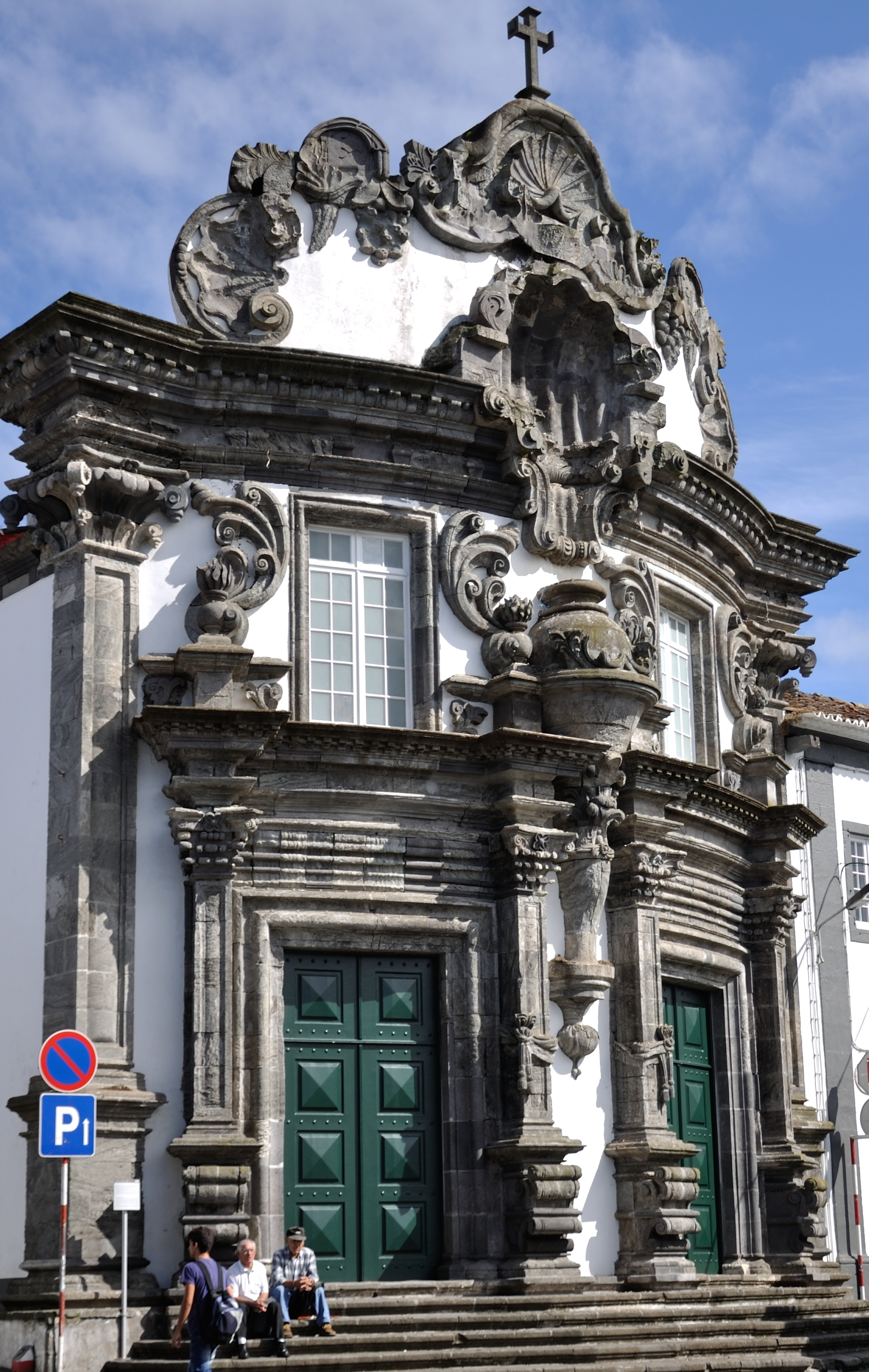
Igreja do Espírito Santo
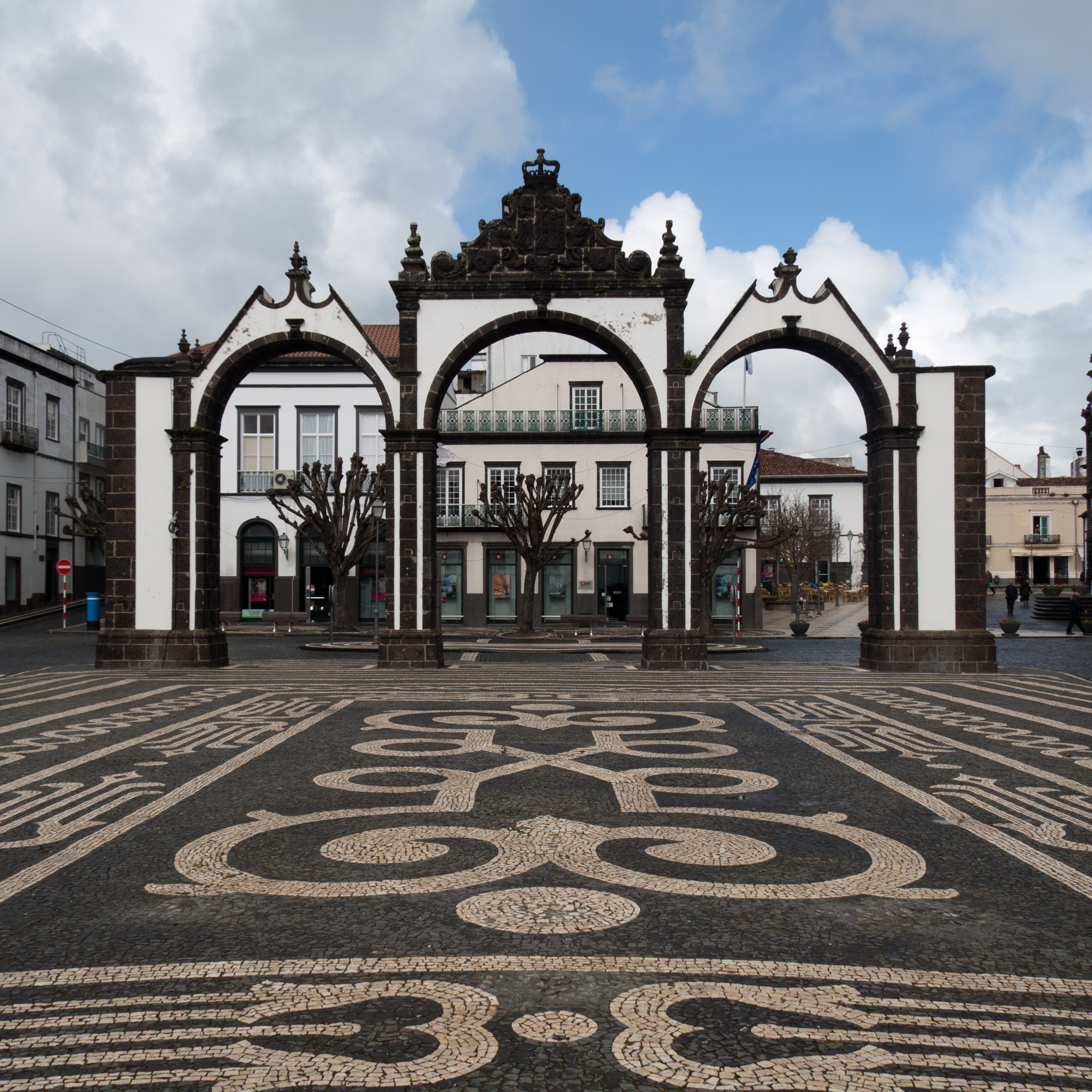
Міські ворота Понта Дельгада
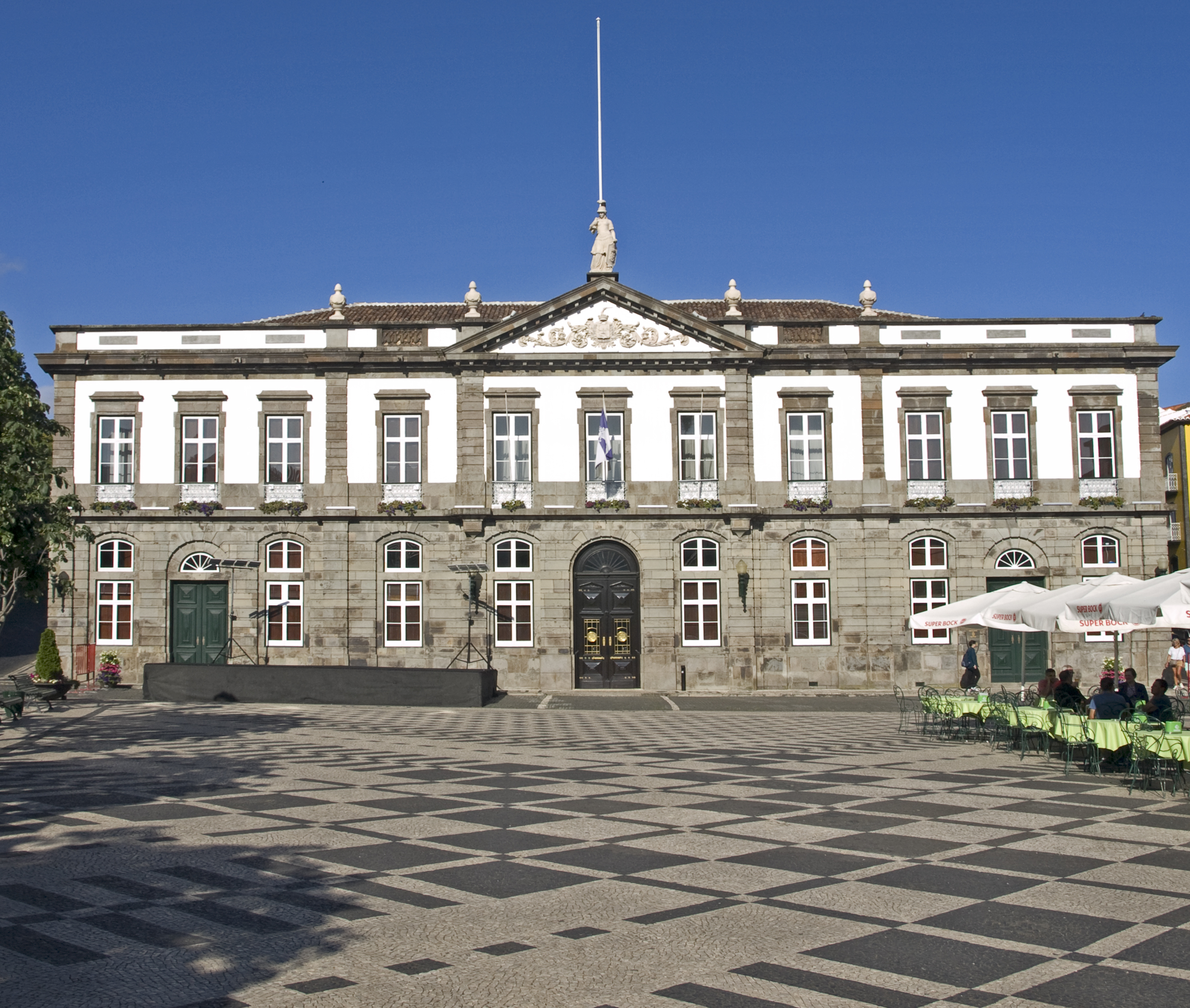
Ратуша Ангра ду Хероісмо
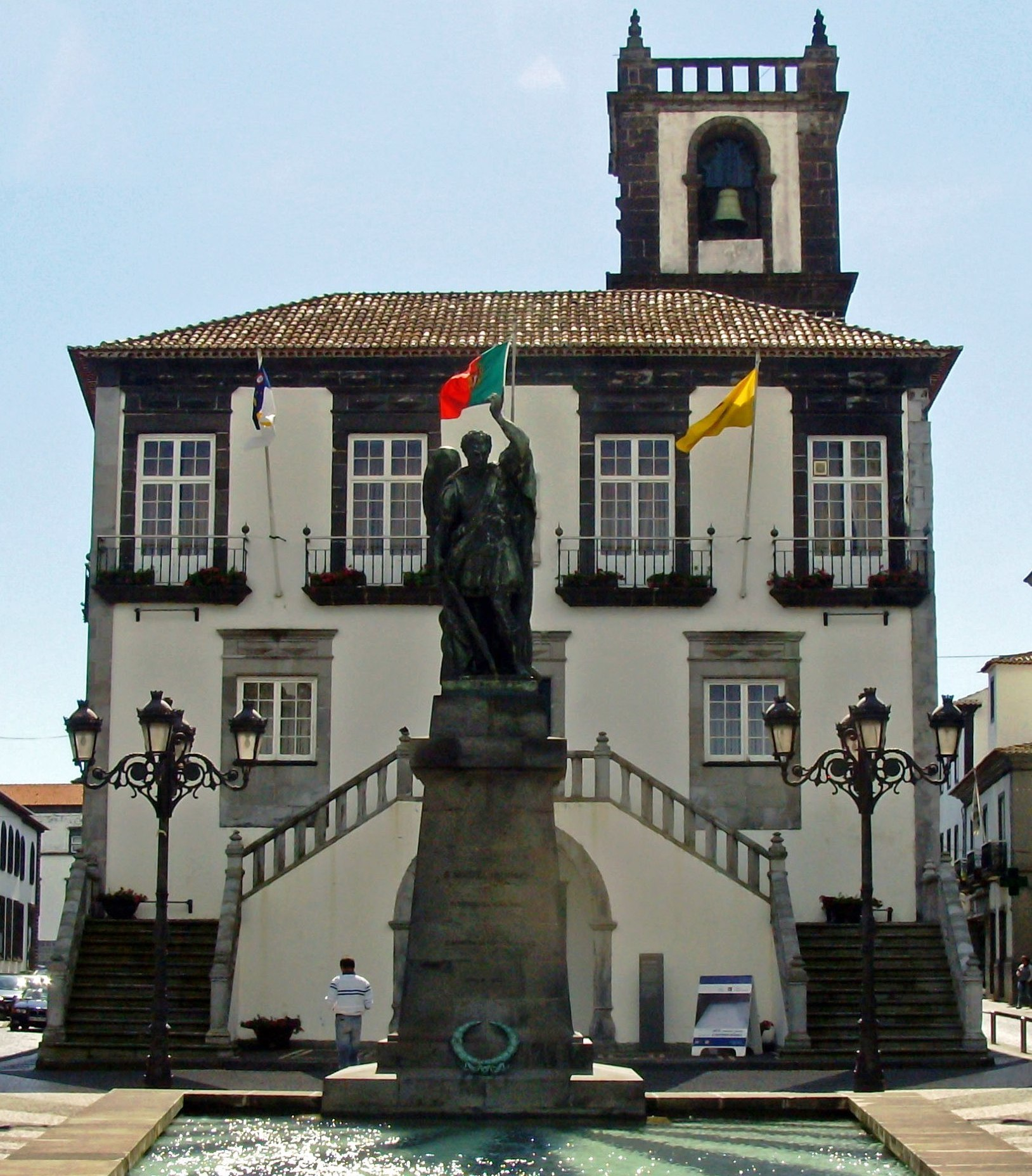
Мерія Понта Дельгада
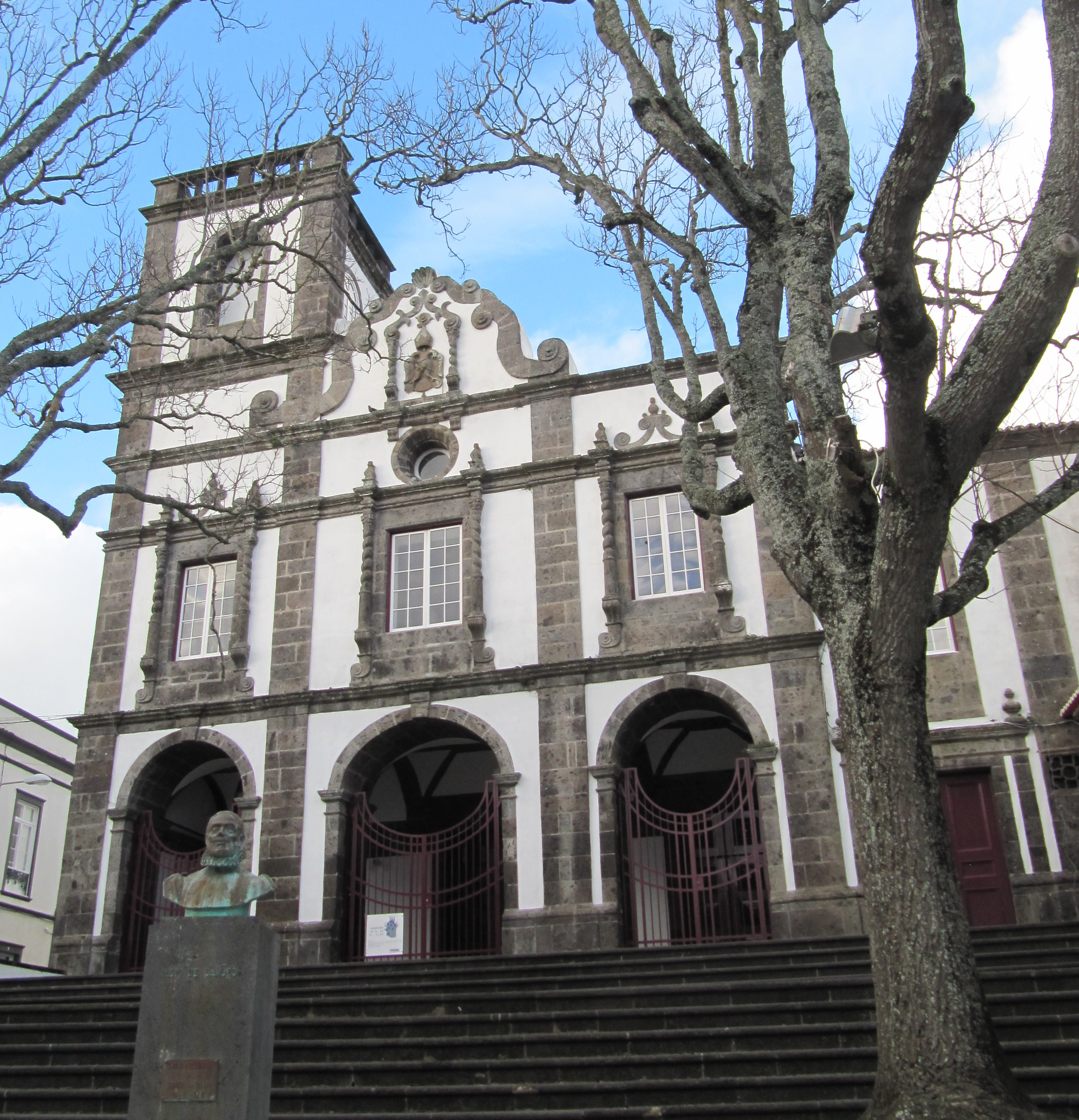
Академія мистецтв Азорських островів
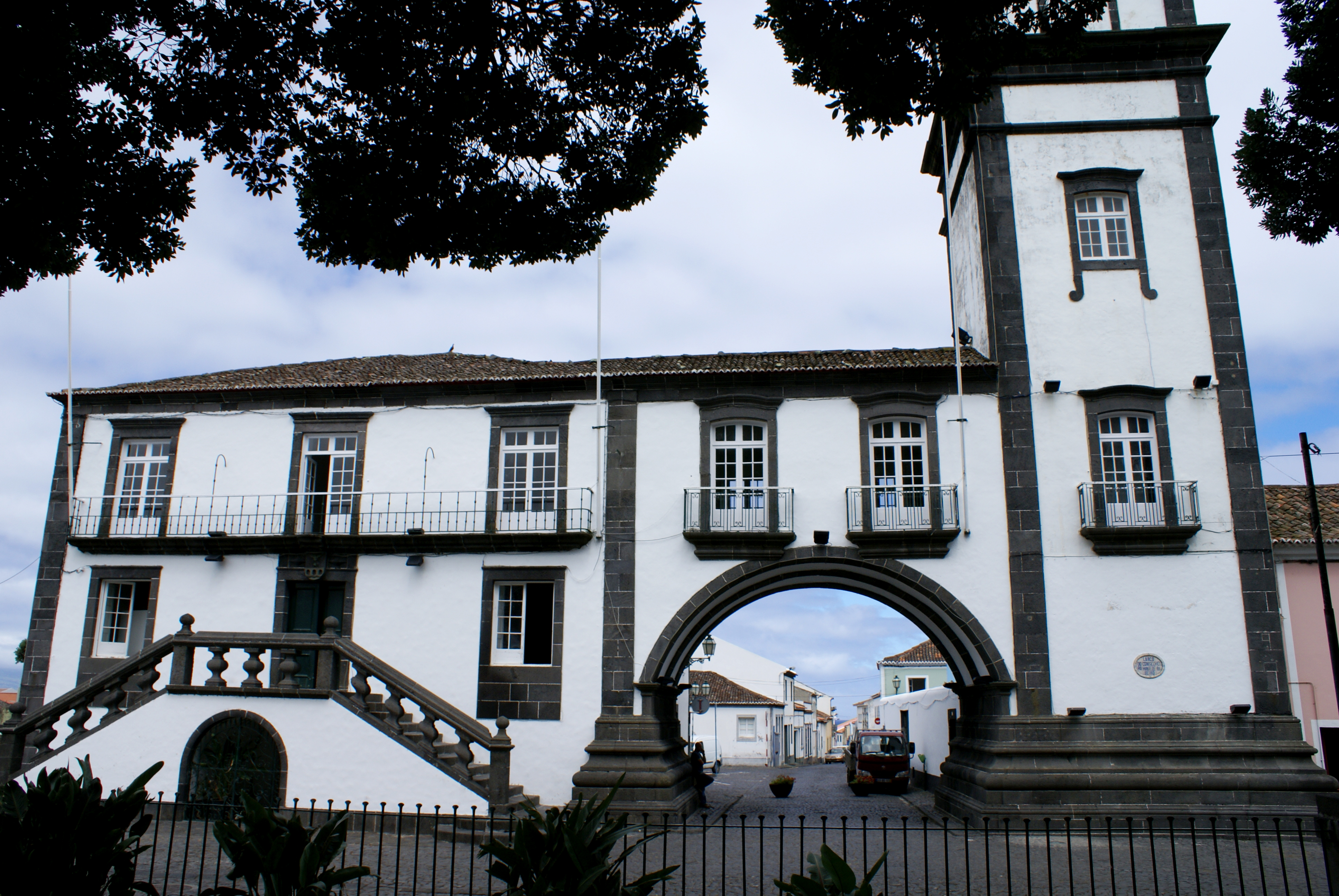
Ратуша Рібейра Гранде

### Мадейра і Порто-Санту

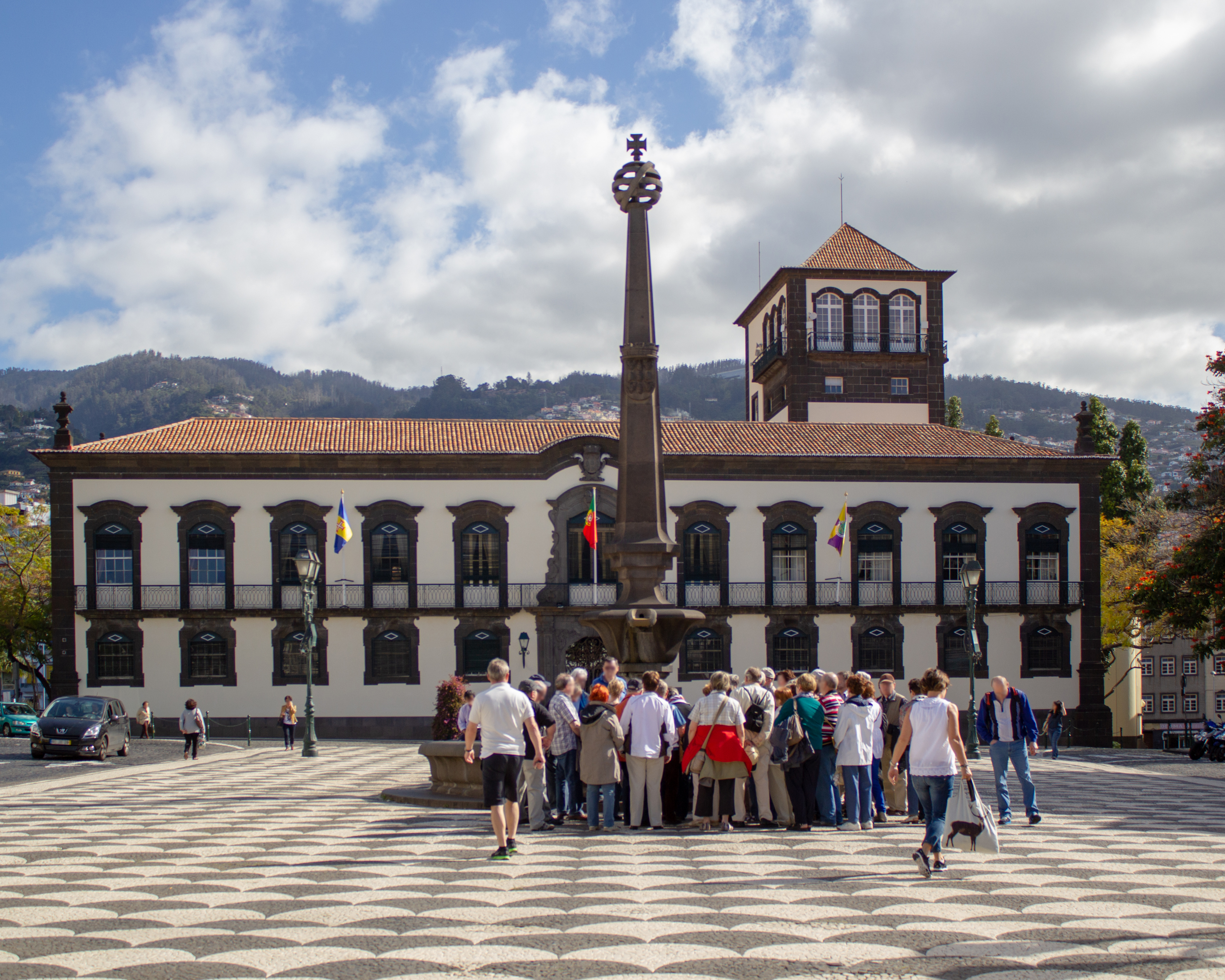
Ратуша Фуншалу
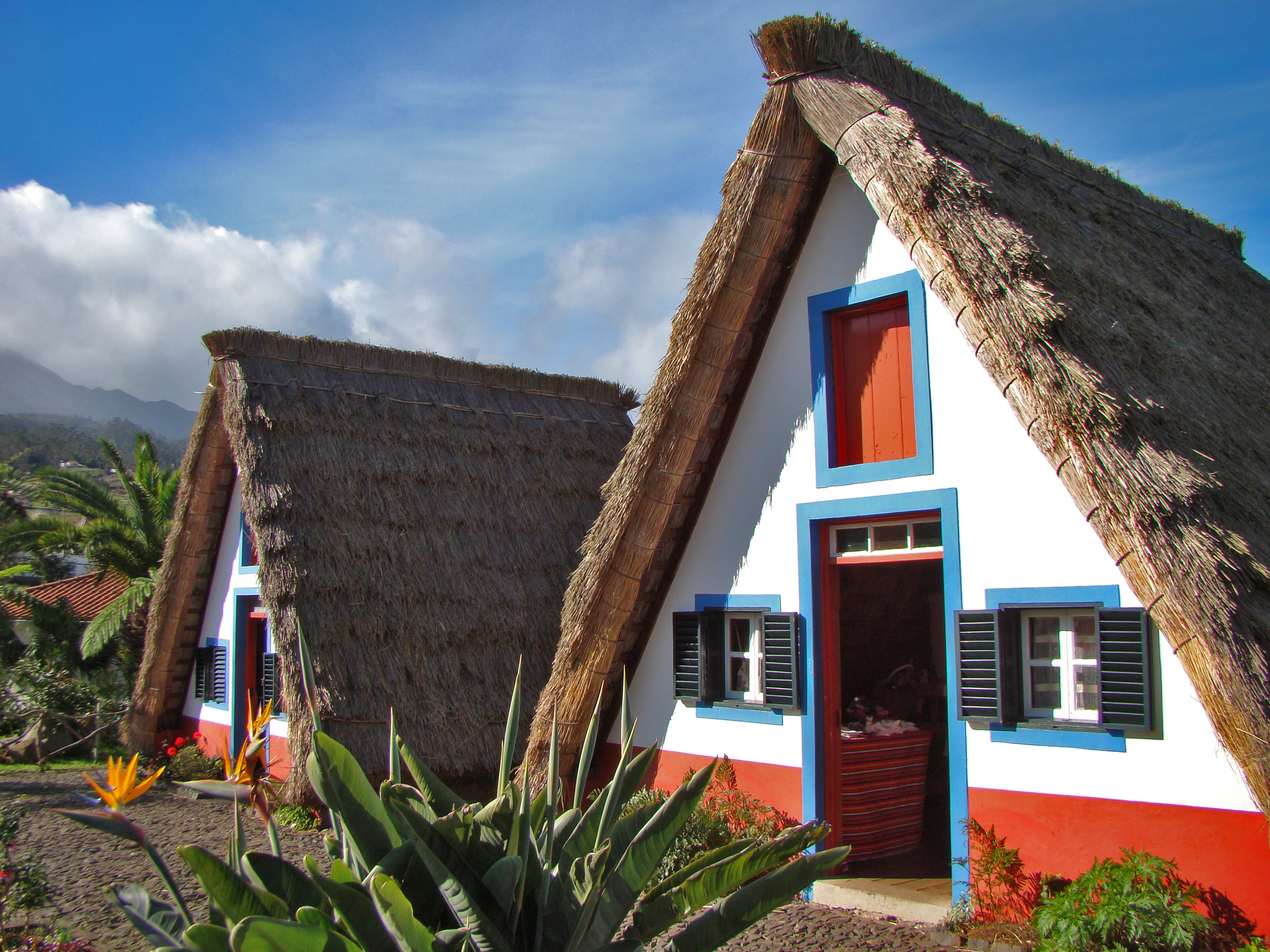
Типові будинки Сантани
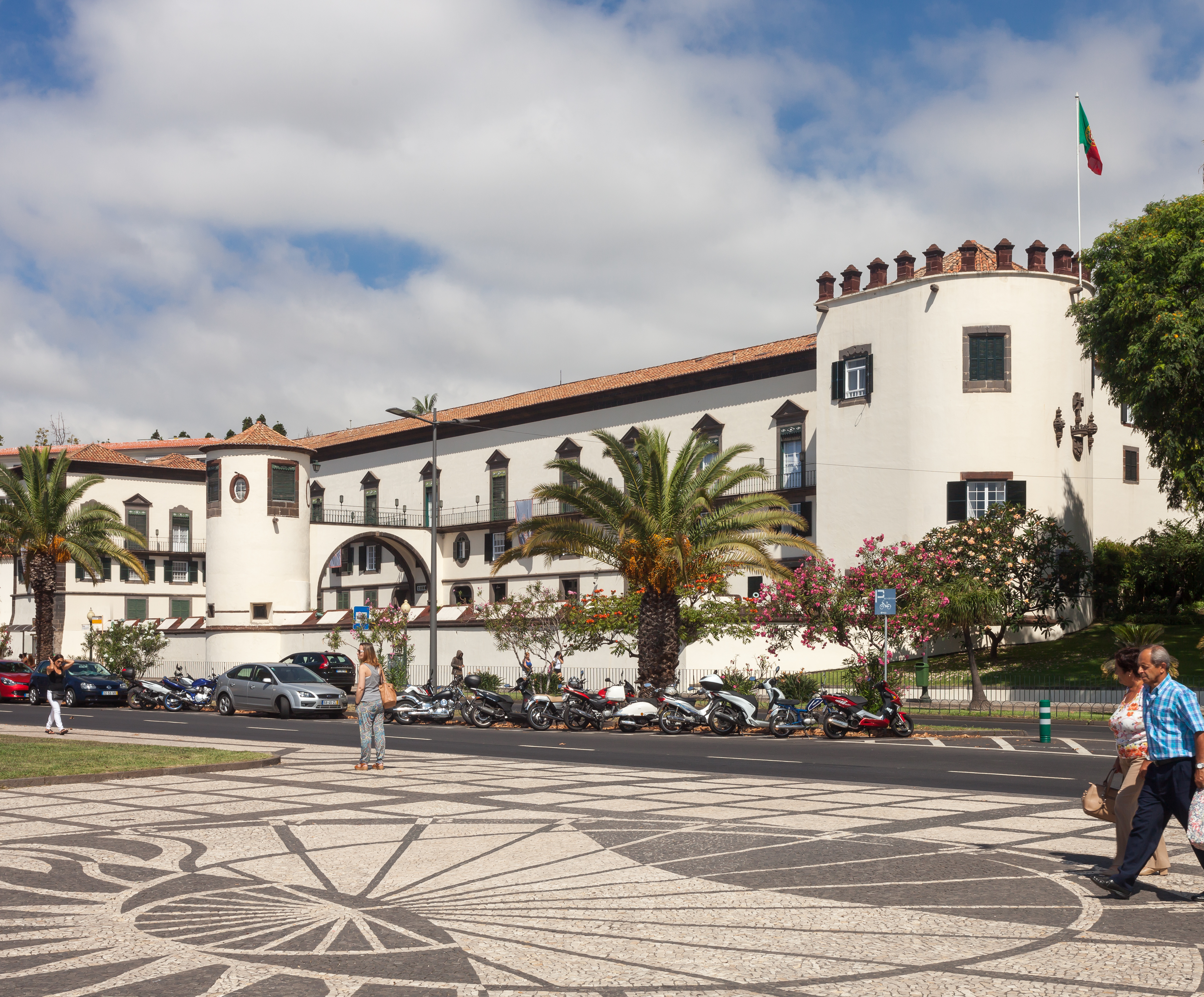
Палацова фортеця Сан-Луренцо
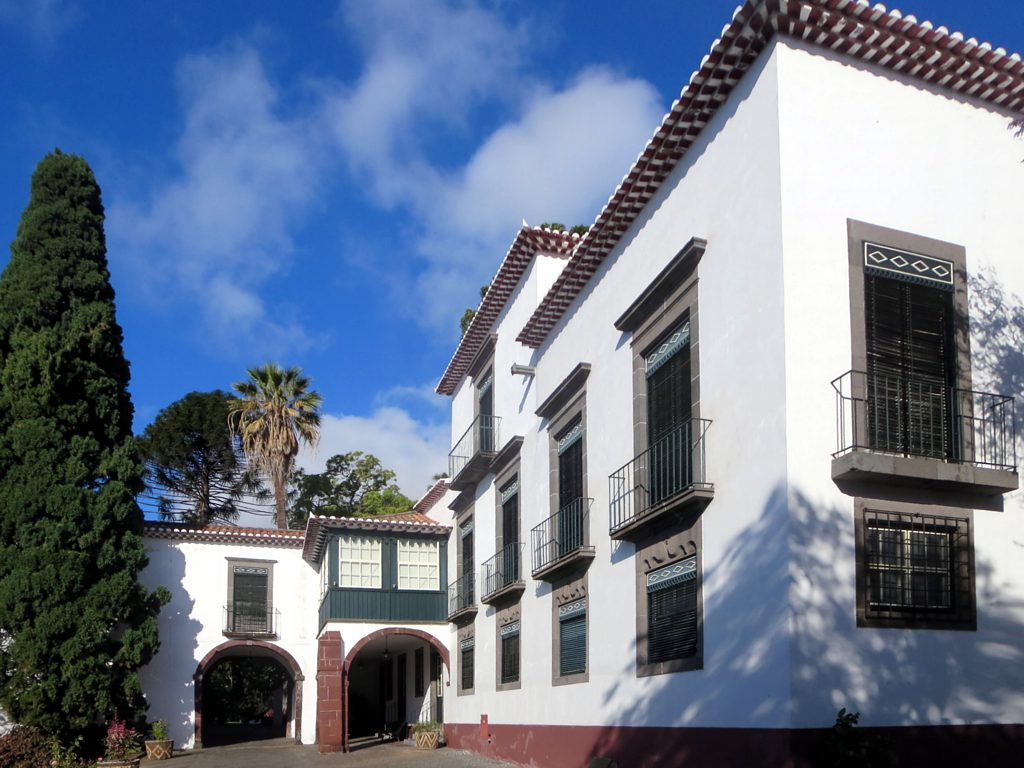
Museu Quinta das Cruzes
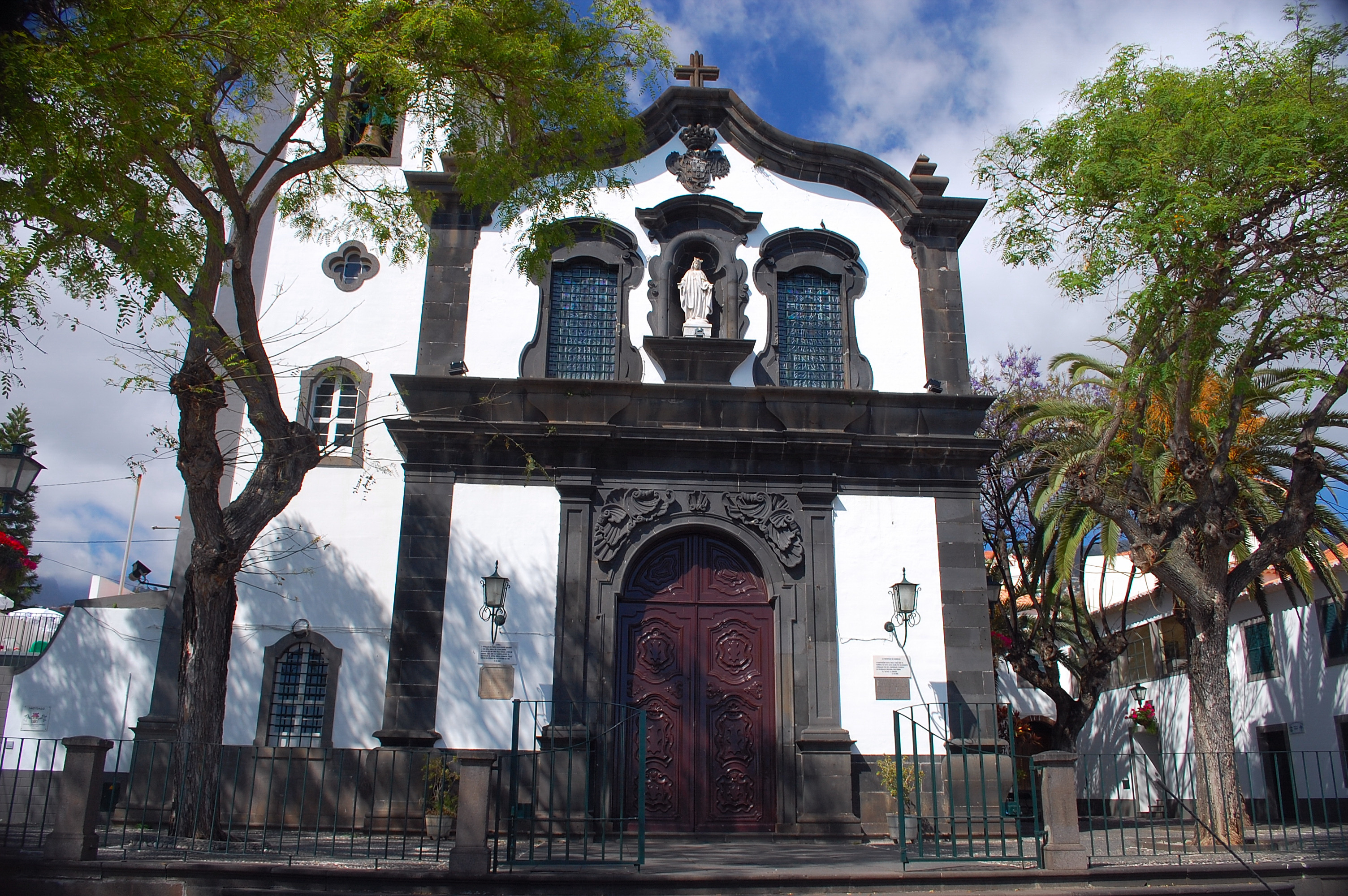
Церква Меню Сан-Тіаго, Фуншал
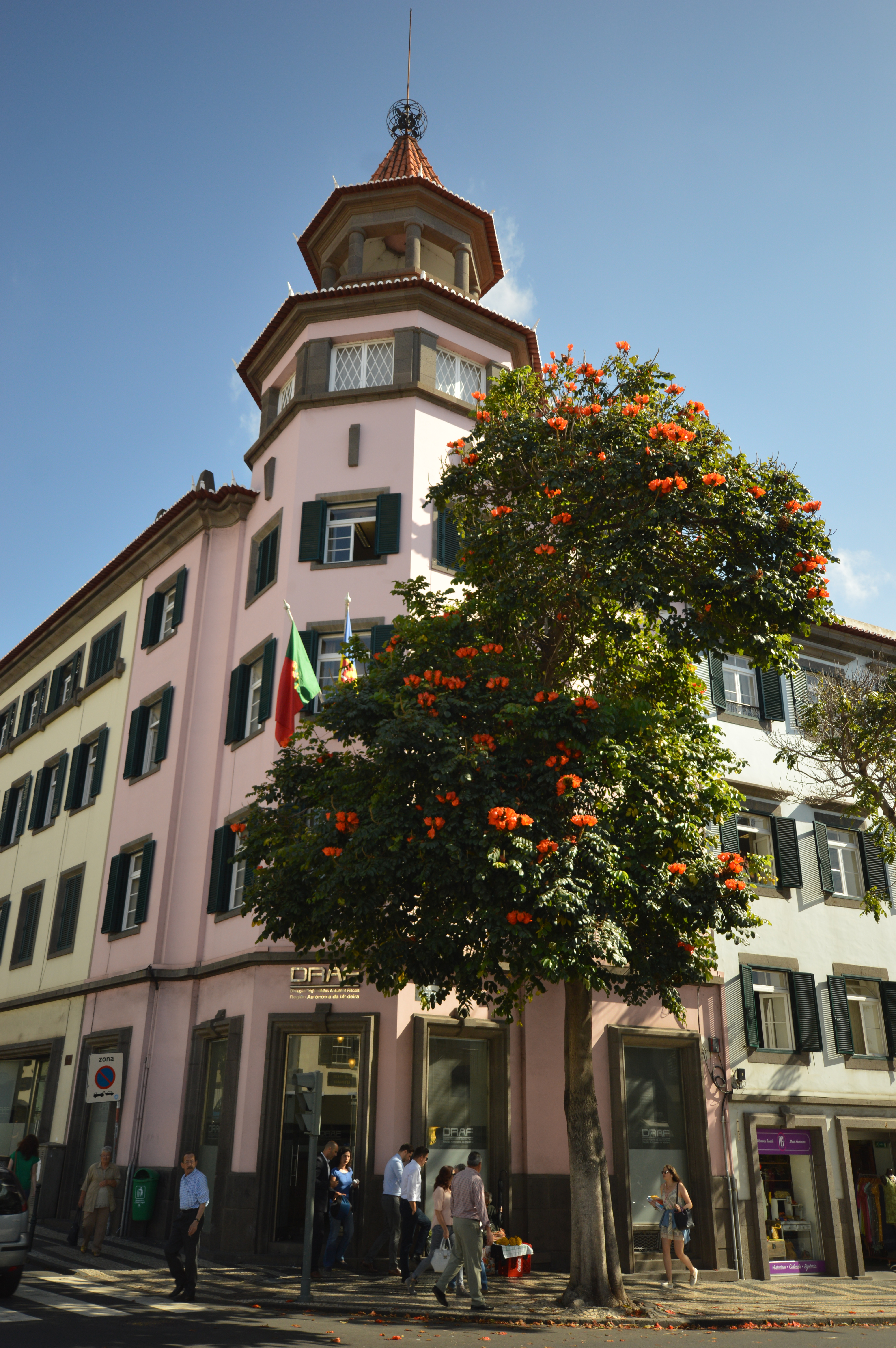
Ларго-ду-Фелпс, Фуншал
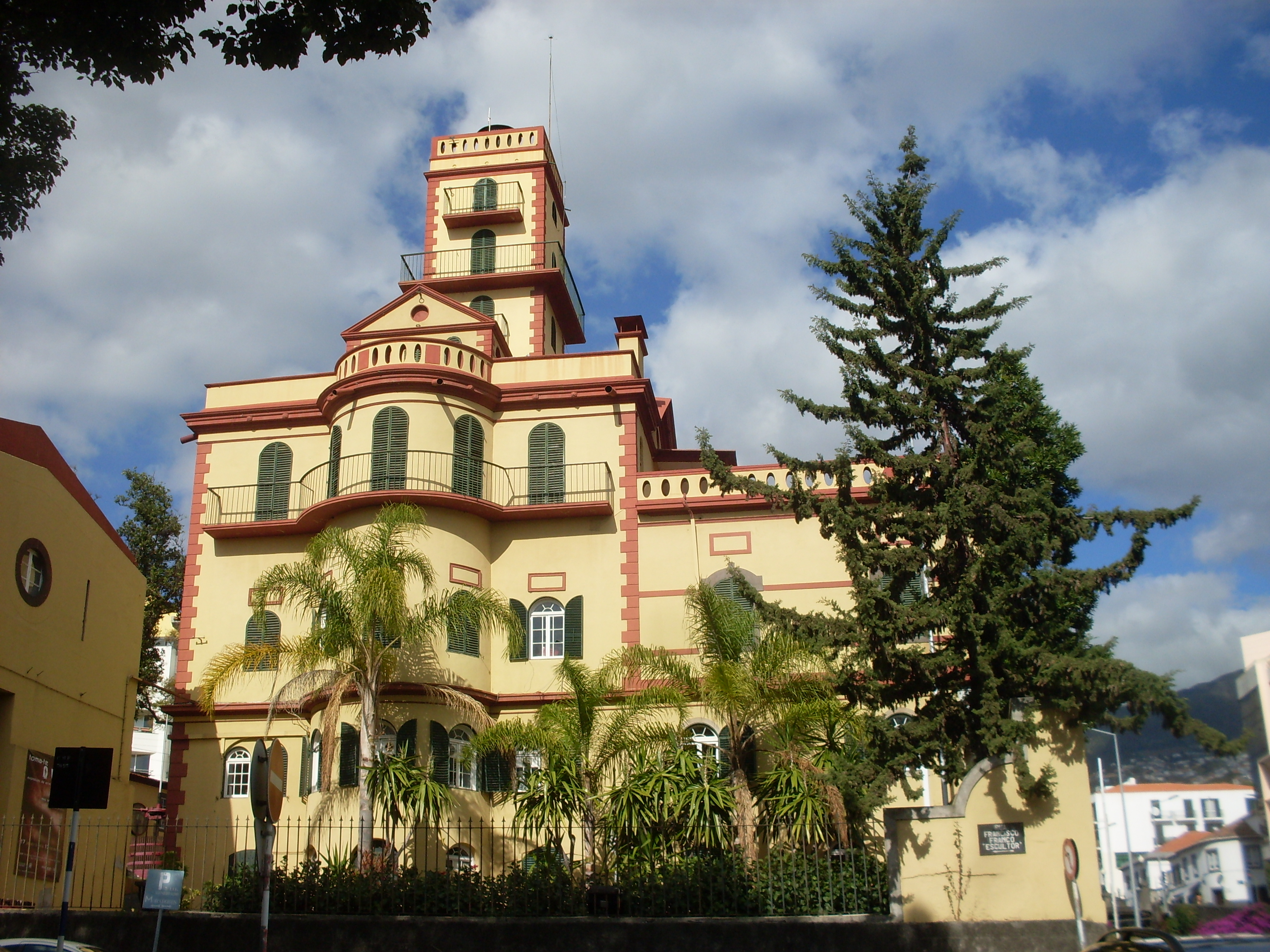
Інститут вина Мадейри